# 동일본 대진재

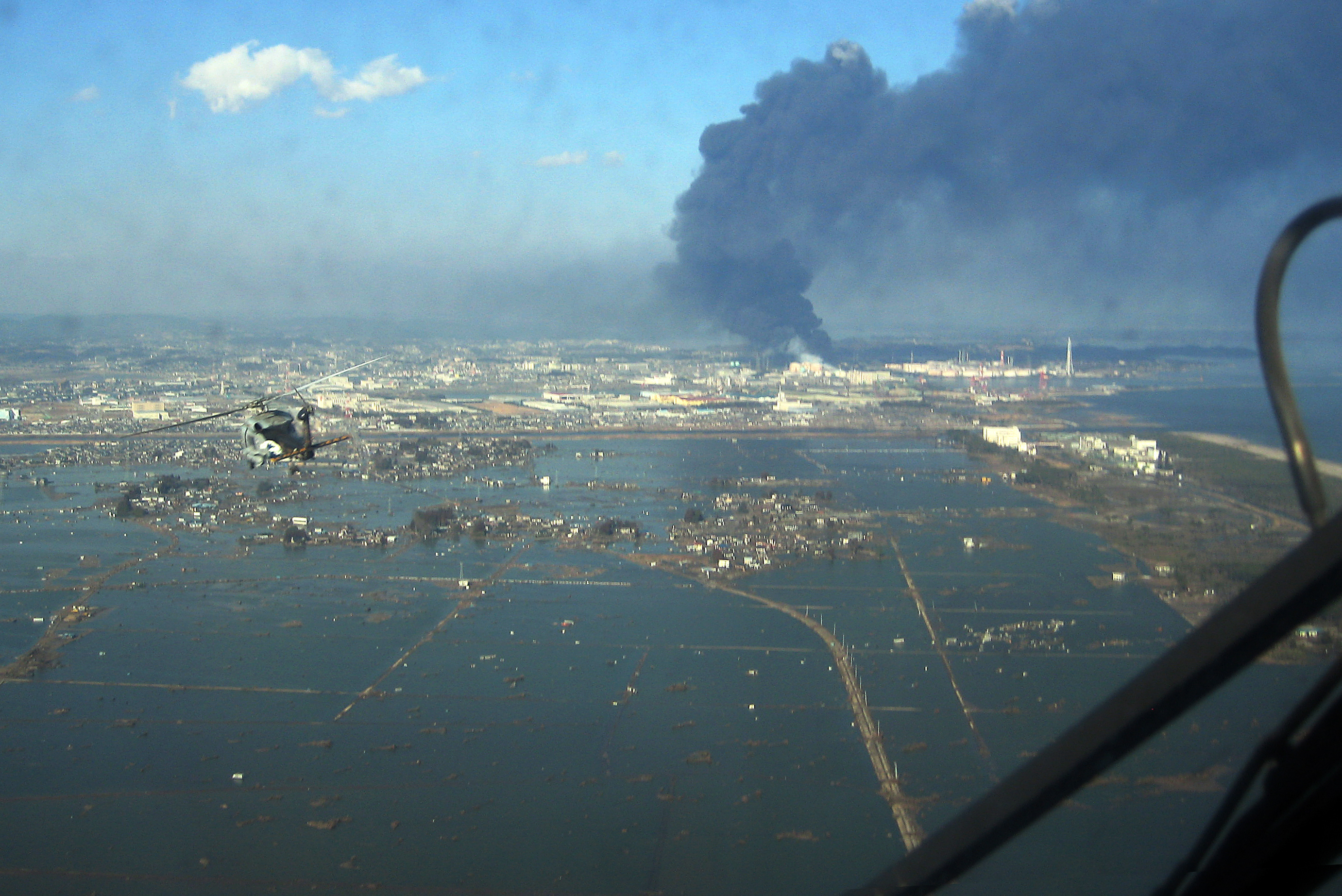
쓰나미로 침수 피해를 입은 일본 미야기현 센다이시 미야기노구 연안. (2011년 3월 12일 촬영)

동일본 대진재(일본어: 東日本大震災 히가시니혼다이신사이[*])는 2011년 3월 11일 도호쿠 지방 태평양 해역 지진(동일본대지진)으로 인한 피해 및 이에 따른 후쿠시마 제1 원자력 발전소 사고 재해를 말한다. 일본에서는 대규모 지진재해 피해로 대진재(大震災)라 이름붙였다. 지진이 일어난 날짜를 단 3.11(일본어: 三・一一 산텐이치이치[*]) 또는 311(さんいちいち)라고 부르는 경우도 있다.

## 본진
2011년 3월 11일 금요일 14시 46분(JST), 일본 미야기현 오시카반도 동남동쪽 해역 130 km 지점(북위 38.1도, 동경 142.9도, 깊이 24 km)에서 도호쿠 지방 태평양 해역 지진이 일어났다. 지진의 모멘트 규모는 Mw9.0-9.1이며, 지진 발생 시점에서 일본 관측 사상 최대 규모의 지진이었다.
동일본대지진의 진원역은 이와테현 해역에서 이바라키현 해역에 이르는 동서 200 km, 남북 500 km, 넓이 약 10만km2에 달하는 광대한 영역이다. 최대 진도는 미야기현 구리하라시에서 관측한 진도7이며, 미야기현, 후쿠시마현, 이바라키현, 도치기현 등 4개 현 36개 시정촌과 센다이시 1개 구에서 진도 6강을 관측했다. 관측한 최대 지반 가속도(PGA)는 미야기현 구리하라 시의 K-NET 쓰키다테 정(MYG004) 관측점에서 관측한 2,933gal이다.

## 명칭
2011년 3월 11일 16시 20분, 일본 기상청은 이날 일어난 지진의 공식명칭을 헤이세이 23년(2011년) 도호쿠 지방 태평양 해역 지진(일본어: 平成23年（2011年）東北地方太平洋沖地震, The 2011 off the Pacific coast of Tohoku Earthquake)이라 명명했다. 매스 미디어나 기타 조직, 단체에서는 동일본대지진(東日本大地震) 등으로 호칭하고 있으며 특히 일본 내에서는 동일본대진재(東日本大震災), 도호쿠 간토 대진재(東北関東大震災) 등으로 임의로 붙여서 사용했다.
2011년 4월 1일엔 일본 내각은 각의에서 지진으로 일어난 재해(진재)를 동일본대진재(東日本大震災)로 부르기로 결정하고, 이 결정을 내각총리대신 간 나오토가 2011년 예산 의결안과 함께 발표하였다. 이후 일본 내에서는 지진 자체는 '도호쿠 지방 태평양 해역 지진'을 가리키며, 지진으로 일어난 피해는 '동일본대진재'로 구분하여 사용한다. 하지만 용어의 통일성을 위해 그냥 '동일본대진재'라 칭하는 곳도 있다.
일본 정부가 용어를 통일하기 전까지 언론과 각종 미디어에서 사용했던 용어들에는 다음이 있다. 대진재 외에도 '대지진', '거대지진'이라는 표현도 많이 사용되었다.
- 동일본대진재(東日本大震災) - 아사히 신문,[15] 지지 통신사,[16] 웨더뉴스,[17] 교도 통신사,[18] 교도 통신 가맹사(산케이 신문,[19] 도쿄 신문,[20] 주니치 신문,[21] 마이니치 신문,[22] 니혼케이자이 신문(3월 19일 조간판부터)[23]), 후지 TV,[24] TBS 텔레비전,[25] TV 아사히,[26] 닛폰 TV(3월 15일 이후),[27] TV 도쿄,[28] TOKYO FM,[29] 닛폰BS방송
- 도호쿠 간토 대진재(東北関東大震災, とうほくかんとうだいしんさい) - NHK,[30][31] 일본공동모금[32]
- 3.11대진재(3.11大震災, さんてんいちいちだいしんさい) - 가호쿠 신보(3월 14일 이후 동일본대진재와 병용)[33]
- 도호쿠 해역 대지진(東北沖大地震, とうほくおきだいじしん) - 마이니치 신문(지진 당일부터 3월 14일까지)[34]
- 도호쿠·간토 대지진(東北・関東大地震, とうほくかんとうだいじしん) - 교도 통신사,[35] 도쿄 신문[36] 등의 가맹 미디어 회사가 지진 당일인 3월 11일에(다음날인 12일 아침에 배달된 조간신문 및 웹 게시 기사 포함) 사용
- 미야기·이바라키 해역 대지진(宮城・茨城沖大地震, みやぎいばらきおきだいじしん) - 닛폰 NEWS24가 지진 당일부터 3월 12일까지 사용[37][38]
- 동일본 거대지진(東日本巨大地震, ひがしにほんきょだいじしん) - 아사히 신문(지진 발생 직후 일시 사용), 요미우리 신문[39]
- 동일본대지진(東日本大地震, ひがしにほんだいじしん) - 닛폰 TV가 지진 당일부터 3월 24일까지 사용. 도쿄 FM 및 BS11 디지털도 일시 사용
- 도호쿠대진재(東北大震災, とうほくだいしんさい) - 기타 일부 언론이나 개인이 사용.

일본 국무회의를 통해 지진의 이름이 붙여진 후 일본 적십자사의 의연금 모금 접수계좌 이름도 변경되었다.
지진으로 일어난 지진 해일은 지역 신문을 중심으로 헤이세이 산리쿠 쓰나미(平成三陸大津波)란 이름을 붙여 사용하고 있다. 하지만 일본 정부 등 공공기관에선 지진 해일에 대한 이름을 붙이진 않았다.

## 피해
동일본대지진으로 일부 지역엔 평균 10m, 최대 소상높이 40.1m에 달하는 거대한 지진 해일이 덮쳐 도호쿠 지방과 간토 지방 태평양 연안 지역에 큰 피해를 입었다. 지진 해일 외에도 지진으로 인한 흔들림이나 액상화 현상, 지반 침하, 댐 붕괴 등으로 홋카이도 남부부터 도호쿠 지방을 걸쳐 도쿄만을 포함한 간토 남부에 이르는 광범위한 지역에 피해가 일어나고 각종 인프라 시설이 파괴되었다.
2018년 3월 9일 기준 경찰청의 발표에 따르면 지진의 사망자, 실종자는 18,434명이며 파괴되었거나 반파된 건축물은 402,699채이다. 지진 발생 직후 혼란기엔 피난민이 40만명 이상이었으며 정전 가구가 800만 가구 이상, 단수 가구가 180만 가구 이상이었다. 일본 부흥청의 2023년 8월 1일 기준 피난민은 약 30,115명으로 피난 생활이 장기화되고 있다.
- 지진 해일로 인한 침수 면적 - 561 km2[49]
- 지진 해일의 피해를 입은 농지 - 21,476ha (미야기현 14,341ha, 후쿠시마현 5,462ha, 이와테현 725ha 등)[50]
- 어선 피해 - 28,612척[51]
- 어항 피해 - 319개소[51]

일본 내각은 지진 재해의 직접적인 피해액을 대략 16조9000억엔으로 추측하고 있다. 이 금액은 지진 피해를 가장 많이 입은 미야기현, 이와테현, 후쿠시마현 3개 현의 현내 총생산의 합에 달한다.(효고현 남부 지진에선 효고현 1개 현 총생산의 절반 정도의 피해였다) 세계은행의 추산으로는 역사상 최악의 재산 피해를 입힌 자연재해라고 추측하였다?

### 사상자
일본 경찰청의 2018년 3월 9일 통계 기준, 동일본대지진의 사망자는 15,895명, 부상자는 6,156명, 경찰청에 신고된 실종자는 2,539명이라 발표하였다.(여진으로 인한 사상자 포함) 일본에서 자연재해의 사상자, 실종자수가 1만명을 넘는 것은 제2차 세계 대전 이후 처음이었으며 메이지 시대 이후에도 간토대지진, 메이지 산리쿠 해역 지진에 버금가는 사상자수이다. 이와테현, 미야기현, 후쿠시마현 3개 현을 중심으로 1도1도10현에서 사망자 및 실종자가, 1도1도1부18현에서 부상자가 나왔다.
| 도도부현   | 사망자 | 실종자 | 부상자 | 합계   |
| ---------- | ------ | ------ | ------ | ------ |
| 합계       | 19,689 | 2,563  | 6,233  | 28,485 |
| 홋카이도   | 1      | -      | 3      | 4      |
| 아오모리현 | 3      | 1      | 110    | 114    |
| 이와테현   | 5,141  | 1,114  | 213    | 6,468  |
| 미야기현   | 10,565 | 1,221  | 4,148  | 15,934 |
| 아키타현   | -      | -      | 11     | 11     |
| 야마가타현 | 3      | -      | 45     | 48     |
| 후쿠시마현 | 3,868  | 224    | 183    | 4,275  |
| 이바라키현 | 66     | 1      | 714    | 781    |
| 도치기현   | 4      | -      | 133    | 137    |
| 군마현     | 1      | -      | 40     | 41     |
| 사이타마현 | 1      | -      | 104    | 105    |
| 지바현     | 22     | 2      | 261    | 285    |
| 도쿄도     | 8      | -      | 119    | 127    |
| 가나가와현 | 6      | -      | 137    | 143    |
| 니가타현   | -      | -      | 3      | 3      |
| 야마나시현 | -      | -      | 2      | 2      |
| 나가노현   | -      | -      | 1      | 1      |
| 시즈오카현 | -      | -      | 3      | 3      |
| 미에현     | -      | -      | 1      | 1      |
| 오사카부   | -      | -      | 1      | 1      |
| 고치현     | -      | -      | 1      | 1      |

#### 사망자 통계
경찰청은 2012년 3월 11일까지 이와테현, 미야기현, 후쿠시마현 3개 현의 사망자 중 부검을 끝낸 15,786명의 통계를 발표했다.
연령
- 0 ‐ 9세 : 2.95% (496명)
- 10 ‐19세: 2.65% (419명)
- 20 ‐29세: 3.26% (515명)
- 30 ‐39세: 5.37% (847명)
- 40 ‐49세: 7.07% (1,116명)
- 50 ‐59세: 11.93% (1,883명)
- 60 ‐69세: 18.66% (2,945명)
- 70 ‐79세: 23.81% (3,759명)
- 80세 이상: 21.42% (3,381명)
- 연령 불명: 2.48% (392명)

남성 7,360명(46.62%), 여성 8,363명(52.98%), 성별 불명 63명(0.40%)
사인
- 익사: 90.64% (14,308명)
- 압사 및 기타 신체 손상: 4.23% (667명)
- 소사(焼死): 0.92%(145명)
- 사인 불명: 4.22%(666명)

동일본대지진의 사망자 거의 대부분은 쓰나미로 인한 익사였다. 쓰나미엔 대량의 모래와 바다 속 진흙, 항만 시설의 중유 등의 여러 물질이 섞여 있었다. 모래가 폐로 들어가면서 기도를 막고 여러 물질이 폐로 들어가 치명적 부상을 입힌 것으로 추정된다. 익사체엔 이렇게 폐에 물질이 들어가 기도를 막거나, 잔해에 맞아 의식을 잃거나, 3월에 눈이 흩날려 저체온증 등도 같이 오는 등 여러 종류가 있었다.
압사, 신체 손상, 소사의 대부분도 쓰나미 잔해가 원인이었다.
건물 붕괴나 산사태, 천장의 낙하물, 높은 곳에서의 낙하물 등 지진의 흔들림 자체로 인한 사망자는 후쿠시마현 36명, 이바라키현 18명, 미야기현 13명, 도쿄도 7명 등 90명이다.
이와테현, 미야기현, 후쿠시마현 3개 현에서 팔다리 등이 발견되어 신원은 확인되었으나 "엄지손가락만 찾았다고 해서 찾았다는 것은 아니다"라는 등의 이유로 머리를 찾지 못해 사망자로 처리되지 못한 시체는 2016년 6월 10일 기준으로 171구이다. 이 시체를 실종자에 포함시킬 여부는 3개 현마다 다른 입장이다.
시즈오카 대학 방재종합센터는 지진 해일의 침수 범위 거주자 수에 대한 사망자, 실종자수의 비율을 계산하여 이를 메이지 산리쿠 해역 지진 시기와 비교했다. 이에 따르면 최대 비율은 미야기현 오나가와 정의 11.97%이며 이를 이어 이와테현 오쓰치 정 및 리쿠젠타카타 시에서 11.72%를 기록했다. 메이지 산리쿠 해역 지진은 침수 영역이 아닌 시정촌의 인구에 대한 피해자 비율을 냈으나, 이와테현 가마이 시에선 50%를 차지하는 등 11개 시정촌에서 15%가 넘었으며 이번 지진해일은 방재 대책의 효과가 효과를 발휘하였다는 보고를 했다.

#### 지진 재해로 인한 사망
동일본 대지진 이후 피난소의 비위생적인 환경이나 추위로 인해 고령자를 중심으로 사망하는 경우가 늘어났다. 일본 부흥청은 지진 재해로 인한 사망자, 재해관련사(震災関連死)를 "동일본 대지진으로 생긴 부상 등의 악화로 사망하여 재해위로금의 지급 등에 관한 법률에 따라 재해위로금 지급 대상이 된 자"로 정의했다. 부흥청은 2017년 9월 말 기준 지진 재해로 인한 사망자수를 후쿠시마현 2,202명, 미야기현 926명, 이와테현 464명 등 총 3,647명으로 집계했다. 사망 날짜로 보면 지진 발생 7일 이내가 471명, 8일-1개월 이내는 740명, 2개월-1년 이내는 1,586명, 1-5년 이내는 92명이었다. 후쿠시마현에서 지진 재해로 인한 사망자수는 지진이나 지진 해일로 인한 직접적인 사망자수를 뛰어넘었다. 후쿠시마현에서 사망자 대부분은 원자력 사고 이후 시민이 피난하는 가운데 건강 악화로 사망하는 등 '원자력 사고 관련 사망자'로 보이며, 2016년 3월 도쿄 신문의 집계에 따르면 후쿠시마현 내에서 원자력 사고 관련 사망자는 최소 1,368명이다.

### 원자력 발전소 사고

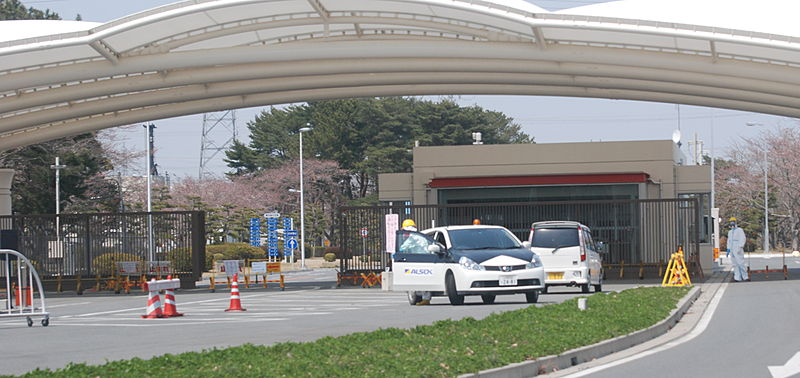
후쿠시마 제1 원자력 발전소 사고의 수습 작업이 진행중인 원자력 발전소 앞 모습.(2011년 4월 13일, 후쿠시마현 후타바 군에서 촬영)

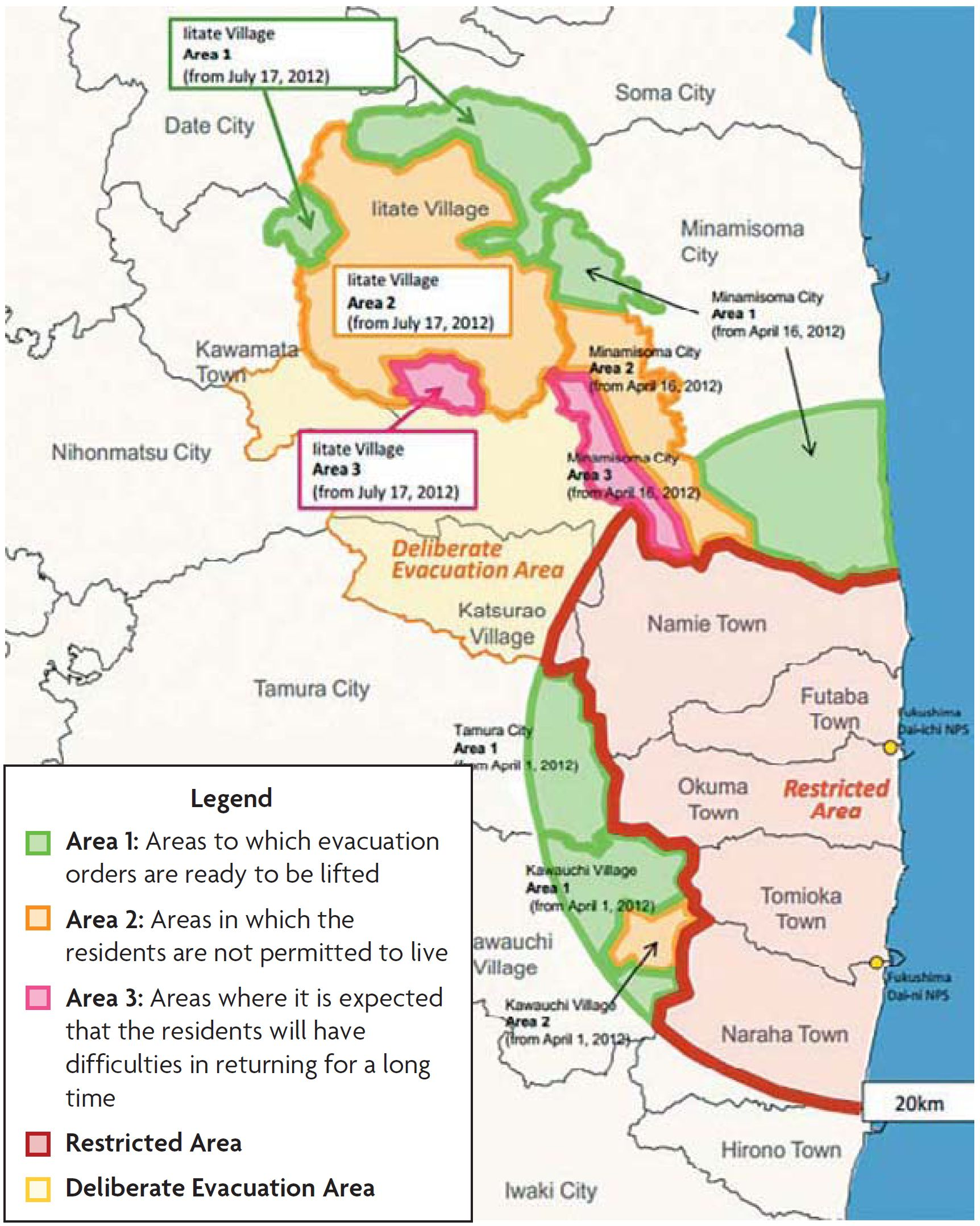
후쿠시마 제1 원자력 발전소 사고로 접근 제한이 된 지역.

지진 직후 도호쿠 지역 일대의 원전 29기 가운데 11기의 가동이 중단되었다. 또한 동일본대지진 1시간 후 후쿠시마현의 후쿠시마 제1 원자력 발전소에 최대 14-15m의 지진 해일이 덮쳐 원자력 발전소 1-5호기 전부가 전원이 끊겼다. 원자로를 냉각할 수 없게 되자 1호기부터 3호기까지 멜트다운이 일어났다. 이 멜트다운은 대량의 방사성 물질이 유출되는 후쿠시마 제1 원자력 발전소 사고로 이어졌다. 이 사고는 국제 원자력 사고 등급에서 최악인 7인, 체르노빌 원자력 발전소 사고와 같은 등급을 받았다. 후쿠시마 원전이 있는 후쿠시마현 하마도리를 중심으로 주변 지역 주민의 피난이 장기화되고 2012년부턴 "귀환곤란지역", "거주제한구역" 이 설정되었다.(영향 문서 참조) 원자력 발전 사고 외에도 여러 화력발전소도 지진의 영향으로 작동을 중지하면서 도쿄 전력이 관할하는 간토 지방은 심각한 전력 부족에 빠져 지진 직후 일본은 65년만에 처음으로 윤번정전을 실시했다. 지진 직후 시작된 계획 정전은 2012년 여름 오이 원자력 발전소 재가동 문제가 불거지면서 다시 나타나기도 하였다.
동일본 대지진의 피해 지역에는 후쿠시마 제1 원자력 발전소 외에도 다음 원자력 발전소가 있었다. 모두 심각한 원자력 재해가 일어나진 않았으나 외부 전력 상실, 비상 발전기의 손상, 해수 냉각 펌프의 손상 등 심각한 원자력 재해가 일어나기 직전에 있던 원자력 발전소도 있었다. 이 가운데 후쿠시마 제2 원자력 발전소에선 원자로 긴급 사태 선언까지 갔었다.
- 도카이 제2 원자력 발전소(이바라키현 도카이촌)
- 후쿠시마 제2 원자력 발전소(후쿠시마현 도미오카정, 나라하정)
- 오나가와 원자력 발전소(미야기현 오나가와정)
- 히가시도리 원자력 발전소(아오모리현 히가시도리촌)

### 건축물
일본 경찰청은 2018년 3월 9일 기준 건축물 피해를 완전 파괴 121,776채, 부분 파괴 280,923채, 화재로 전체 소실 297채, 대부분 침수 1,628채, 일부 침수 10,076채, 일부 파손 726,574채로 집계했다. 특히 이와테현, 미야기현, 후쿠시마현 연안에선 지진 해일로 수많은 집이 떠내려갔는데 이러한 피해를 입은 집은 이와테현에서 19,508채, 미야기현에서 83,003채, 후쿠시마현에서 15,224채이다.

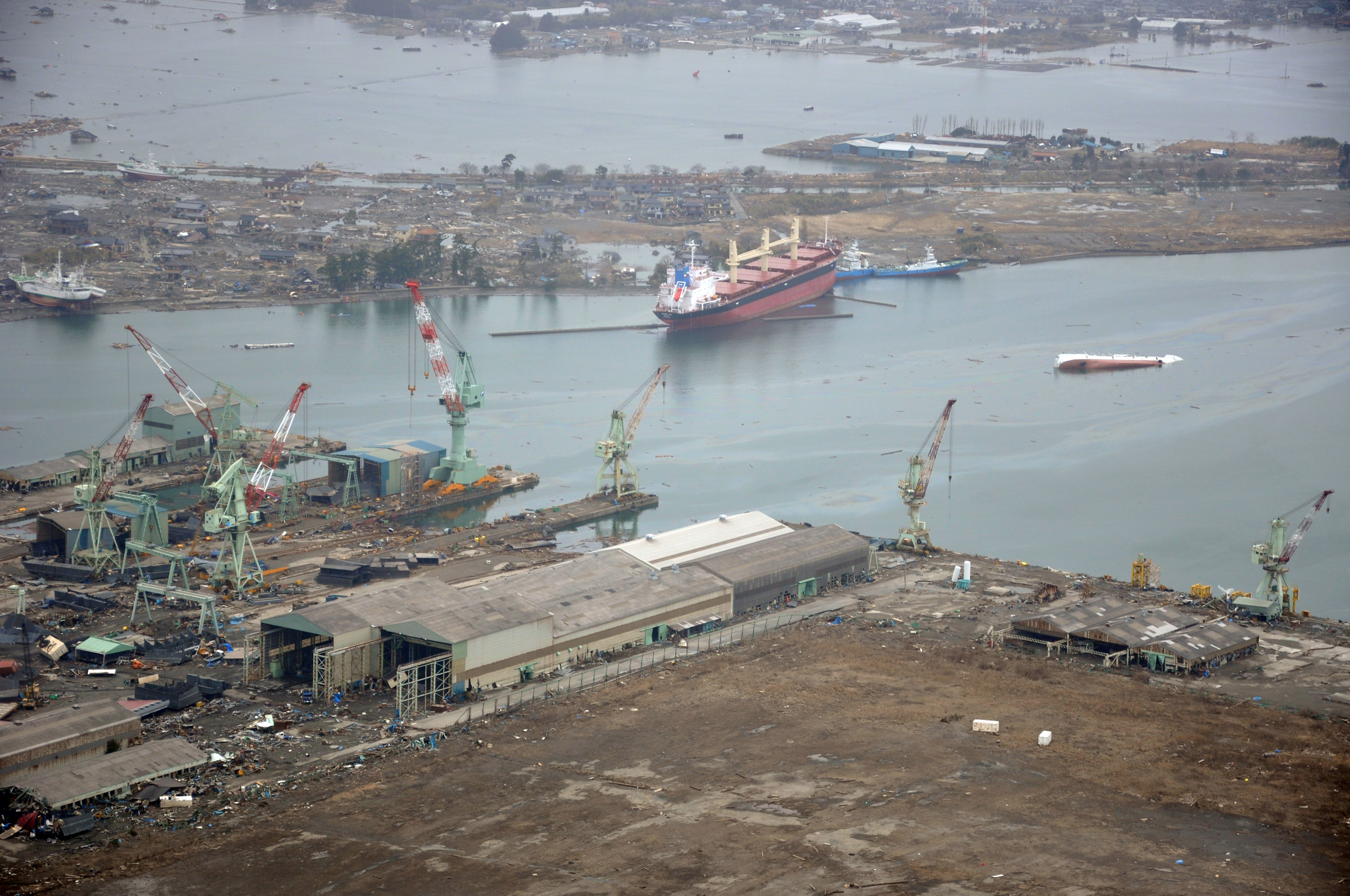
지진 해일의 피해를 입은 이시노마키 항. 사진 위쪽에 히가시마쓰시마 시 오마가리 지역의 침수된 논이 보인다.(2011년 3월 20일, 미야기현 이시노마키시-히가시마쓰시마시 경계)
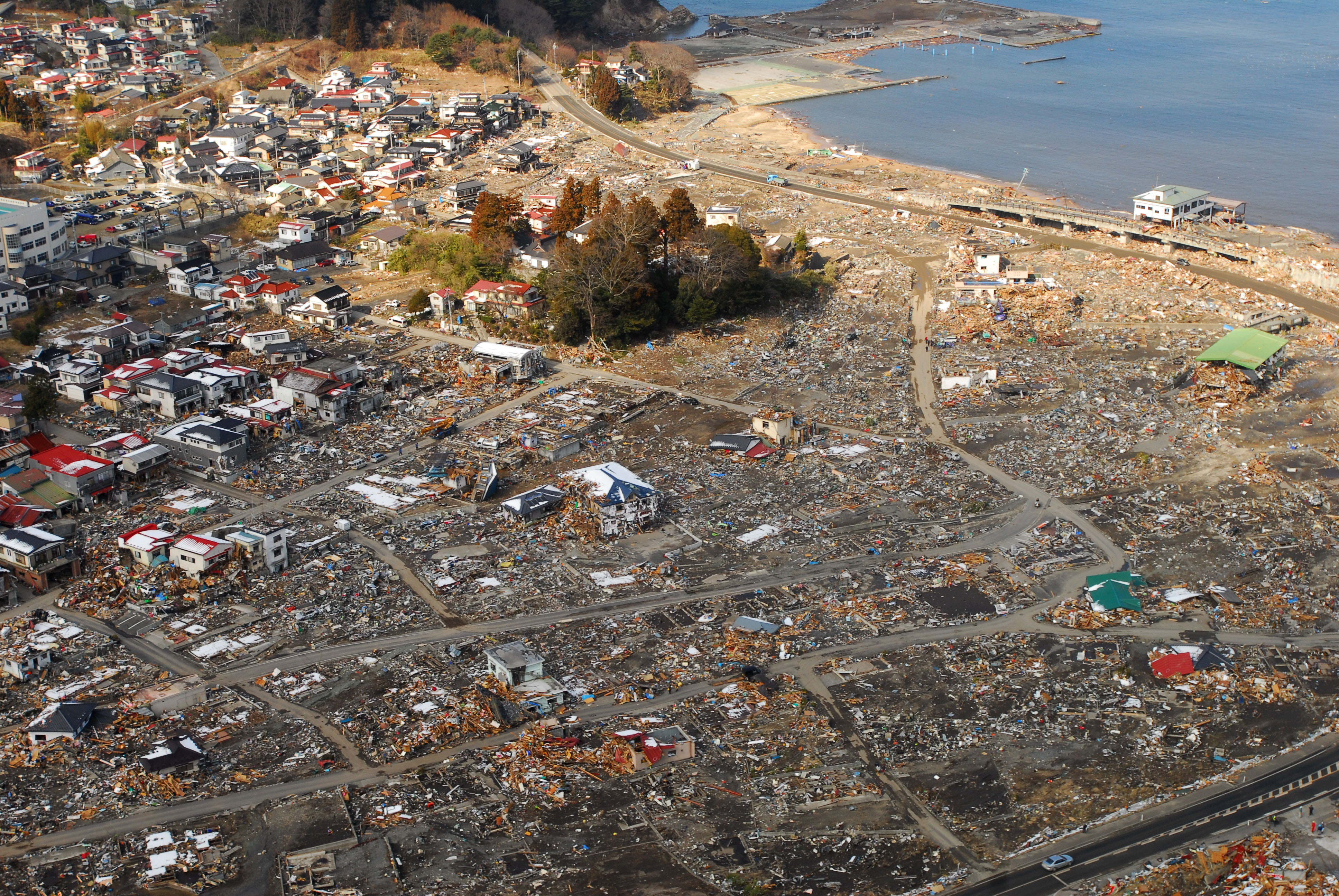
쓰나미가 휩쓸고 간 지 1주일 후의 산리쿠 연안.(2011년 3월 18일, 이와테현 가미헤이군 오쓰치정 기리키리역 부근)
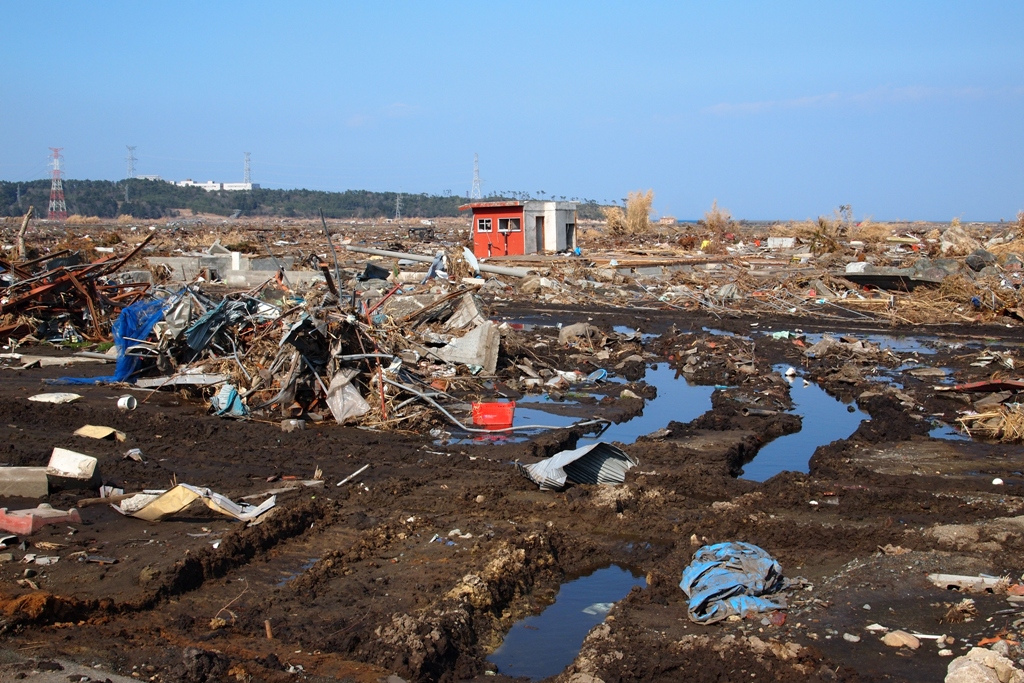
후쿠시마 제1 원자력 발전소 사고로 긴급피난준비구역으로 설정된 미나미소마 시.(2011년 4월 16일, 후쿠시마현 미나미소마시 하라마치 구)

#### 각종 시설
지바현 이치하라시의 '코스모 지바정유소' LPG 탱크가 폭발에 화염에 뒤덮였고, 이 화재의 영향으로 인근의 열화우라늄 보관 시설에 화재가 일어나기도 했으며, 도호쿠 지역과 이바라키현 등에서는 많은 정유소와 공장이 지진 피해를 입어 작업을 중단하는 등 일본 산업계에 큰 영향을 미쳤다. 이외에도 홋카이도와 도호쿠, 간토 지역의 수많은 문화, 교육 시설이 침수되는 피해를 입었다. 2011년 4월 6일까지 일본 내에서 지진 피해를 입은 문화재는 463개이다.

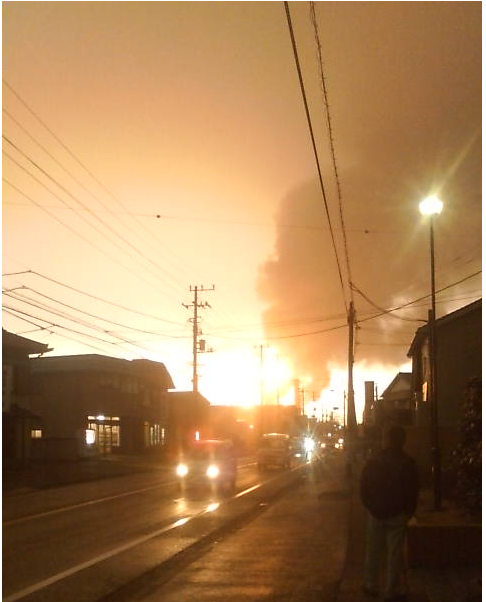
코스모 석유 지바 정유소의 화재.
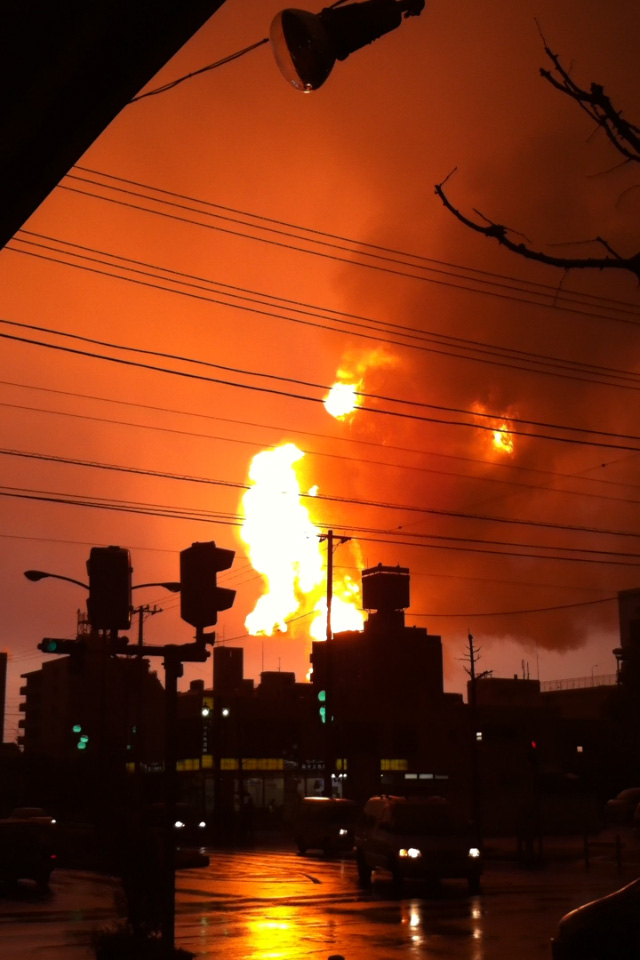
코스모 석유 지바 정유소의 두 번째 폭발을 촬영한 모습.
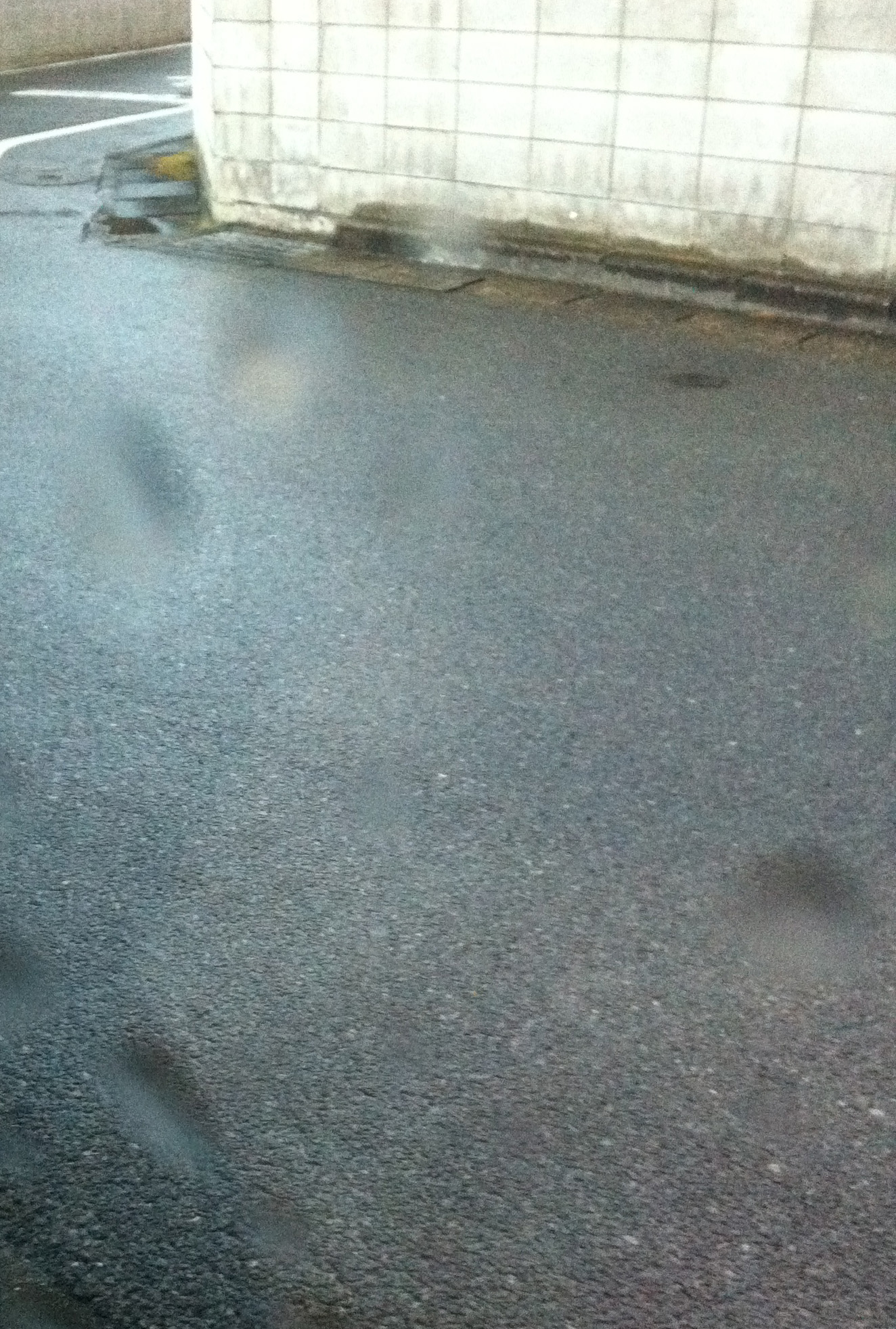
코스모 석유 지바 정유소의 폭발로 인해 상공에 가득 찬 연기로 비가 내린 흔적.

#### 주요 시설의 피해
- 연료 분사기 등을 제조하는 케이힌 공장이 피해를 입어 현지 구입처 4개 회사가 피해를 입었다. 주요 공급자 중 한 곳인 혼다 공장은 일시 폐쇄되었다.[82]
- 자동차 오일실의 일본 시장 점유율 70%를 차지하는 NOK 후쿠시마 공장이 피해를 입었다. 큰 피해는 없었으나 20일간 조업이 중단되었다.
- 실리콘 웨이퍼 세계 시장 점유율 60%를 차지하는 2개 공장인 신에쓰 화학공업 니시고촌 공장과 SUMCO 요네자와시 공장이 폐쇄되었다.
- 차량용 마이크로컴퓨터를 제조하는 대기업 르네사스 테크놀로지의 나카 공장(이바라키현 히타치나카시)이 피해를 입었다. 처음엔 복구에 1-2년이 걸릴 것으로 추정했으나 완성차 업체 및 반도체 제조장치 업체 등의 지원으로 총 17만명이 80일만에 복구를 완료하였다.
- 일본 내 건축 유리자재의 30%를 차지하는 아사히 유리 가시마 공장(가시마 임해 공업 지대)이 피해를 입고 전용 항구가 파괴되었다.
- 일본 최대의 타이어 회사인 수미토모 고무 공업 시라카와 공장(시라카와 시)이 피해를 입었다.
- 하루에 80만t의 종이를 생산하는 일본제지 이시노마키 공장이 피해를 입었다. 이밖에도 이와누마 공장, 나코소 공장(이와키 시)도 피해를 입었다. 또한 쓰나미로 종이가 유출되어 진흙과 섞여 마른 논바닥처럼 균열이 생겼다.
- 일본에서 에틸렌의 10%인 80만t을 생산하는 미쓰바시 화학 가시마 사업소가 피해를 입었고, 지바 현 코스모 정유소 공장 화재의 영향으로 마루젠 석유화학 지바 공장의 에틸렌 생산이 중지되었다. 가시마 콤비나트엔 미쓰바시 화학에서 에틸렌을 공급받는 공장이 20개소 이상이다.
- 갑상선 기능 저하증 치료제인 '씨라신 S'의 일본 내 유통의 98%를 담당하는 아스카 제약 이와키 공장이 피해를 입어 생산을 일시 중지했다.
- 기린 맥주 센다이 공장이 피해를 입어 복구에 1년이 걸렸다.
- 미쓰바시 제지 하치노헤 공장이 피해를 입어 2011년 11월에 복구되었다.
- 닛산 자동차 이와키 공장이 피해를 입어 2011년 5월에 복구되었다.

### 액상화 현상 및 지반 침하
간토 지방과 도호쿠 지방 광범위한 지역에 액상화현상이 일어났으며, 지바현 지바시 미하마구, 나라시노시, 후나바시시, 이치카와시, 우라야스시, 가토리시, 아비코시, 도쿄도 고토구, 에도가와구, 가나가와현 요코하마시 핫케이지마섬 주변, 이바라키현 히타치나카시, 이타코시, 미야기현 오사키시 에아이 강 주변에서 건축물이 기울거나 단수, 도시가스 공급 정지, 논의 토사물 침전 등의 피해가 일어났다. 도쿄만의 간척지와 지바현 동북부에서 이바라키현 롯코 지역 남부에 걸친 이른바 '물의 고향 지대'에서 피해가 심각했는데, 우라야스 시는 시내 85%가 액상화 현상의 피해를 입었으며 자치단체에서 액상화 위험도가 낮다 평가된 곳에서도 액상화 피해를 입었다.
도호쿠 지방에서 간토 지방 북부까지 태평양 연안에서 지진에 따른 지반 침하로 해안 및 강 하구를 중심으로 침수 피해가 일어나고 있다. 이시노마키 시 시오토미 정에선 만조시 마을이 전부 침수되는 피해를 입었다. 지진 해일로 도호쿠-간토 지방 6개 현에서 23,600ha의 농지가 유실되거나 침수되었고, 일본 농림수산성에선 3년 후 완료를 목표로 잔해 철거 및 토양 염분 제거 작업을 시행했다.

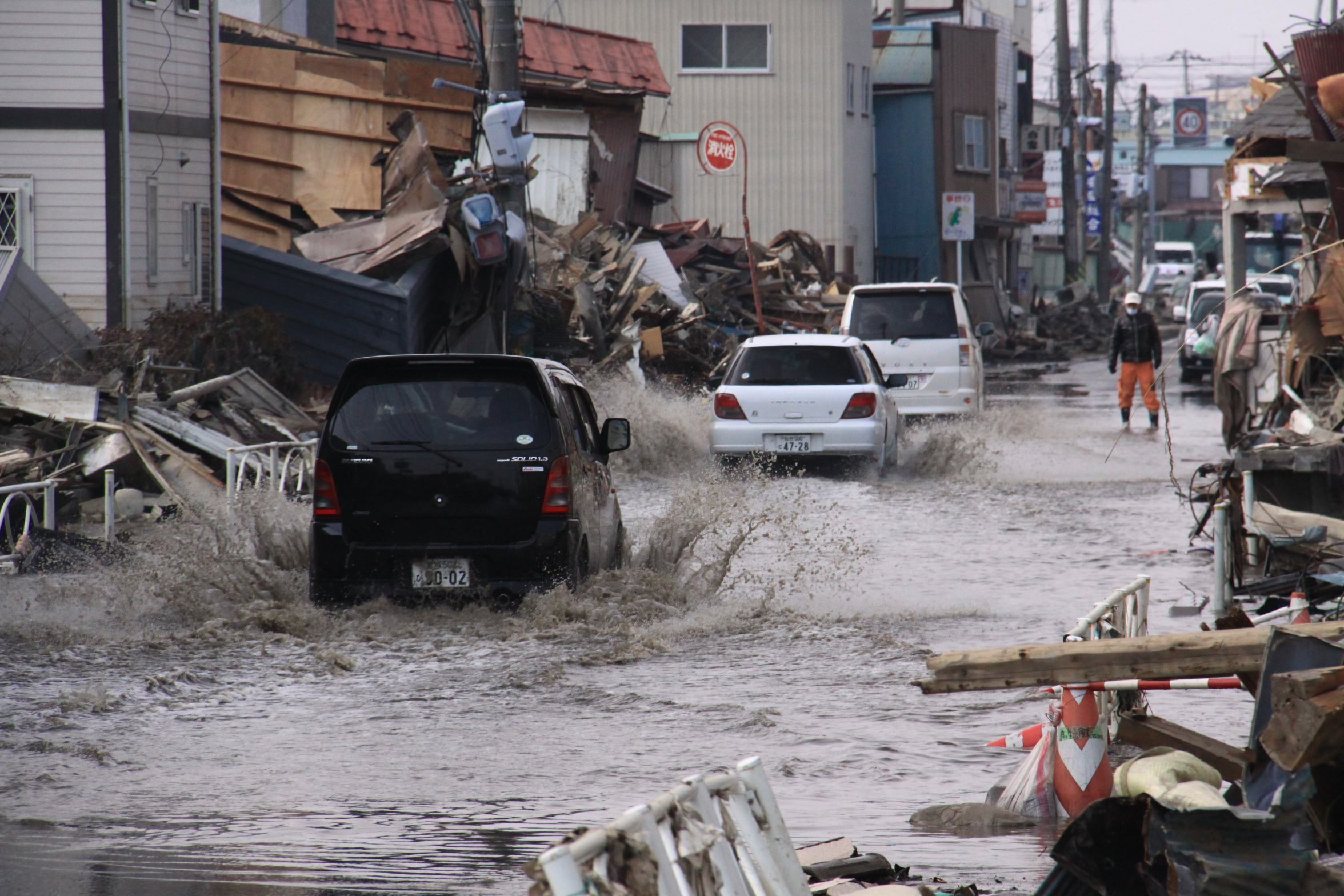
만조 시기 침수된 국도 제398호선. (2011년 3월 30일, 일본 미야기현 이시노마키 시 미나토 정-요시노 정 부근)
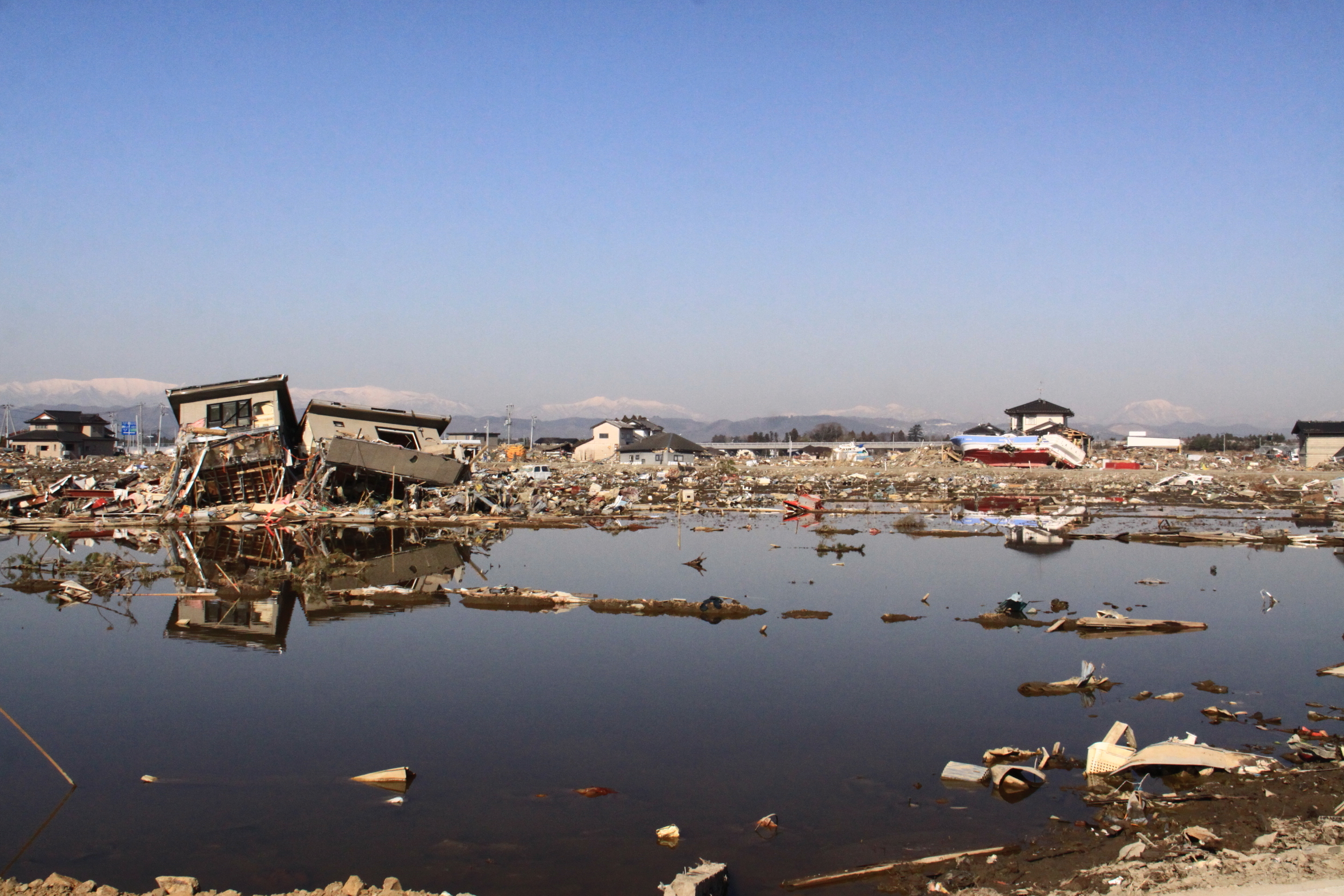
바다에 잠긴 센다이평야 해안의 논. (2011년 4월 6일, 미야기현 나토리 시)
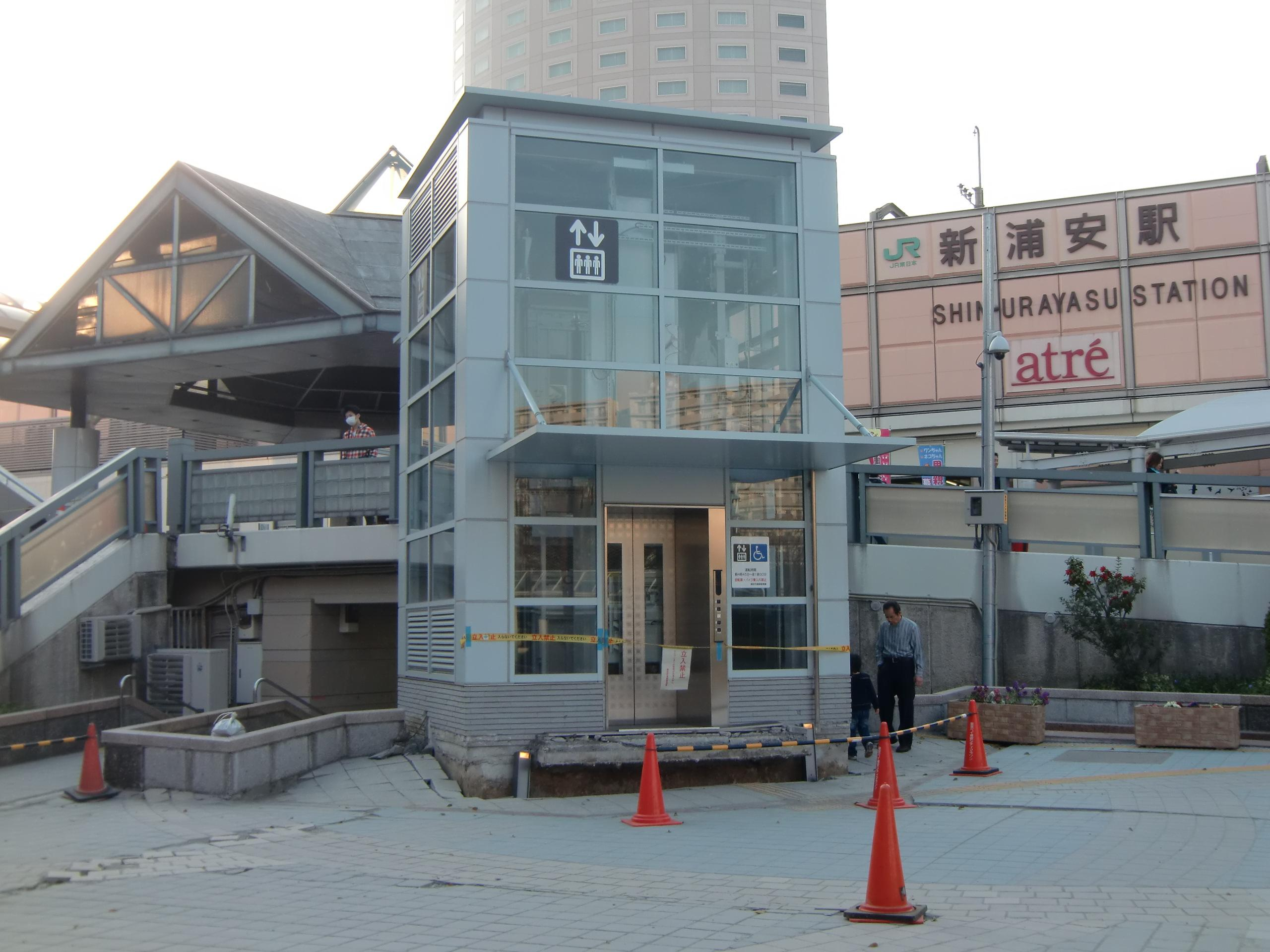
도쿄만에서 일어난 액상화 현상. (2011년 4월 1일, 지바현 우라야스 시 신우라야스역)

### 화재
쓰나미 피해가 컸던 미야기현을 중심으로 330건의 화재가 일어났다. 전체 화재 중 약 40%인 159건이 쓰나미 화재였고 30%는 전기 화재였다. 이외에도 정전으로 피난 중 가지고 있던 촛불 등에 의한 화재도 보고되었다. 이외에도 지진 수일에서 수주 후 잔해에 깔려 있던 박테리아의 발효로 인한 가열로 자연 발화되거나 해수 침수차량의 전기 회로 부분에 합선 등으로 화재가 일어난 사례도 있었다.
쓰나미 화재
쓰나미로 파괴된 건물과 차량 잔해들이 내륙으로 휩쓸리면서 침수 영역 가장자리에 모이거나 바람이나 지형 등 잔해들이 모인 곳에서 난방유 탱크(중유, 등유 등), 가스 실린더, 자동차용 연료 탱크 등에서 누출된 연료에 불꽃이 튀어 화재가 일어났따. 특히 잔뜩 쌓인 불붙혀진 파편이 산림으로 번져 화재가 확대되었다. 불타는 잔해가 해상을 표류하며 강 건너편으로 불이 번지는 경우도 있었다. 주민 및 소방 관계자들을 통한 조사 결과, 쓰나미 화재 현장은 소방 수단이나 이동 수단의 부족에다 2차 쓰나미 우려로 적극적으로 화재 진압 작업을 하지 못하고 대피하면서 화재가 대형으로 번지게 되었다는 결과를 얻었다.
지진 화재
역사적으로 과거에 일어났던 지진과 마찬가지로 무너진 주택과 건축물의 난방 기구, 조리 기구, 전기 배선, 손상된 전기 기구가 정전 복구 과정에서 합선으로 화재가 일어났다.

### 교통

#### 도로

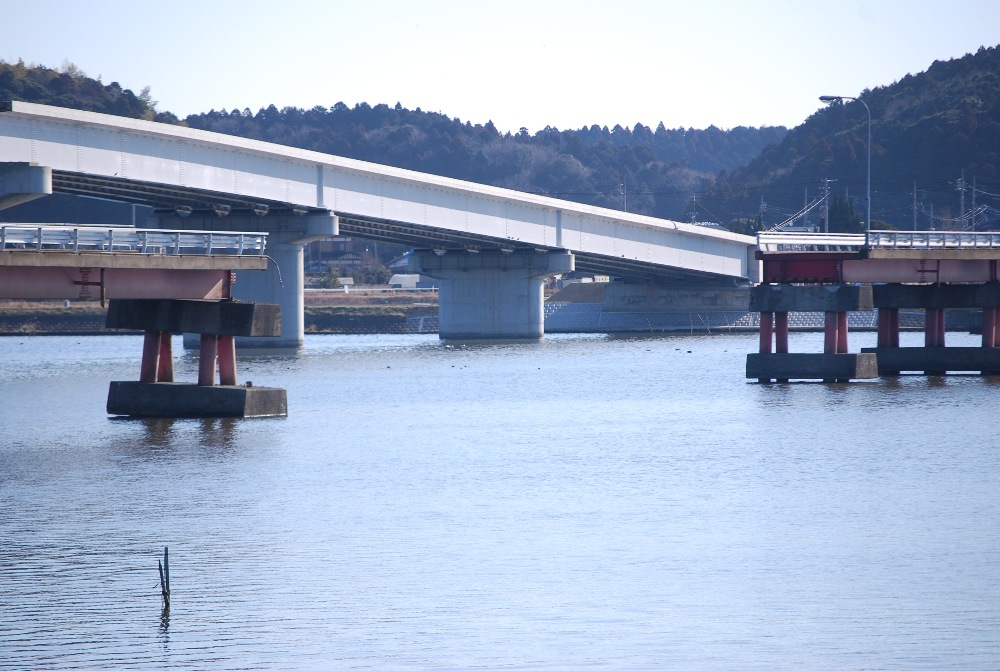
붕괴된 롯코 대교. (2011년 3월 27일 이바라키현 나메가타 시 촬영)

일본 경찰청은 2018년 3월 9일 기준 4,198개소에서 도로 피해를 입었다고 집계했다. 이와테현 야마다정 후나반도에서 미야기현 미야기산리쿠 정, 오시카반도로 이어지는 도로가 끊기면서 이와테현, 미야기현, 후쿠시마현 3개 현에서 16,600명 이상이 고립되었다. 이바라키현 나메가타시에서는 지진으로 롯코 대교가 붕괴되었다. 수도고속도로는 완간 선을 중심으로 피해가 일어났으며, 고가도로에 손상 피해가 일어난 신키바 출입구-가사이 분기점 구간은 3월 22일까지, 다이코쿠 분기점은 3월 27일까지 임시 폐쇄되었다.
동일본 고속도로(NEXCO) 산하 주요 고속도로가 통행 금지되는 피해도 있었다. 도호쿠 자동차도의 우라와 나들목-이카리가세키 나들목 구간, 아키타 자동차도 일부 구간, 가마이시 자동차도 일부 구간, 하치노헤 자동차도 일부 구간, 조반 자동차도 미사토 분기점 이북 구간, 반에쓰 자동차도 쓰가와 나들목 동쪽 이후 구간이 공안위원회의 명령으로 긴급교통로로 지정되어 긴급자동차 전용 통행로로 출입이 제한되었다. 3월 24일 오전 6시 전구간 통행제한이 해제되어 일반 자동차도 운행이 가능해졌으나 조반 자동차도 히로노 나들목-조반토미오카 나들목 구간이 후쿠시마 제1 원자력 발전소 사고로 경계구역으로 지정되어 개통이 미뤄졌으나 2014년 2월 22일 복구 작업을 끝내고 재개통하였다. 원래 2011년 내에 개통하기로 되어있었던 도키오카 나들목-소마 나들목 구간도 개통이 연기되었다. 옛 경계구역 밖에 있었던 미나미소마 나들목 이북 구간은 2012년 4월 8일 선개통되었다. 나미에 나들목-미나미소마 나들목 구간은 2014년 12월 6일, 조반토미오카 나들목-나미에 나들목 구간도 2015년 3월 1일 개통되면서 조반 자동차도의 전 구간이 다시 복구되었다.
도호쿠 지방정비국은 해안도시 구호 활동을 위해 빗살 작전을 시행했다.

#### 철도

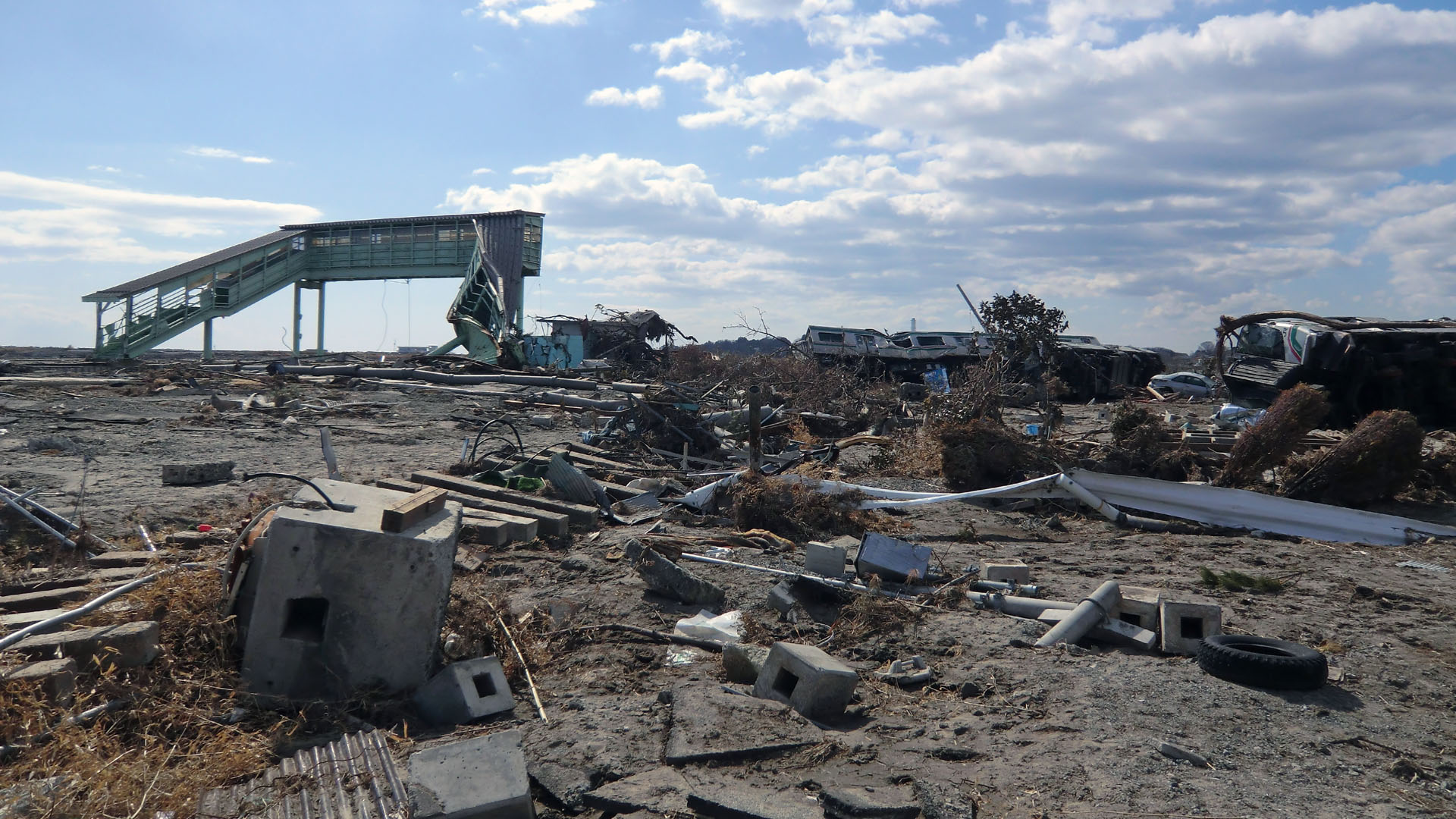
쓰나미 피해로 역사가 파괴된 신치 역의 모습.(2011년 4월 4일, 후쿠시마현 소마 군)

동일본 여객철도(JR 도호쿠) 관내 도호쿠 신칸센은 센다이역 등 5개 역이 피해를 입었고 전신주, 가선, 고가교 교각 등 1,100개 지점이 피해를 입었다. 또한 게센누마 선 등 7개 재래선에서 23개 역이 유실되고, 총 선로 60 km 정도가 쓰나미로 떠내려가 유실되는 피해를 입었다.
산리쿠 철도는 기타리아스 선과 미나미리아스 선 전부 선로 유실이나 철로 붕괴로 일시적으로 전 구간 운행 중지되었다. 이후 복구 공사를 통해 순차적으로 일부 구간씩 영업을 재개하여 2014년 4월 5일엔 미나미리아스 선 전구간이, 다음날인 6일엔 기타리아스 선 전구간이 복구되어 전구간 영업을 재개하였다. 이외에도 센다이 공항까지 밀려온 쓰나미로 센다이 공항철도 센다이 공항선 센다이 공항역이 심각한 피해를 입었다.
지진 발생 직후 JR 도호쿠는 하루 종일 신칸센 및 재래선 전구간 운행을 중단하였으며, 간토 지역 및 도쿄 수도권도 사철 및 지하철 전 구간이 운행을 중단하였다. 이로 인해 직장에서 집으로 돌아가지 못한 귀가곤란자가 수도권에서만 약 515만명이었고, 그 중 지자체에서 마련한 대기 장소에 있던 사람이 11만명이었으며 국가 공공시설도 대기 장소로 개방되어 많은 사람들이 대중교통이 복구될 때까지 기다렸다. 3월 14일부턴 윤번정전의 영향으로 전국 각지의 노선에서 열차 운휴나 감편 조치가 이루어졌다.

#### 항공

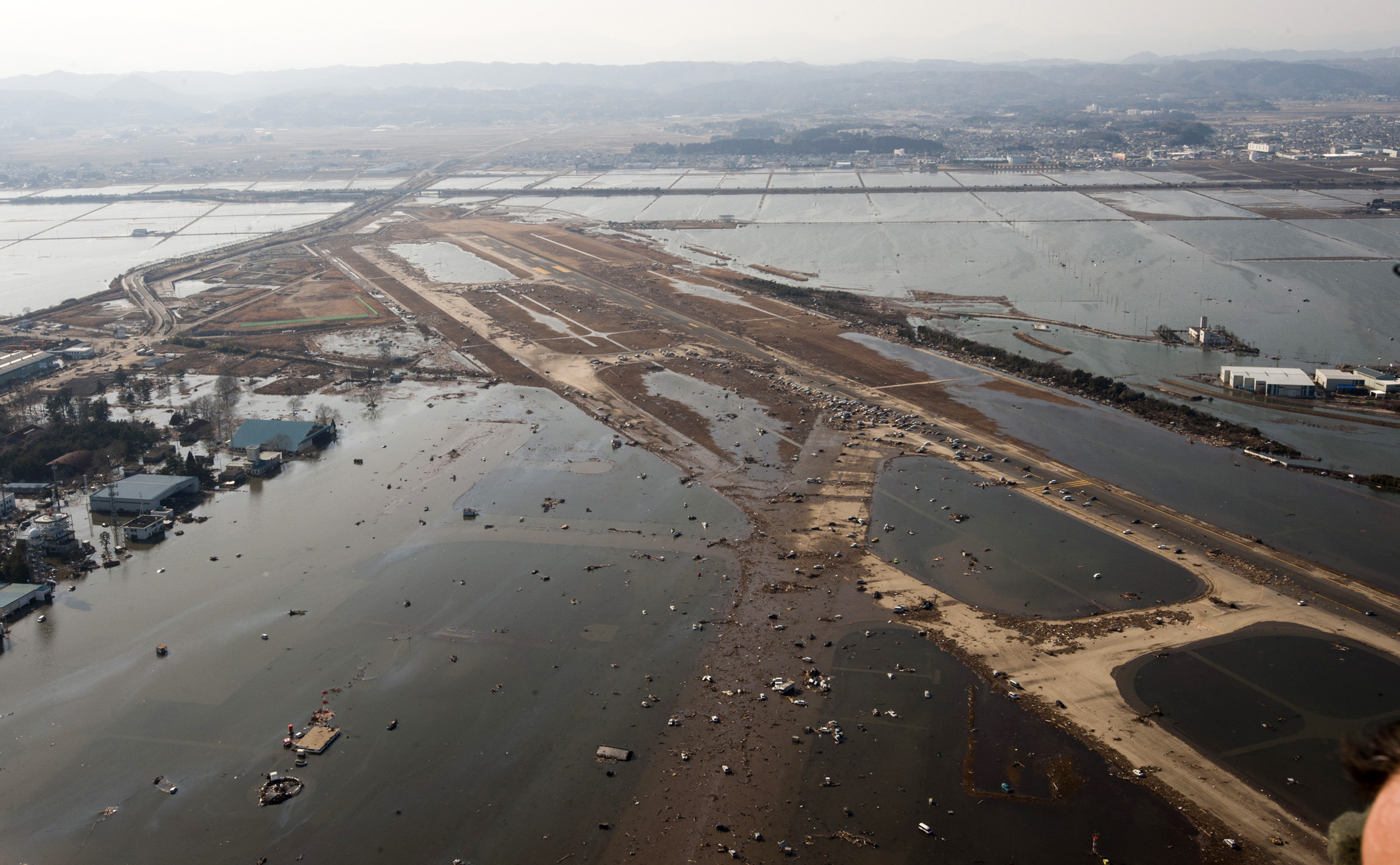
쓰나미 피해로 흙탕물이 밀려와 쌓여 있는 센다이 공항 활주로.(2011년 3월 13일, 미야기현 나토리시)

센다이 공항은 쓰나미가 덮쳐 활주로가 침수되고 공항 터미널도 큰 피해를 입어 항공기 이착륙이 중지되었다. 쓰나미로 터미널 1층은 완전히 침수되었고, 공항에 약 1,200명이 고립되어 구조를 기다렸으며 이들은 3월 13일까지 거의 다 구조되었다. 또한 터미널 건물의 여러 기타 공항 시설 및 작업차량이 쓸려내려가고, 쓰나미가 활주로까지 밀려와 지상에서 정비하고 있던 항공기가 거의 대부분 파손되는 피해를 입었다. 이렇게 피해를 입은 항공기 중에선 일본 해상보안청 제2관구해상보안본부 센다이 항공기지 소속 항공기도 다수 있었다.
센다이 공항은 4월 13일부턴 1개월만에 국내선 일부 운항을 재개하였으며, 4개월 반 후인 7월 25일부터는 국내선 정기편 운항을 재개하였다. 9월 25일엔 공항 건물도 완전 복구하여 국제선 정기 운항이 재개되었다. 센다이 공항의 복구를 위해 일본 국토교통성은 배수로 장애물 제거 등 자연배수 뿐 아니라 전국의 배수펌프차량 25대를 모아 3월 20일부터 활주로 광범위한 영역의 침수된 물을 빼는 작업을 실시했다.
이와테현의 하나마키 공항은 쓰나미 피해로 영업이 불가능해 정기 운항을 임시 중단하고 긴급 수송편만 이착륙 허가를 하는 식으로 3월 11일 18시 50분부터 영업을 재개했다. 아오모리현의 미사와 공항도 18시 50분부터 영업을 재개했다. 후쿠시마 공항은 타워 유리가 파손되었으나 공항 운용에는 지장이 없어 센다이 공항을 대체하는 공항으로 선정되어 간사이-삿포로를 연결하는 임시 항공편을 운영하고 있다. 야마가타 공항은 정전으로 운영을 중지하였으나 3월 12일 4시부터 영업을 재개하고 임시적으로 24시간 운영을 실시하였다. 이바라키현 오미타마시에 있는 이바라키 공항은 공항 터미널 빌딩 천장이 일부 떨어지는 피해를 입었다. 3월 12일엔 공항이 폐쇄되고 모든 항공편이 결항하였으며 14일 다시 개항하였다. 이바라키현 하나마키 공항도 폐쇄하였다 17일 영업을 재개하였다.
지진 직후부터 도호쿠 지방의 공항 대부분이 임시 폐쇄되었다. 11일 이타미 발 센다이 행 J-에어 항공편은 출발이 2시간 지연된 후 상공에서 다시 회항하였다. 12일엔 야마가타 공항이 영업을 재개하였으나 체크인 업무는 여전히 중지되었다. JAL 그룹의 제이에어(이타미 공항 거점, 센다이 공항, 야마가타 공항 운행)는 후불제로 항공편을 운용하고 대략 1,200만엔의 항공권을 판매하였다. 12일에는 5편, 13일에는 8편 운행하였으며 16일엔 하나마키 공항으로 운행한 다음 센다이 공항으로 운행하는 임시 항공편을 내며 지진 후 1년간 JAL 그룹 내 임시 항공편 3,000편 중 1,900편을 제이에어가 운행하였다.
진도 6약을 기록한 지바현의 나리타 국제공항과 5강을 기록한 도쿄 국제공항(하네다 공항)은 안전검사를 위해 지진 직후 공항을 폐쇄하여, 두 공항으로 향하던 여객기 86기는 회항하여 아이치현의 중부국제공항 센트레어, 오사카부의 간사이 국제공항, 홋카이도의 신치토세 국제공항, 도쿄의 요코타 비행장 등으로 대신 착륙하였다. 이중 14기는 연료부족으로 '비상사태선언'을 내리기도 하였다. 하네다 공항은 일부 시설이 손상을 입었으나 안전함을 확인하여 지진 당일 운항을 재개하였으나 나리타 공항은 여객 터미널 및 시설 일부에 손상을 입어 12일 아침에야 재개항하였다. 하지만 게이세이 전철과 JR이 12일 오후까지 나리타 공항으로 가는 노선을 운휴하였으며 도쿄 도심으로 가는 공항 리무진버스도 12일 밤부터 재개되는 등 수 시간동안 나리타 공항을 잇는 교통망이 마비되었다. 또한 후쿠시마 제1 원자력 발전소 사고 이후 국제 민간 항공 기구(ICAO)와 세계 보건 기구(WHO)가 일본에서의 도항에 대하여 '건강상의 위협은 없다'라는 발표를 했으나 루프트한자나 알리탈리아 항공 등 일부 항공사에선 방사능의 영향과 여진의 우려로 나리타 공항 발착편을 중부국제공항과 간사이 국제공항으로 바꾸었다.

### 산업 및 운송
지진으로 도로, 철도 등 여러 교통 인프라가 파괴되어 우편 및 운송에도 여러 영향을 미쳤다.

#### 석유 산업
지진의 영향으로 도호쿠 및 북부 간토 태평양 연안 지역의 JXTG 에너지 센다이 정유소, 가시마 석유 가시마 정유소 2개 정유소 및 16개 석유 저장소가 모두 가동 정지 및 운용 중지되었고, 게이힌 지바 지역에서도 7개 정유소 중 4개 정유소의 가동이 중지되어 일본 내 정유능력이 450만 BD에서 약 30%인 140만 BD로 감소하였다. 또한 도호쿠 6개 현 220개 주유소가 지진 피해로 영업을 중지하였고 연료를 운송하는 탱크로리도 150대가 피해를 입어 지진 피해 지역에 연료 부족 피해가 매우 커졌다.
일본 정부는 당초 석유 생산량으로 충분하다 판단하여 석유 물류 문제에 대한 대응이 늦어졌다. 3월 17일 경제산업대신 가이에다 반리는 "서일본에서 탱크로리 300대를 지원용으로 이동시켰다"고 발표했다. 같은 날 JR 화물은 JX 닛코 일본석유에너지 네기시 정유소에서 모리오카 화물 터미널 역까지 도카이 철도를 이용하여 석유 운송을 시작하였다. 3월 23일엔 일본국유철도 DD51형 디젤 기관차 2중련 열차를 통해 반에쓰사이선 고리야마 역까지 석유를 긴급 수송하였다. 3월 19일엔 센다이항에 입항한 일본 해상자위대 소속 수송함 오스미급 수송함이 등유 드럼통 70개(14kL)를 수송했으며 3월 21일엔 센다이시오가마항 시오가마항구 유조소에 유조선이 입항하였다. 3월 23일까지 지진 피해 지역의 10개 항구에 임시 항로를 이어 해운으로 긴급 물자를 운송하기 시작했다.

#### 수도
지진 직후 미야기현, 이와테현, 후쿠시마현, 이바라키현 4개 현을 중심으로 홋카이도에서 아이치현까지 17개도현 140만 가구에서 단수 피해를 입었다. 각 지역의 수도사업자는 일본수도협회에 도호쿠, 간토 지역에 응급급수차 210대 이상 파견을 요청하였다. 주부 지방, 긴키 지방, 주고쿠 지방, 시코쿠, 규슈 등 서일본 지역의 급수차가 피해 지역으로 파견되었다.

#### 물류

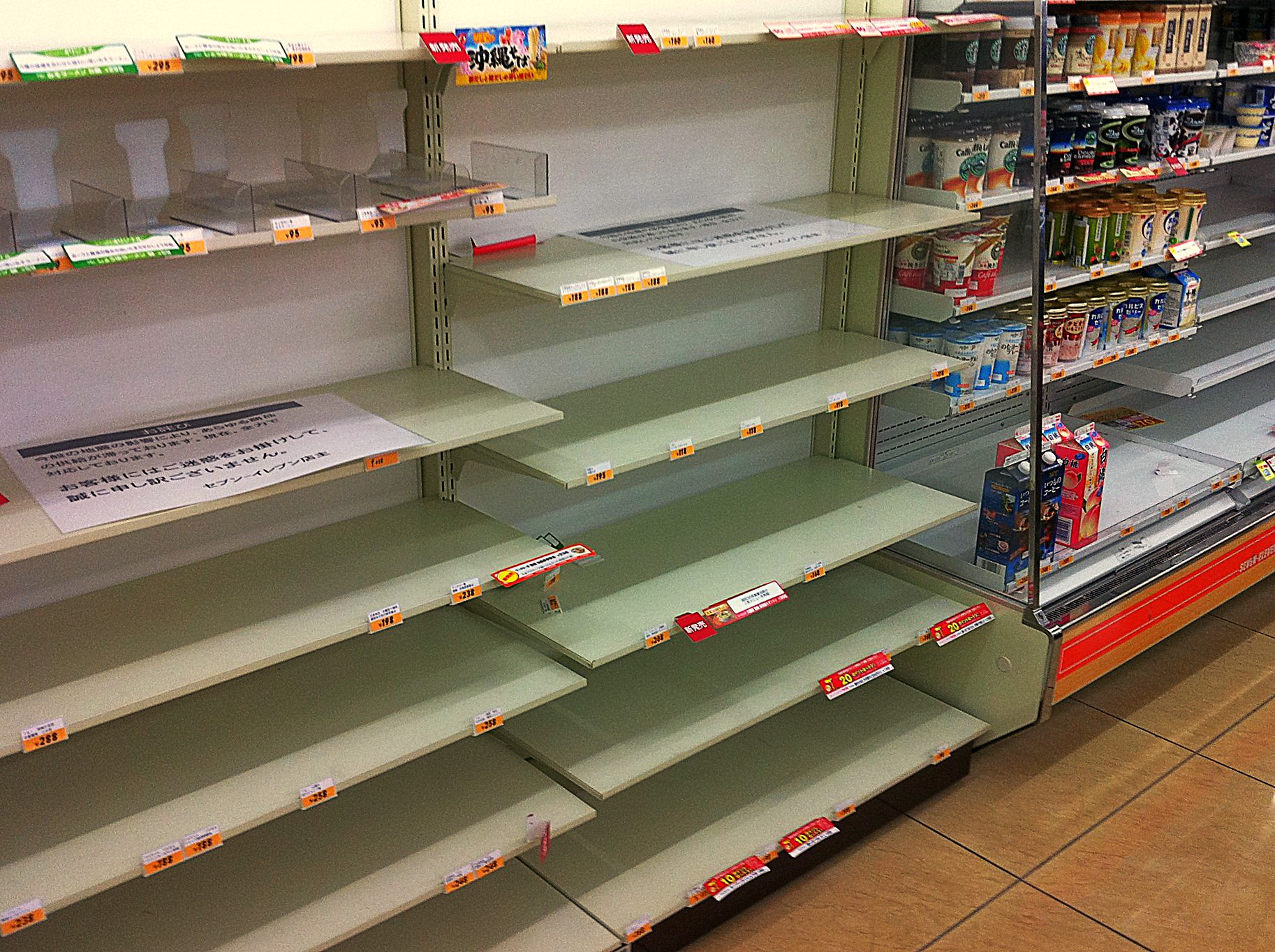
물류 집하가 중지되어 상품이 동난 편의점 가판대.(2011년 3월 11일 도쿄도 아다치구에서 촬영.)

도호쿠 지방을 중심으로 우체국 100여채 이상이 건물 파괴 및 침수 피해를 입었으며, 여기에 나가노현 북부 지진으로 추가 피해가 일어나 총 600개 우체국이 지진 피해를 입었다. 이외에도 간이우체국, 집배시설 등 우편 시설과 우편 종사자도 지진 피해를 입었다. 간포노야도 마쓰시마에도 쓰나미가 건물 3층까지 밀려와 피난민 130명이 건물 4층으로 대피하였으며 12일 전원 대피하였다. 또한 아오모리현, 이와테현, 미야기현, 후쿠시마현, 이바라키현에서 우편물 배달이 중지되었고 홋카이도 및 도호쿠 6개 현, 이바라키현으로 가는 택배 수화물 접수를 중지하였다. 야마토 운수는 3월 11일부터 홋카이도 및 도호쿠 6개 현의 모든 수하물/집하물 및 간토 지방의 저온택배서비스 수하물 접수를 일시 중단하였다. 사가와 익스프레스도 홋카이도 및 도호쿠행 택배 및 간토 일부 택배 집하를 중지하였다. 일본우선은 후쿠시마현에서 화물선 3척이 쓰나미 피해를 입었다. 이후 모든 택배회사가 집배 업무를 다시 시작하였으나 후쿠시마현 내 원자력 사고로 인한 경계지역 내로는 배송이 불가능하다.
전자 상거래 회사인 아마존 재팬은 회사 유통설비가 지진 피해를 입어 속달 서비스를 중지하였으며 홋카이도 및 도호쿠 지역으로 배송을 중지하였다. 이후 아마존 재팬은 배송을 재개하였으나 후쿠시마현 내 원자력 사고로 인한 경계지역 내로는 배송이 불가능하다.

### 전력
지진 직후 도호쿠 전력 관내 아오모리현, 이와테현, 아키타현 전역 및 야마가타현, 미야기현 거의 대부분 지역, 후쿠시마현 일부 지역에 정전되어 440만 가구가 정전 피해를 입었으며 도쿄 전력 관내에선 이바라키현 전역에서 404만 6천 가구가 정전 피해를 입었다. 이후 도쿄 전력 관내 지역은 3월 19일까지 모두 정전이 해소되었다. 도호쿠 전력 관내에서는 4월 7일 16시까지 정전 가구가 16만 가구까지 줄어들었다가 7일 밤의 여진인 미야기현 해역 지진으로 401만 가구가 다시 정전 피해를 입었다.
여러 발전소가 정지하면서 전력 부족 현상이 일어나 도쿄 전력 관내에선 3월 28일부터 지역을 나눠 순차적으로 정전시키는 윤번정전(계획정전)을 실시하였다. 여름철 들어 전력 수요가 증가하여 전력이 부족할 것으로 예상되었기 때문에 도쿄 전력 및 도호쿠 전력 관내에선 대규모 수요가에서 15% 이상 절전을 의무화하는 전력사용제한등규칙 시행령을 제정하여 절전 노력을 통해 계획정전은 해결되었다. 하지만 후쿠시마 원자력 사고 이후 정기 검사에 들어간 원자력 발전소들의 재가동 허가를 각지의 지방자치단체가 내주지 않으면서 일본 전역에서 원전이 잇다라 정지하였다.간사이 전력, 규슈 전력, 홋카이도 전력 등도 여름/겨울철을 중심으로 전력 부족 현상이 일어나 절전 홍보를 하였다.

### 통신
아시아 지역의 통신사는 지진으로 인터넷이나 전화에 사용되는 해저 케이블이 손상되는 피해를 입었다. 대한민국의 KT는 한일 간의 해저 케이블에는 문제가 없으나 일본에서 미국으로 연결하는 해저 케이블(KT 전용회선 E1급, 155M)에 피해가 있어 우회 복구를 마쳤다고 전했다. 동일본 전신전화(NTT 동일본)은 지진의 영향으로 전화 트래픽이 급증하여 교환기 처리 능력 이상으로 수요가 들어온다는 우려로 최대 90%의 통화량 규제를 실시했다. 또한 재해 지역에선 공중전화를 무료로 사용할 수 있도록 하였다. NTT 도코모 도호쿠 지사는 휴대폰 무료 충전 및 위성 전화 대여 서비스를 시작했다. 정전으로 작동을 멈춘 휴대전화 기지국은 자가 발전기를 통해 계속 가동시켰으나 정전이 오래되면서 발전기 연료가 다 떨어져 멈추면서 피해 지역에서 잇다라 통신이 끊기는 일도 일어났다. 이에 이동식 발전차나 휴대용 발전기를 동원하여 전력을 공급했다.
이동통신업체는 통신 장애로 전화가 잘 연결되지 않는 상황에서 음성 통화를 NTT 도코모는 90%, KDDI는 95%, 소프트뱅크는 70%의 통화량 규제를 실시했다. 음성 통화의 통신 규제가 지속되면서 인터넷을 통한 정보 교환이 활발해졌다. 트위터 등의 소셜 네트워킹 서비스(SNS)에선 피해 호소 및 자원 봉사자 모집, 인도적 지원 요청, 의사의 건강 상담 등이 이루어졌다. 또한 도쿄 전력의 전기 공급 능력 부족으로 정전 우려가 일어나면서 인터넷을 통해 절전 홍보 활동도 이루어졌다. 한편 정보 교환의 용이성의 부작용으로 루머 및 가짜 정보가 빠르게 퍼지는 문제도 일어났다.

### 종교
전통종교와 신흥종교 모두 여러 종교시설 피해를 입었다. 본전의 전체 붕괴, 일부 붕괴 피해를 포함하여 일본 전역의 4,818개 신사에서 피해가 보고되었다. 일본의 등록유형문화재인 일본 기독교단 후쿠시마교회는 재해 이후 수리비용이 너무 많다는 이유로 파괴된 채 방치되었다.
일본 내외의 종교법인 및 종교인들은 지진 직후 피해 지역 지원에 나서 기부금 및 구호 물품 지원, 신자 자원봉사, 종교 시설의 대피처 개방 등의 활동을 하고 있다. 신흥종교 중에선 거액의 기부금을 기부한 곳도 있었다.
일본의 종교학자 야마오리 데쓰오는 기자 하시모토 고로와의 대담에서 종교가 "정신적 말법"이라고 언급하며 종교는 재난 이후 한계를 가지고 있어 한신대지진이나 동일본대지진과 같은 거대 재해 이후 여러 종교가 열심히 도와주고 있어서 일개 자원봉사자와 같은 수준이라고 말했다. 그는 SNS 서비스가 활발해지며 종교 측의 말이 현대인에게 와닿지 않아도 확고하게 무언가 발표를 하였으면 좋겠다고 말했다.

### 지역별 피해 상황
2011년 7월 14일 15시(JST) 기준 사망자 및 실종자의 합계가 100명이 넘는 지자체는 이와테현, 미야기현, 후쿠시마현 22개 시정촌에 달한다고 발표했다.

#### 홋카이도
일본 최북단의 홋카이도에서도 쓰나미가 닥쳤다. 홋카이도 하코다테시에서는 2m 가량의 쓰나미가 닥쳐 사망자 1명이 발생하였으며, 홋카이도 전역에서 부상자는 3명 나왔다. 하코다테 케이블카 및 내 모든 철도도 한때 운행이 중지되었다. 또한 지속적인 여진으로 홋카이도 태평양 해안 지역의 3만명에게 일시적으로 피난명령이 내려졌었다.

#### 아오모리현
아오모리현의 사망자수는 하치노헤시에서 1명, 미사와시에서 2명 등 총 3명이다. 실종자는 하치노헤시에서 1명이다. 사망자 및 실종자 모두 지진으로 인한 쓰나미로 인해 생겼다. 부상자는 중상자 25명, 경상자 85명 등 총 110명이다.
현내 사립학교 피해는 3개 시정 16개소이며 피해액은 약 9천만엔이다. 이 중 유치원이 1개 시 7개원 약 300만엔, 중학교 1개시 1개교 8만엔, 고등학교 1개시 5개교 8,500만엔, 전문학교 3개시정 3개교 200만엔의 피해가 있었다.
현 청사 등 현 공공건물의 피해액은 약 100만엔이다. 이 중 현청사 피해가 약 50만엔, 합동청사 피해가 약 50만엔이다. 아오모리현 청사는 남쪽, 동쪽 본관 복도에 균열이 갔으며 바닥이 일부 파손되는 피해를 입었으며 서동의 입체주차장에선 차량 주차를 할 수 없을 정도의 큰 피해를 입었다. 무쓰시에 있는 합동청사는 벽에 균열이 가는 피해가 있었다.
폐기물 처리 관계 시설 피해로는 하치노헤지역광역시정촌사무조합의 분뇨처리시설의 2시설 지하가 쓰나미로 침수되어 약 11억 81,00만엔에 달하는 피해를 입었다.

#### 이와테현
이와테현은 주로 쓰나미로 인한 피해를 많이 입었다. 후쿠시마현, 미야기현과 함께 동일본대지진의 피재 3현(被災3県)이라 부른다.
이와테현 연안은 해안선 바로 앞까지 산지 지형이며 평지가 거의 없다는 지형적 특성 상 침수 면적이 58 km2로 3개 현 중에선 제일 적었다. 하지만 좁은 평지에 대부분의 도시와 항구가 몰려있었기 때문에 침수 피해 인구수는 11만명이며 침수 지역의 인구 밀도는 약 1,900명/km2로 3개 현 중 가장 높다.
이와테현 중남부 지역은 쓰나미 높이가 높아지는 리아스식 해안 지형으로 쓰나미가 많이 내습하는 상시 피해 구역이라 일본에서 방파제, 방조제 등 관련 대비가 가장 잘 된 곳이었다. 과거부터 내려 온 쓰나미 전승 및 재해기념비가 곳곳에 있어 현 주민의 쓰나미 인식이 높고 대피도 빨리 이루어졌으나 예상보다 높은 쓰나미가 닥쳐와 큰 피해를 입었다.
리쿠젠타카타시에서는 시민회관과 시민체육관 등 시내 주요 대피소가 거의 천장까지 물에 잠기는 등 피난민 대부분이 사망하였으며 도시 전체가 괴멸적인 피해를 입었다. 다카타 병원은 4층까지 침수되어 27명이 사망하고 1,800명에 가까운 피해민이 나왔다. 시 직원도 1/3에 가까운 113명이 사망하였으며 침구 지역 인구 대비 사망자 비율은 미야기현 오나가와정에 이어 오쓰치정과 같은 11.72%였다.
오쓰치정은 마을 중앙을 흐르는 오쓰치강을 따라 쓰나미가 거꾸로 거슬러 올라갔고, 하천의 제방을 넘어 연안에 있는 마을로 물이 넘쳐났다. 이 때문에 정사무소에서 재해대책본부를 꾸려 준비를 하고 있던 직원 60명 중 촌장 가토 히로시키를 포함한 30명 이상이 사망하였고 정내에서 총 1,300명 가량이 사망하거나 실종되었다. 여기에 화재도 일어났다. 침수 지역 인구 대비 사망자율은 미야기현 오나가와정에 이은 2위로 리쿠젠타카타시와 같은 11.72%였다.
가마이시시에서는 재해 후 피난 생활을 주로 하는 시설인 우노즈마이 지구 방재시설에서 쓰나미 대피 훈련이 이뤄지는 상황이라 (최대 잠정치) 224명이 피난하였으나 쓰나미가 마을을 덮쳐 210명이 사망하고 1,050명이 심각한 피해를 입었다. 전 신일본제철 가마이시 럭비부 선수이자 가마이시 럭비 협회 회장이었던 사노 마사후미와 마스터즈 육상의 세계 기록을 가지고 있던 104세의 시모카와라 다카시도 사망했다. 또한 기네스 세계 기록에도 실려 있던 길이 1,660 m의 가마이시 항만 입구 방파제도 지진과 쓰나미로 파괴되었으나 방파제 밖의 쓰나미 높이는 30 m, 방파제 안쪽 마을의 쓰나미는 약 10 m로 어느 정도 쓰나미의 피해를 막는 데에는 성공하여 피해가 감소하였다. 가마이시시 전체에서 994명이 사망하였는데 우노즈미 지역은 시내의 쓰나미 피해자가 절반 이상을 차지할 정도로 심각했던 반면에, "가마이시의 기적"(일본어: 釜石の奇跡)라 부를 정도로 피해자가 한 명도 없는 등 쓰나미 교육이 성공한 예시도 있었다. 가마이시 히가시 중학교에서는 지진 발생 직후 학생들이 스스로 판단하여 각자 피난처로 달려갔으며, 이를 본 인근 소학교의 어린이들도 같이 피난하였다. 처음 대피한 피난처에 다같이 도착하여 전원 피난을 완료한 걸 확인했지만 집에 얽매이지 않는 교육으로 중학생들이 초등학생의 손을 잡고 더 높은 곳으로 달려갔고 이에 마을 주민들도 같이 따라올라갔다. 학교 건물은 10m가 넘는 쓰나미를 맞아 완전 침수되었고 처음으로 피했던 피난처도 역시 쓰나미로 완전 물에 잠겼지만 이 날 등교한 학생 600명 전원 피해 없이 무사하였다. 또한 학생들이 높은 곳으로 대피한 것을 본 요양원에서도 1층의 환자들을 3층으로 대피시켜 피해자가 나오지 않았다.
야마다정에서는 노인보건시설 양로소인 '시사이드 캐어'에서 입소자 75명과 직원 14명 등 총 832명 이상의 사망자 및 실종자가 나왔다. 또한 쓰나미 외에도 화재 피해도 일어났다.
미야코시의 다로정(현 다로 지구)에서는 총 연장 2,433m, 높이 10m의 거대한 방조제가 X자형으로 성벽처럼 마을을 둘러싸고 있어 주민들이 "만리장성"으로 부를 정도로 거대하여 "쓰나미로부터 안전한 마을"이라 불릴 정도였으나 이 높이를 넘어선 최고소상고 35 m, 평균 침수고 15 m가 넘는 쓰나미가 들이닥쳐 185명이 사망하는 등 총 550명 이상의 사상자가 발생했으며 방조제도 완전히 파괴되었다. 또한 미야코시에서는 미야코항에서 약 10 m가 넘는 쓰나미가 들이닥쳤으며, 아네요시 지구(姉吉)에서는 최대소상고 39 m 높이의 쓰나미가 들이닥쳐 마을 인가가 70 m 고도 위에 있는 언덕 위에 있어 피해는 없었지만 항구와 캠핑장이 괴멸되었다.
오후나토시에서는 시내 침수 높이가 평균 10 m 정도로, 쓰나미가 모리가와강을 역류하여 내륙 깊은 곳까지 쓰나미가 넘쳤다. 요양원 "육지의 정원"에서 62명이 사망하는 등 총 422명 이상의 사상자가 발생했다.
이외에도 노다촌과 다노하타촌도 막대한 피해를 입었다.

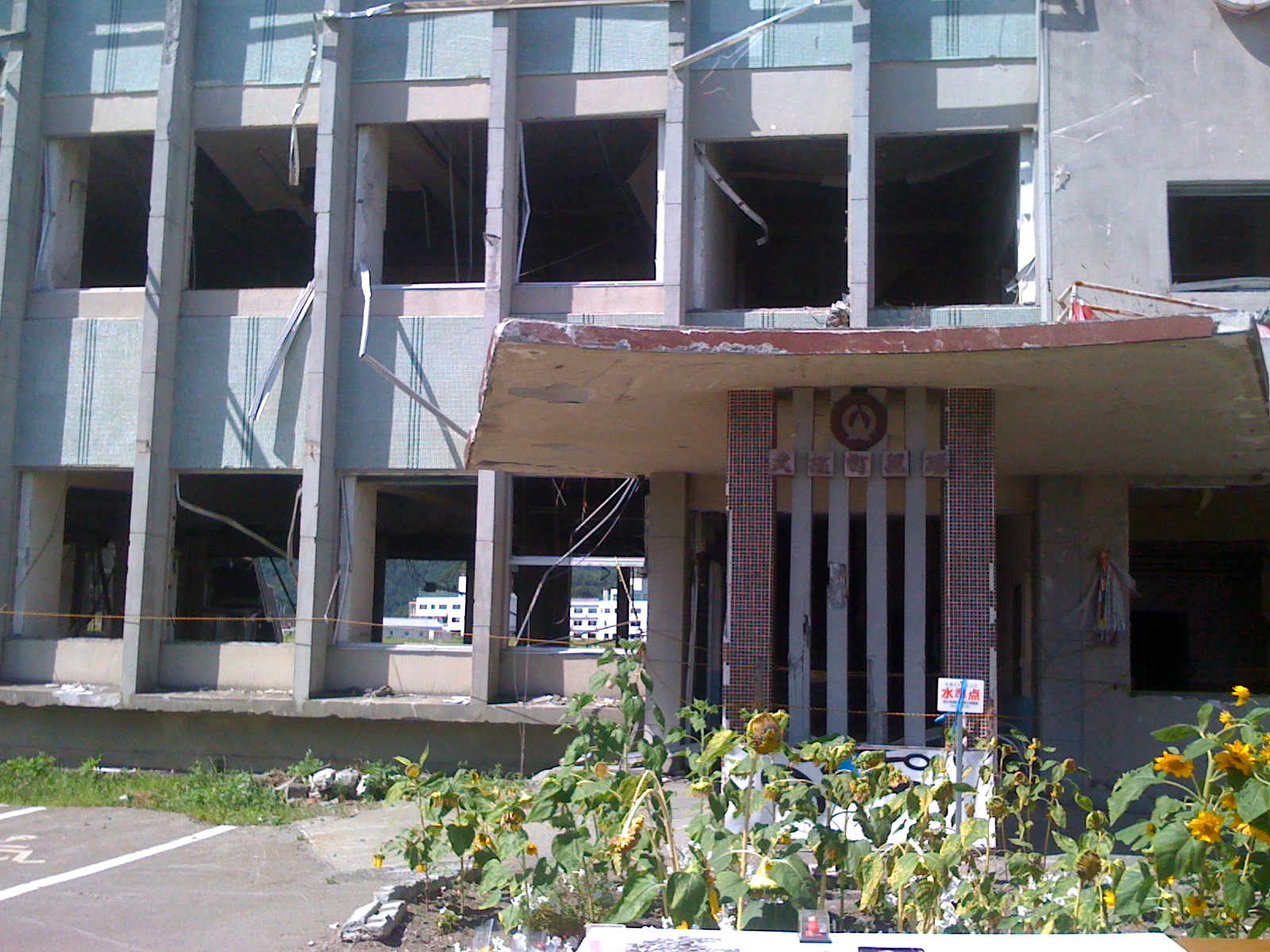
쓰나미로 인해 파괴된 오쓰치 주민센터(이와테현 시모헤이군 오쓰치정) (2011년 4월 4일 촬영)
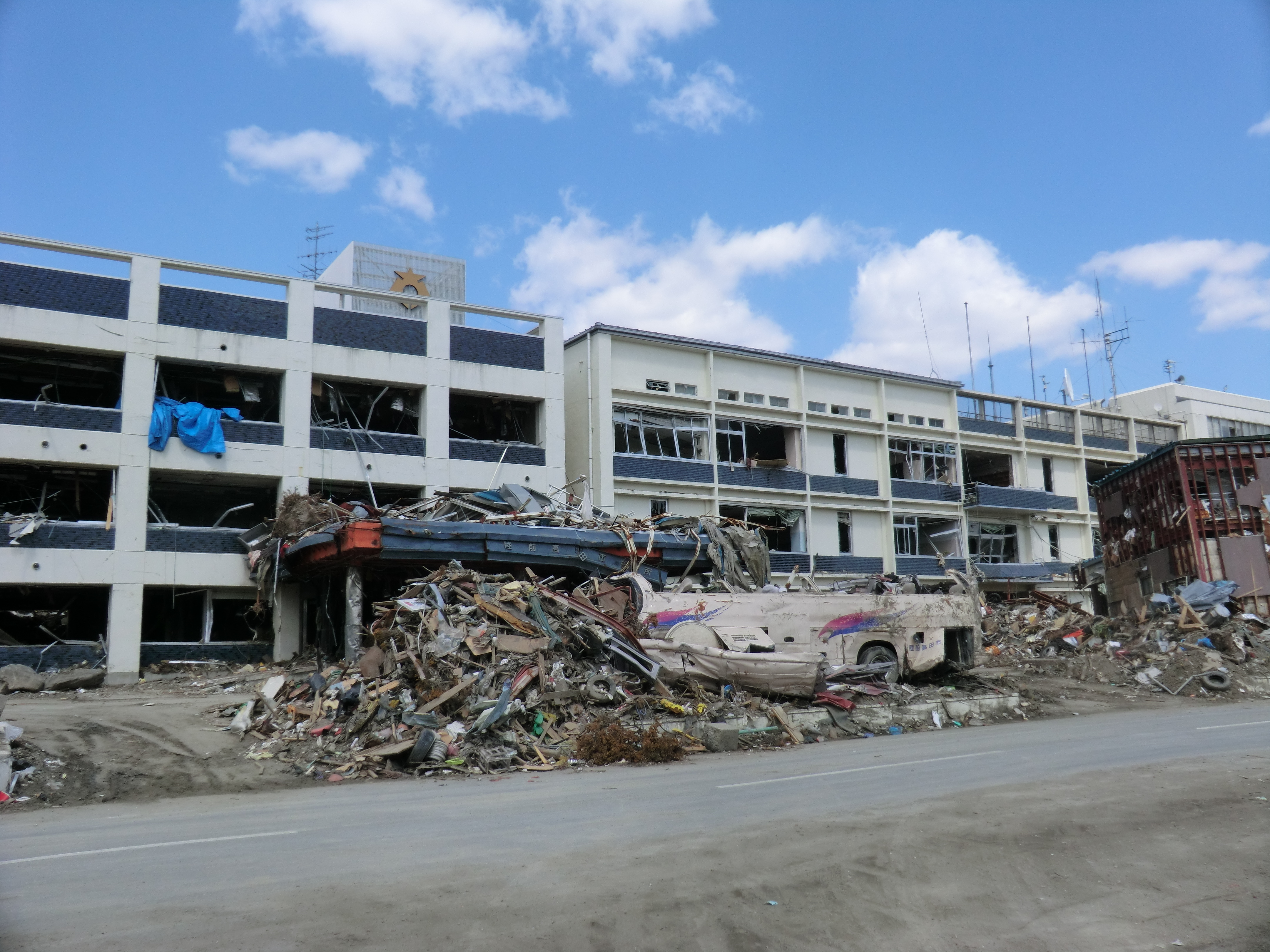
쓰나미로 인해 파괴된 리쿠젠타카타시 관공서(이와테현 리쿠젠타카타시) (2011년 4월 12일 촬영)
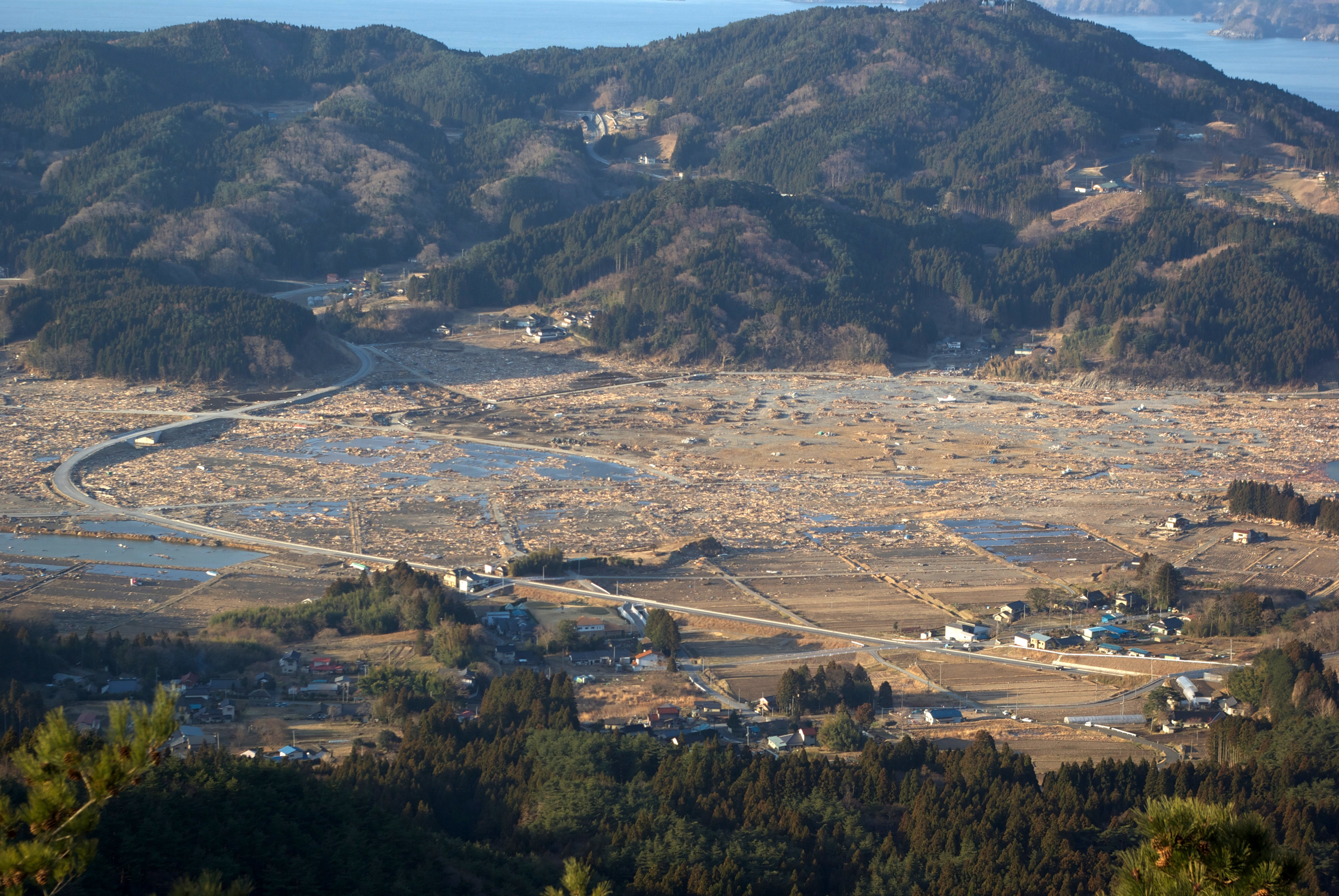
쓰나미로 인해 파괴된 리쿠젠타카타시 중심지의 모습(이와테현 리쿠젠타카타시) (2011년 4월 3일 촬영)
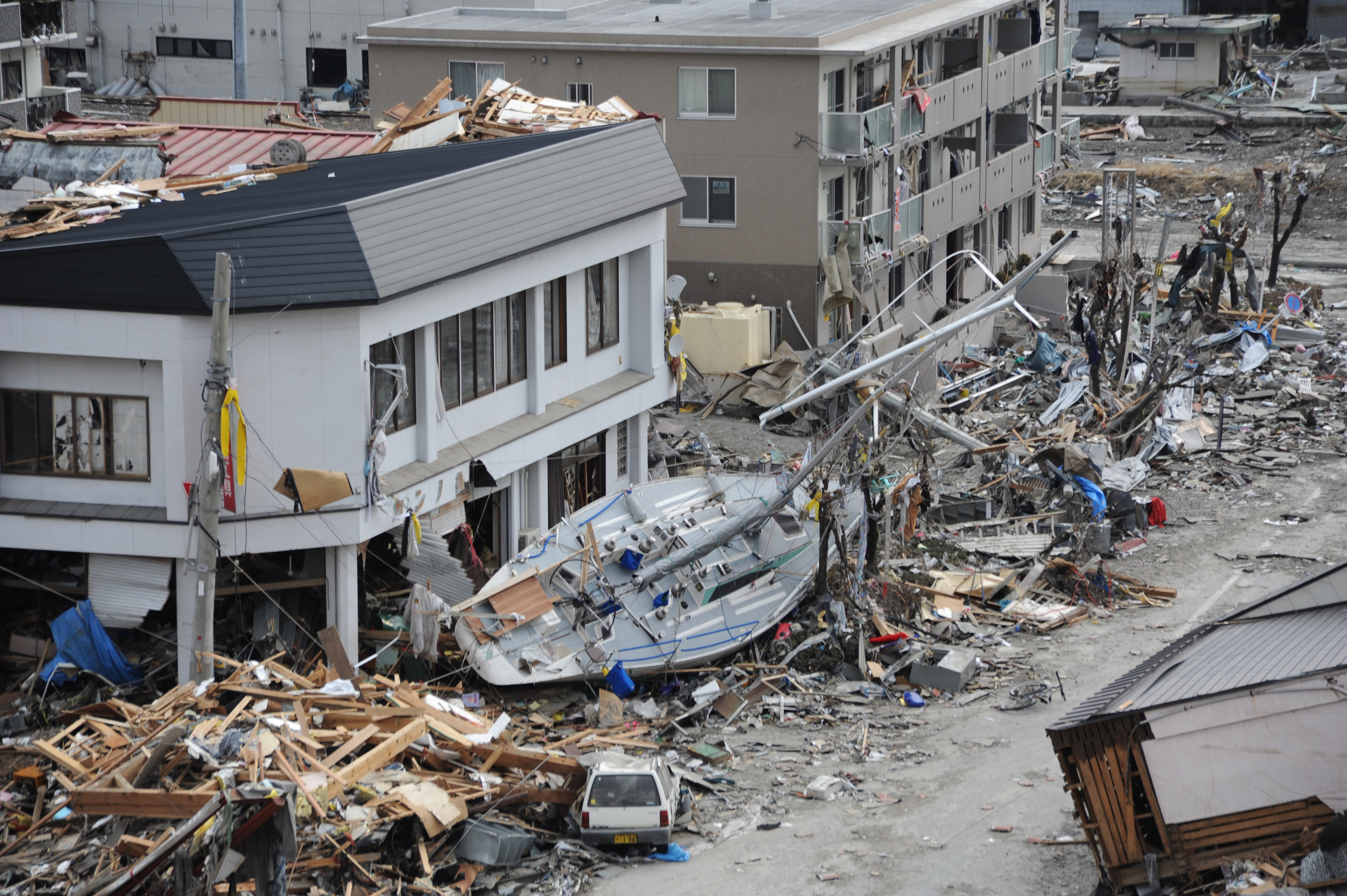
쓰나미로 인해 파괴된 오후나토시 중심지의 모습(이와테현 오후나토시) (2011년 3월 15일 촬영)
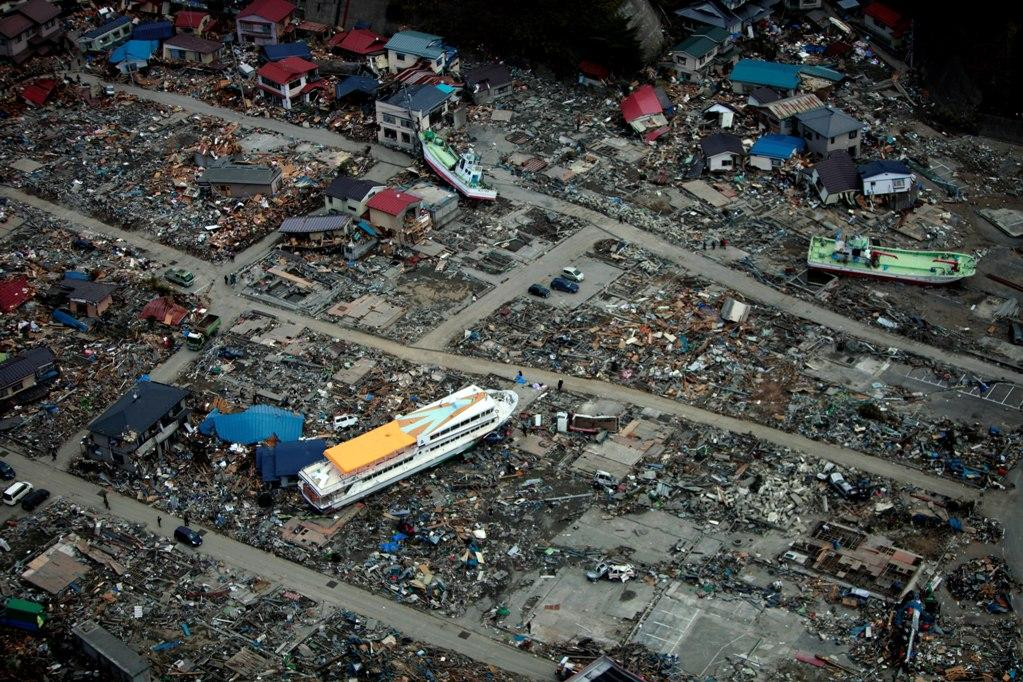
쓰나미의 피해를 입은 미야코항(이와테현 미야코시) (2011년 3월 20일 촬영)

#### 미야기현
미야기현은 진원에서 가까워 후쿠시마현 및 이바라키현과 함께 제일 강한 진동을 느낀 곳이었다. 쓰나미로 인해 대략 327 km2 영역의 33만명 가구가 침수되어 일본 내 피해 현 중 제일 피해 규모가 컸으며, 미야기현 내에서만 한신대지진의 피해를 넘었다.
북쪽의 이와테현 중남부 해안과 마찬가지로, 미야기현도 쓰나미 높이가 높아지는 리아스식 해안으로 상습 쓰나미 내습 지역이자 쓰나미 방지 대책으로 방파제 및 방조제가 많이 건설된 곳이다. 과거의 쓰나미 전승과 쓰나미 추모비가 많이 남아있으며, 대다수의 주민이 피난을 하였으나 예상을 크게 넘는 쓰나미가 들이닥쳐 큰 피해를 입었다.
미야기현 중남부는 해안선이 단조롭지만 수심이 얉은 센다이만에서 쓰나미의 속도가 느려지고 후속 쓰나미와 합쳐지면서 높이가 높아졌다. 속도가 느려지며 쓰나미 도달시각도 늦어졌으나 쓰나미 규모가 크고 의식도 낮은 상태여서 큰 피해를 입었다. 센다이평야 지역은 넓은 평야에 수 km 내륙까지 쓰나미가 덮쳤다.
게센누마시에서는 노인보건시설 '강변의 봄밭'(リバーサイド春圃)에서 59명이, 해발 12m 고지의 삼나무 지역에 대피하던 93명이 사망하는 등 총 1,434명의 사상자가 발생했다. 또한 쓰나미로 어선 연료탱크가 파괴되고 시 전역에 중유가 누출되어 대형 화재가 일어났다. 불붙은 여러 파편들이 게센누마만 전체로 퍼지며 도호쿠 지방 최대의 유인도인 오시마섬에도 불이 번져 섬 주민 전체가 화재 진압에 동원되는 등 비상이 발령되었다. 지진 당일 오후 6시 반경 게센누마시 위기관리과는 트위터에 “시내 곳곳에 화재 발생 중 - 바로 대피할 것”이라는 트윗을 남겼다. 미야기현 재해대책본부 회의에 따르면 쓰나미로 게센누마시 시가지의 3분의 1이 물에 잠겼으며, 시내 3개 지점을 중심으로 대형 화재가 일어났다. 게센누마시에서만 1,432명이 사망하거나 실종되었다.
미나미산리쿠정에서는 3층 높이의 정 방재대책청사가 옥상까지 침수하여 직원 42명이 사망하였으며, 5층 높이의 공립 시즈가와병원도 4층 천장 부근까지 침수하여 입원환자 107명 중 72명, 직원 3명이 사망하였다. 피난 시설로 지정되었던 미나미산리쿠정의 4층, 높이 약 15 m의 마쓰바라 아파트 또한 침수고 15.5 m가 넘는 쓰나미가 밀려와 옥상 넘어까지 물이 밀려들어왔다. 쓰나미 피난 설계 가이드라인에 따라 설계되어 구조상의 파괴는 없었으나 50명이 넘는 주민이 옥상에 몰렸으며, 옥상에 대피한 주민들도 옥상에서부터 약 70 cm가 넘는 허벅다리까지 물이 들어왔다고 증언하였다. 또한 해발 15m 높이에 있던 요양원인 자혜원(慈恵園)도 침수되어 46명이 사망하는 등 총 841명 이상의 사망자 및 실종자가 나왔다.
오나가와정은 진원지에 가까운 리아스식 해안 지역으로 거대한 쓰나미가 마을을 덮쳐 최소 20m 높이로 마을이 물에 잠겼고 강한 파도로 인해 철근 콘크리트 건물도 무너진 곳이 많았다. 지정대피소인 오나가와정 정립병원(오나가와정 지역의료센터)는 해발 16m의 고지대에 있었으나 1층 전체가 침수되었다. 77 은행 오나가와점 옥상에 대피한 직원들이 옥상까지 넘친 쓰나미에 휩쓸려 직원 15명 중 13명이 사망하는 등 정내 사상자는 총 873명이며, 침수 지역 인구의 사망자 비율은 일본 내 최다인 11.97%였다. 한편 5층 높이의 오나가와정 평생학습센터에서는 지붕 근처까지 침수되었으나 철문으로 밀폐되어 창문도 아에 없었던 보일러실에 30명이 피난하여 전원 구조되었다.
이시노마키시에서는 지진과 쓰나미로 현내 최대인 3,970명 이상의 사상자가 발생했다. 시 동북부의 리아시스 해안이 있는 구 오가쓰정, 구 기타카미정, 구 가호쿠정 해안 지역은 사실상 괴멸했다. 3층 높이의 오가치병원(雄勝病院)은 완전히 물에 잠겨 환자 및 직원 65명 중 3명만 살아남았으며, 기타카미강 하류 북쪽에 있었던 이시노마키시 북상종합지소에선 피난민과 직원 57명 중 3명만 살아남았다. 쓰나미가 기타카미강을 거슬러 올라가며 5 km 상류 지점에 있는 이시노마키시립 오카와소학교(구 가호쿠정립 소학교)에서 도보로 피난하던 초등학생 78명과 교사 및 직원 11명이 쓰나미에 휩쓸려 초등학생 4명과 직원 1명만 살아남았다.
시 남부의 구 이시노마키시에 해당하는 지역은 이와테현, 미야기현, 후쿠시마현 3개 현 중 가장 큰 규모인 12만명이 거주하고 있는 해안도시이다. 해안도시라는 구조로 사상자수가 많았으며 시내 각지에서 오도가도 못해 그대로 쓰나미에 휩쓸려 사망한 사례도 많았다. 이시노마키 전 시장인 도이 기미오도 사망하였다.
히가시마쓰시마시는 시가지 36%가 쓰나미에 침수되었다. 노비루지구(野蒜地区)에서는 동쪽의 센다이만에서 밀려온 쓰나미가 내륙 2 km 안까지 들어와 서쪽의 마쓰시마만까지 흘러들어 일시적으로 본토와 섬처럼 분리되었다. 또한 노비루소학교(野蒜小学校)에선 체육관에서 13명이, 특별양호노인보호소인 불로원(不老園)에서 입소자 56명이 사망하는 등 노비루지구와 오마가리지구(大曲地区)에서 치명적 피해로 대략 1,155명의 사상자가 발생했다. 일본 항공자위대의 마쓰시마 공군기지도 침수되는 피해를 입었다. 한편 노비루지구에 살던 민간인 사토 요시후미(佐藤善文)는 집 뒤의 바위산에 10년에 걸쳐 계단과 피난처 오두막을 세우고 있었으나 인근 주민들은 "그 곳까지 쓰나미가 올 수 없다"며 괴짜 취급하고 대피소를 사토산으로 부르고 있었으나, 동일본대지진 이후 주민 약 70명이 피난하면서 쓰나미 피해를 입지 않을 수 있었다.
센다이시의 배드타운에 해당하는 다가조시에서는 큰 간선도로 2개를 따라 교외형 대형 매장이 늘어서 있었다. 바다에 접한 동쪽 모래사장 강 하구는 매우 짧은 지역이라 시민들이 바다 근처 도시라는 의식이 많이 약했으며 간선도로를 지나는 곳의 주민들은 이 인식이 거의 없었다. 지진으로 인한 혼란으로 도로가 완전히 정체하는 사이 건물 사이로 쓰나미가 들어왔다. 사망자는 2개 간선 도로에 있던 차량들의 운전자 및 탑승자 219명 가량이며 이중 절반 이상이 지역 주민이었다.
2011년 3월 1일 추계 기준 104만 7천명이 살고 있는 센다이시는 도호쿠 지방의 단 2개인 정령지정도시에 속하는 대도시이나 해안의 센다이평야 지역 대부분이 시가화조정구역으로 속해 있어 넓은 시골 평지였기 때문에 인구 밀집 지역은 거의 침수되지 않았다. 하지만 해안에 있던 주요 마을인 와카바야시구 아라하마지구(荒浜地区)나 미야기노구 나가노가모우지구(蒲生地区) 지역이 파괴되었으며 센다이항 일대 산업지대와 상업지역을 중심으로 950명 이상의 사망자 및 실종자가 발생했다. 와카바야시구에서는 구 60%가 침수되며 내륙 3–4 km 안쪽까지 쓰나미가 들어차는 등 크게 침수되는 모습이 NHK 헬기에서도 다수 촬영되었다. 아라하마지구에 있던 센다이시 소방 헬리포트도 피해를 입어 쓰나미가 도달하기 전에 먼저 이륙한 헬리콥터 2기를 제외한 모든 장비가 사용 불가능하게 침수되는 피해를 입어 내륙으로 이전되었다.
나토리시는 시의 27%가 침수되었다. 중심 시가지는 내륙에 있었으나 해안에 있던 유리아게지구(閖上地区)가 치명적인 피해를 입는 등 992명의 사망자 및 실종자가 발생했다. 나토리항 부근 건축물 대부분이 쓰나미로 전부 떠내려가 사라졌으며, 시내 중앙에 있던 고도가 제일 높았던 인공언덕인 히요리산(白和山)도 정상에서 2.1 m 위 높이까지 침수된 흔적이 남아 시내 전체가 물에 잠겼었다. 유리아게 대교에서 지진으로 인한 흔들림으로 대형 트럭의 짐덩어리가 무너져 반대 차선에 있던 승용차 운전자가 사망하는 사고가 일어났으며, 이 때문에 다리가 통행 금지되어 지역 도로가 정체되어 사망자를 늘리는 요인이 되었다. 또한 센다이 공항도 활주로가 침수되는 등의 피해를 입었다.
이와누마시에서는 시의 48%가 침수되어 187명 이상의 사망자 및 실종자가 발생했으며, 와타리정도 48% 가량이 침수되어 287명 정도의 사상자가 발생했다. 센다이시나 나토리시와 마찬가지로 시내 중심지는 내륙에 있었으나 해안 마을은 사실상 완전히 파괴되었다. 와타리정에 살고 있던 여자 축구 선수인 사토 에리코도 쓰나미에 휩쓸려 사망하였다.
야마모토정은 정의 38% 정도가 침수되었다. 양호노인보호소 매향원(梅香園)과 병설 케어하우스에서 82명이 사망하였으며 조반 야마모토 자동차교습소의 대절버스 5대가 쓰나미에 휩쓸려 교습생 및 강사 39명이 사망하는 등 정 전체에서 718명 가량의 사상자가 발생했다.
이 외에도 시치가하마정에서도 쓰나미 피해를 입어 81명의 사망자 및 실종자가 발생했다.
한편 마쓰시마정과 시오가마시는 주변 지자체와 비교하여 피해가 매우 경미했다. 이는 우라토제도와 마쓰시마섬 등 마쓰시마만 안쪽에 있는 여러 섬들이 쓰나미의 위력을 약화시켰기 때문인 것으로 추정된다. 하지만 주변 피해에 비해 적은 것이었을 뿐 여러 침수 및 쓰나미로 인한 인적 피해가 발생해 마쓰시마정에서 7명이, 시오가마시에서 42명의 사망자가 발생했다.
2011년 3월 12일, 미야기현에서 지진해일로 떠내려간 81명이 탄 선박을 자위대 소속 헬기가 발견하여 구조하기도 하였다.

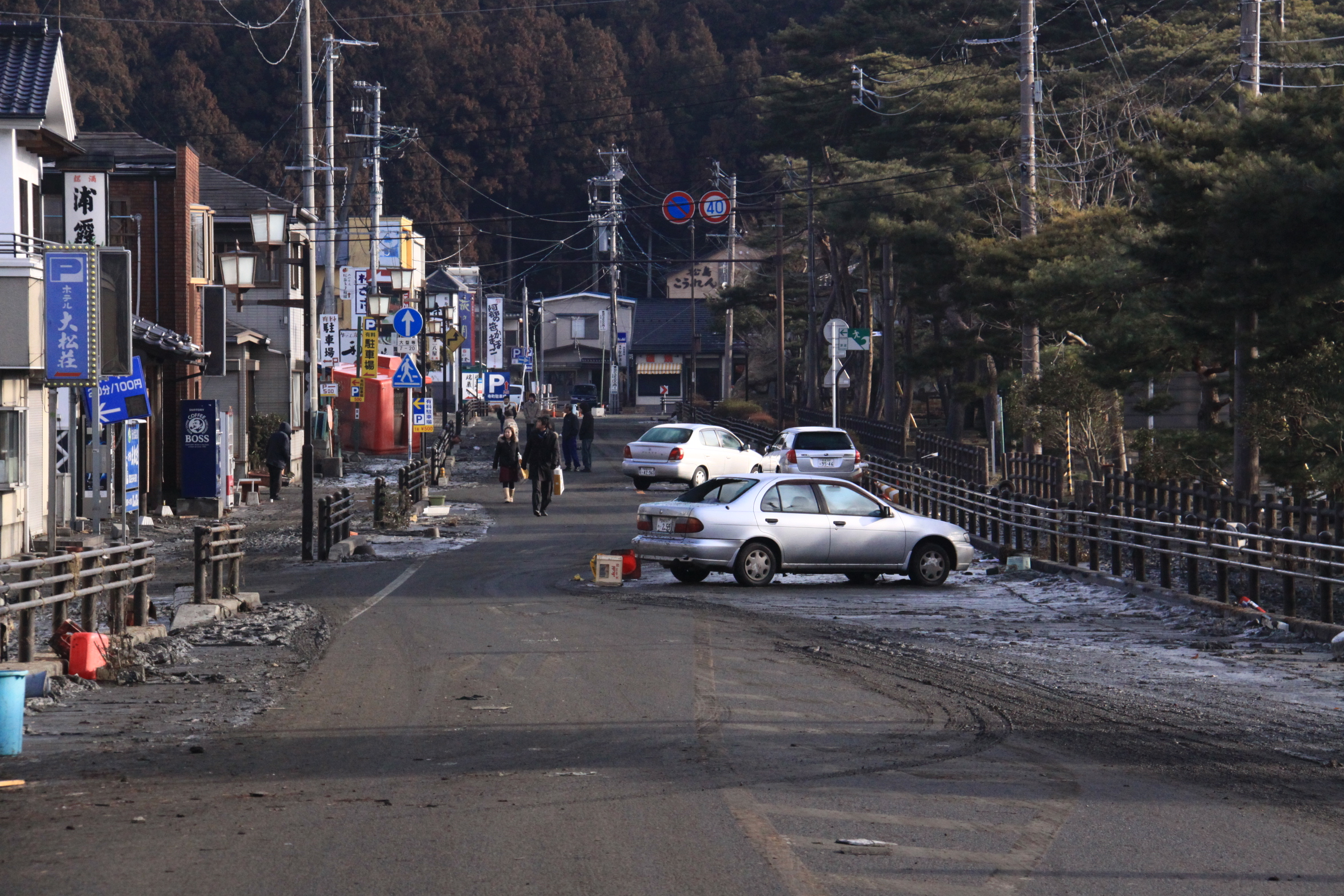
일본 삼경 중 하나인 마쓰시마섬이 있는 마쓰시마카이간역은 내륙 안쪽에 있어 피해가 적었다. (미야기현 미야기군 마쓰시마정 (2011년 3월 13일 촬영)
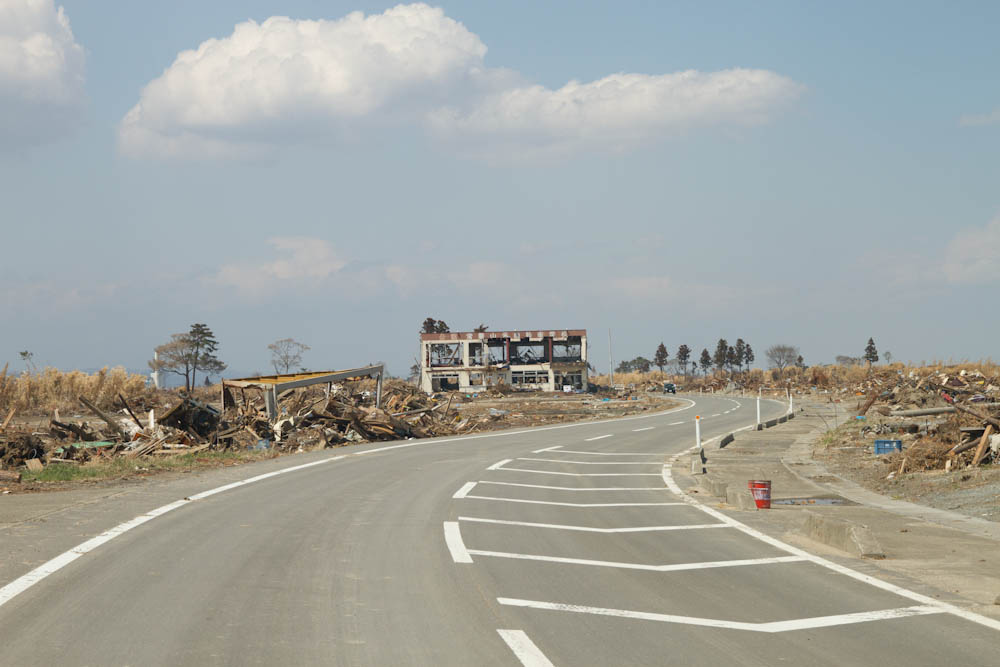
교습생, 강사 39명이 사망하고 14명이 실종된 조반 야마모토 자동차강습소. (미야기현 와타리군 야마모토정) (2011년 4월 28일 촬영)
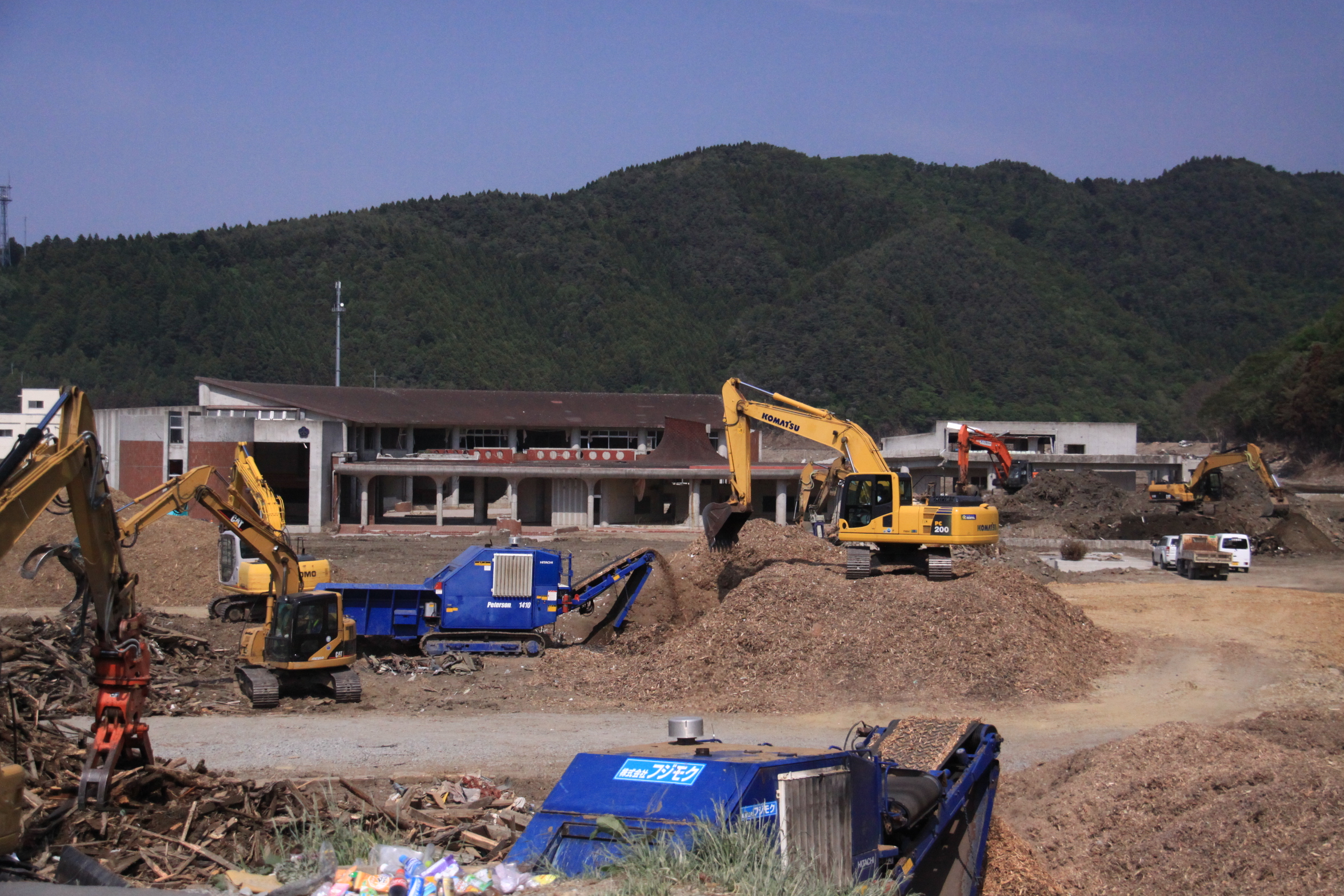
초등학생 및 교직원 84명이 사망한 이시노마키시립 오카와소학교의 모습. (미야기현 이시노마키시) (2011년 5월 19일 촬영)
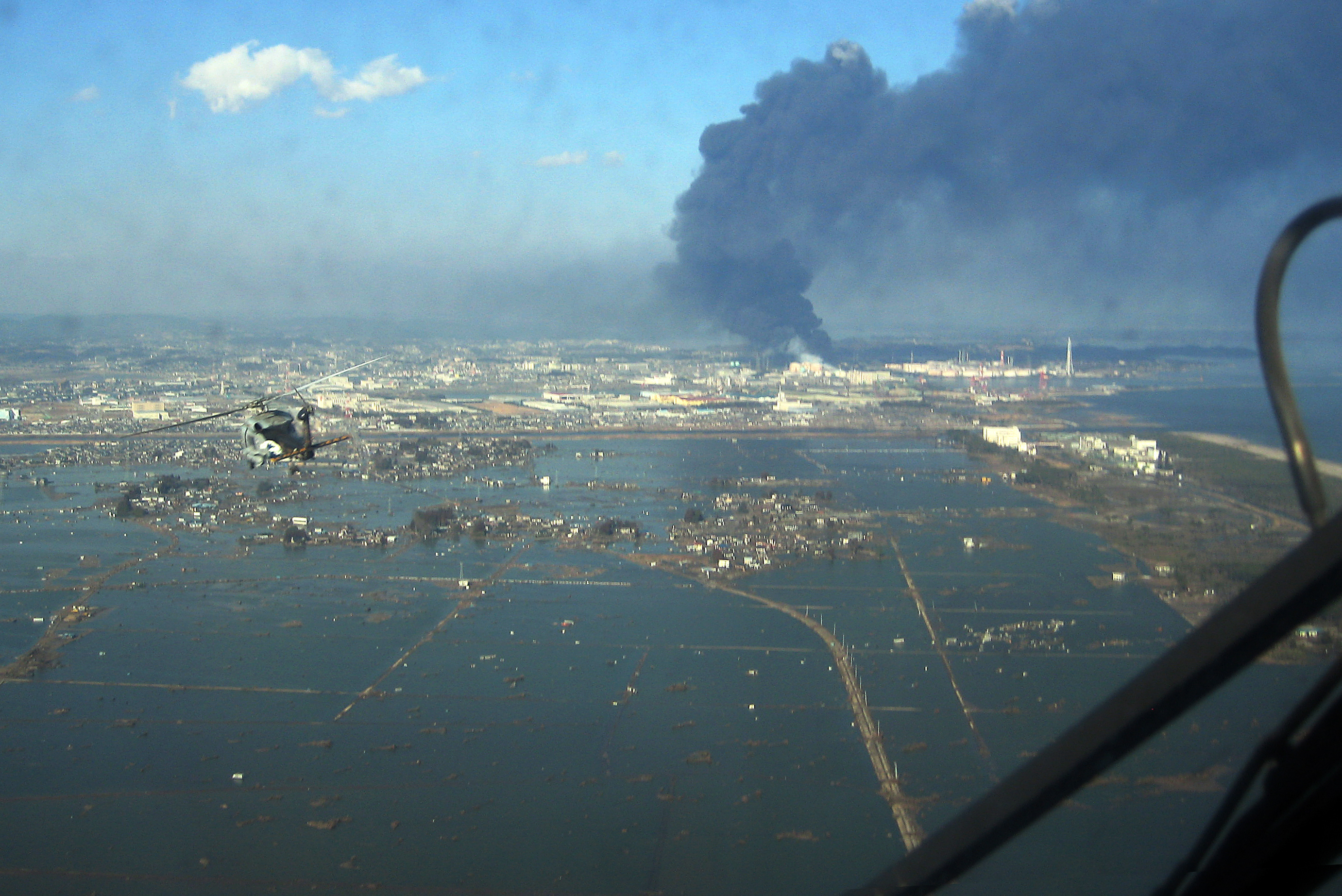
센다이시 미야기노구 연안 상공에서 북쪽 센다이항을 바라보고 촬영한 항공 사진 (2011년 3월 12일 촬영)
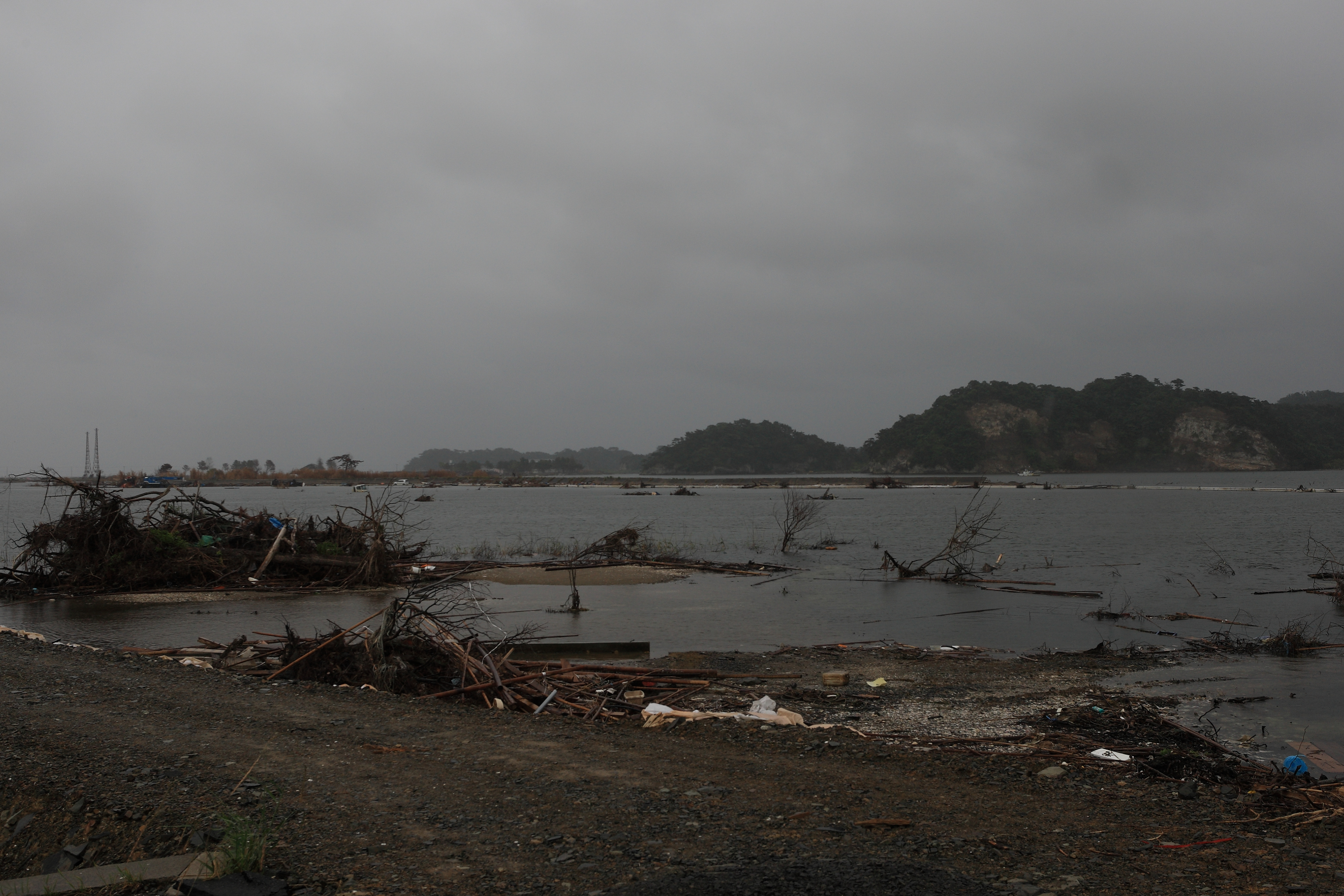
마쓰시마 지역의 피해 모습. 앞에 펼쳐져 있는 바다 수면 거의 대부분은 원래 육지였던 지역이다.(2011년 6월 25일 촬영)

#### 아키타현
아키타현은 부상자 11명, 건물 일부 붕괴 5채의 피해가 발생했다. 도호쿠 지방 6개 현 중 유일하게 사망자가 없는 현이다.

#### 야마가타현
야마가타현에서는 사망자 3명, 부상자 45명, 건물 완전 붕괴 37채, 반파 80채의 피해가 발생했다.

#### 후쿠시마현
후쿠시마현은 후쿠시마 앞바다 해역 전체가 진원역인 곳으로 미야기현, 이바라키현과 함께 강진을 느낀 곳이다.
쓰나미로 인한 침수 면적은 112 km2 영역으로 이와테현보다 훨씬 넓다. 하지만 후쿠시마현 해안은 만과 후미가 없고 수심이 얉은 지형이라 어항 마을이 많지 않고 주요 항구를 중심으로 시가지가 모여 있는 형태로 발전하였다. 일본의 어항 목록에서 비교하더라도 이와테현 111곳, 미야기현 114곳에 비해 후쿠시마현은 10곳으로 매우 적다. 해안 시정촌의 주요 시가지는 내륙으로 수 km 안쪽에 있어 침수 지역의 인구는 7만명 이하, 인구 밀도는 200명/km2으로 도호쿠 3개 현 중 피해자가 가장 적고 사상자도 이에 비례에 가장 적었으나 현 전체 인구의 비율로 보면 미야기현 1/5, 후쿠시마현 1/6로 거의 비슷하다.
후쿠시마현 연안은 센다이시 남쪽에서 지바현까지 쭉 이어지는 거의 일자형의 밋밋한 직선형이며 과거 쓰나미 전승도 거의 없었기 때문에 주민들의 쓰나미 의식도 낮아 피해가 곳곳에서 일어났다. 넓은 진원역에서 일어난 3개의 단층파괴 중 한 곳이 이바라키현 북부에서 일어났으며, 미야기현 해역에서 일어난 쓰나미가 남쪽으로 내려오며 복잡하게 어우러져 후쿠시마현 남쪽의 이와키시에 제일 먼저 쓰나미가 도달했다. 후쿠시마 제1 원자력 발전소가 있던 오쿠마정은 15m, 인접한 도미오카정은 20m의 쓰나미가 몰아쳤는데 주변에 비해 특별한 지형 차이가 없음애도 불구하고 매우 높은 쓰나미 높이를 관측한 점에서 이 부근에서 남북으로 온 쓰나미가 합쳐져 증폭된 것으로 추정된다.
어항이 있는 지자체 중 사상자가 100명 이상 나온 곳으로는 소마시에서 485명 사상, 미나미소마시에서 1,154명 사상, 이와키시에서 473명 사상, 나미에정에서 615명 사상, 신치정에서 108명의 사상자가 나오는 등 여러 곳에서 막대한 피해를 입었다.
이외에도 후타바군 후타바정, 오쿠마정, 도미오카정, 나라하정, 히로노정에도 큰 피해가 일어났으나 해안가 마을이 거의 없거나 아에 없는 지역이라 사상자는 수십명 이하였다.
후타바군은 어항이 거의 발달하지 않아 산업시설이 거의 없던 과거 도쿄전력이 적극적으로 발전소를 건설하여 후쿠시마 제1 원자력 발전소, 후쿠시마 제2 원자력 발전소, 히로노 화력 발전소 등 여러 발전소가 있었다. 이 곳에 쓰나미가 들이닥쳐 완전한 전력 상실로 인해 후쿠시마 제1 원자력 발전소 사고가 발생하였다.
오쿠마정에는 후타바 병원에 입원중이던 치매 환자 및 인접한 노인보호시설의 노인 중 227명이 일시적으로 실종되었다. 후쿠시마 제1 원자력 발전소의 발전로에 수소 폭발이 발생하여 2–30 km 내 주민 10만명 이상이 긴급 대피하던 혼란이 벌어지던 중 의사, 간호사의 동반 없이 132명을 급하게 버스에 싣어 13시간동안 200 km 이상을 이동했다. 나머지 95명은 5일 후 일본 자위대가 구조하였으나 이 중 50명이 쇠약사하였다.
이 때문에 후쿠시마현에선 원자력 사고로 강제 피난을 가 대피소를 전전하던 노인들이 다수 사망하는 등 재해관련사 사망자가 제일 많은 현이 되었다.
또한 방사성 물질은 후타바군 외에도 후쿠시마현 여러 지역에 광범위하게 퍼졌다. 3월 12일 20시 경에는 원전에서 북쪽으로 25 km 떨어져 있는 미나미소마시에서 20μSV/h를 관측했으며, 3월 15일 4시경 원전에서 남쪽으로 40 km 떨어져 있는 이와키시에서 최대 24μSV/h를 관측했다. 맑은 날 바람이 세게 불면서 방사성 물질이 이동하며 일시적으로 값이 상승하였으나 이후 차츰 감소하였다. 방사성 물질 방출은 3월 15일 최고점을 찍어 9시 원전 정문 근처에서는 최대 11,930μSv/h를 관측하기도 하였다. 15일 오후에는 동남풍을 타고 서북쪽으로 방사성 물질이 퍼졌다. 원전에서 40 km 떨어진 이타테촌에서는 16시경 23μSV/h에서 18시 30분경 45μSV/h로 급격히 상승하였으며, 60 km 떨어진 후쿠시마시에서도 급격하게 상승하여 17시에 22μSV/h, 19시 30분경에 24μSV/h를 기록하였다. 동남풍이 계속 이어진데다 고농도의 방사성 물질이 흘러간 곳에서 17시경부터 후쿠시마현 곳곳에서 눈이 내리기 시작하며 방사성 물질이 토양으로 침식하는 현상도 일어났다. 따라서 서북쪽 방향으로 심각한 토양 오염이 발생하였다.
이타테촌과 다테군 가와마타정 일부 지역은 1개월 후, 다테시 일부 지역은 3개월 후 피난지정을 받았으나 이를 벗어난 후쿠시마시와 다테시 구시가지 북부 지역을 중심으로 모자 피난이나 임산부 피난 등 수만명 단위의 피난민이 집단으로 현 밖으로 피난하는 일이 일어났다.
지진 흔들림 자체로도 후쿠시마현이 피해가 제일 크고 피해자수도 많았다. 내륙의 나카도리 지방에서도 피해가 눈에 띄어 시라카와시에서는 로쿠탄산에 산사태가 일어나 13명이 사망하였으며, 스카가와시에서는 높이 18m, 길이 133m의 후지누마댐이 무너져 약 150만t의 물이 한꺼번에 방출되어 높이 2-3m의 홍수가 1 km 이상 떨어진 폭포 지역까지 밀려들어가 8명이 사망하였다. 지진으로 댐이 붕괴된 사고는 일본 역사상 처음이었으며 전세계적으로도 1999년 921 대지진으로 무너진 이시오댐 이후 처음이었다. 또한 고리야마시에서도 시청 지붕이 무너져 1명이 사망하는 등 총 11명이 사망하였다.
시라카와시에서 고리야마시에 걸친 나카도리 중남부 지역은 후쿠시마현 내 다른 지역에 비해 주택 피해도 많았는데 야부키정은 총 주택의 30%가 붕괴하였으며 가가미이시정은 총 주택의 23%가 완파되거나 반파되었고 고리야마시는 주택 2만채가 붕괴되면서 쓰나미 피해가 없는 내륙 시정촌 중 가장 큰 피해를 입었다.
본진 1달 후인 4월 11일에는 이와키시 남부 이토자와 단층 부근을 진원으로 내륙 직하형 지진인 규모 Mj7.0, 최대진도 6약의 하마도리 지진이 일어났다. 이 지진으로 이토자와 단층 및 시오노타이라 단층, 시내 중부의 유노다케 단층이 동시다발적으로 수십 km 가까이 단층이 생기며 이와키 시내 곳곳에서 최대 2m에 달하는 낙차가 발생하며 산사태, 땅꺼짐 등으로 최대 4명이 사망하였다.

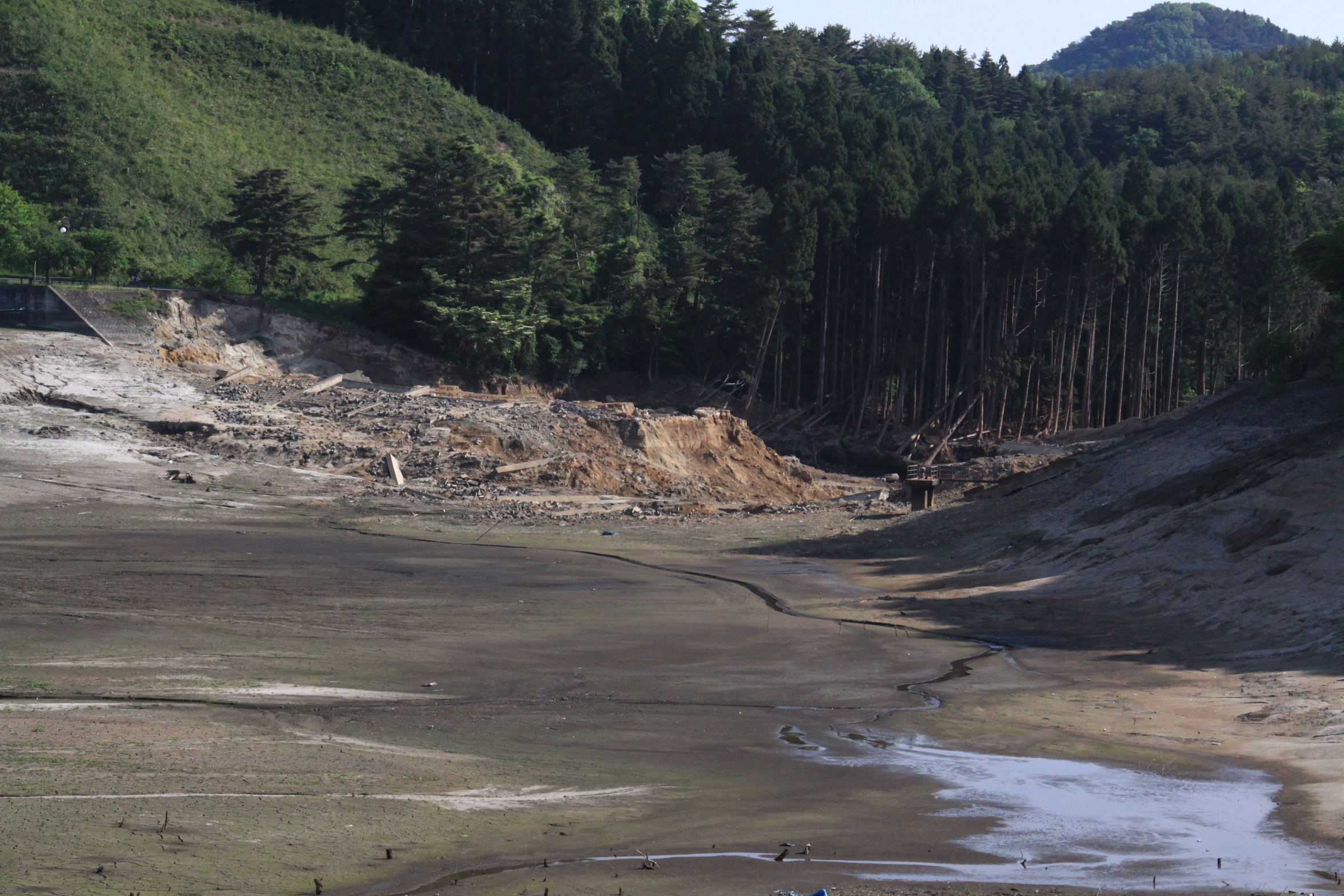
붕괴된 후지누마댐 (후쿠시마현 시라카와시) (2011년 5월 25일 촬영)
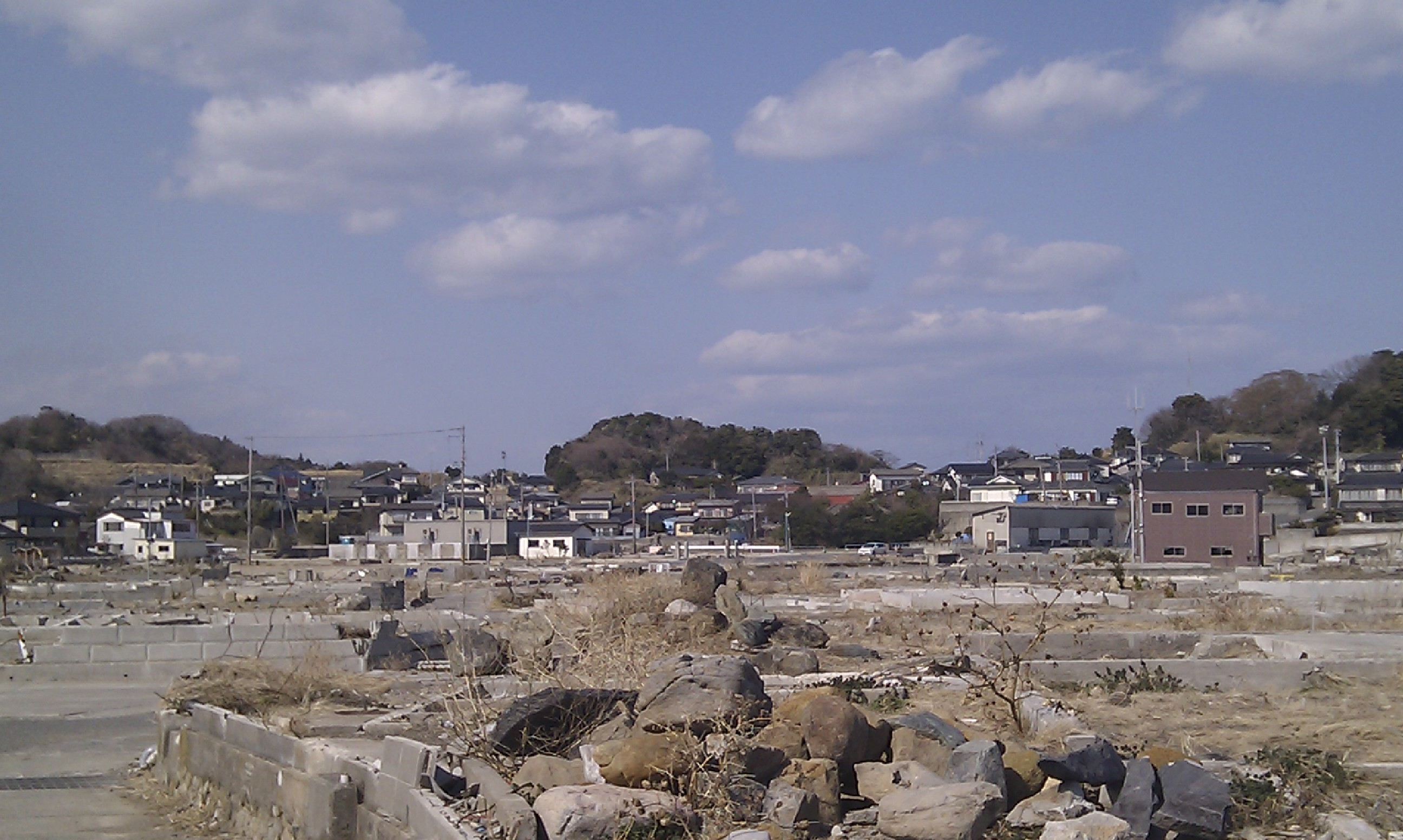
쓰나미로 파괴된 이와키시 연안 지역 (후쿠시마현 이와키시) (2011년 3월 27일 촬영)
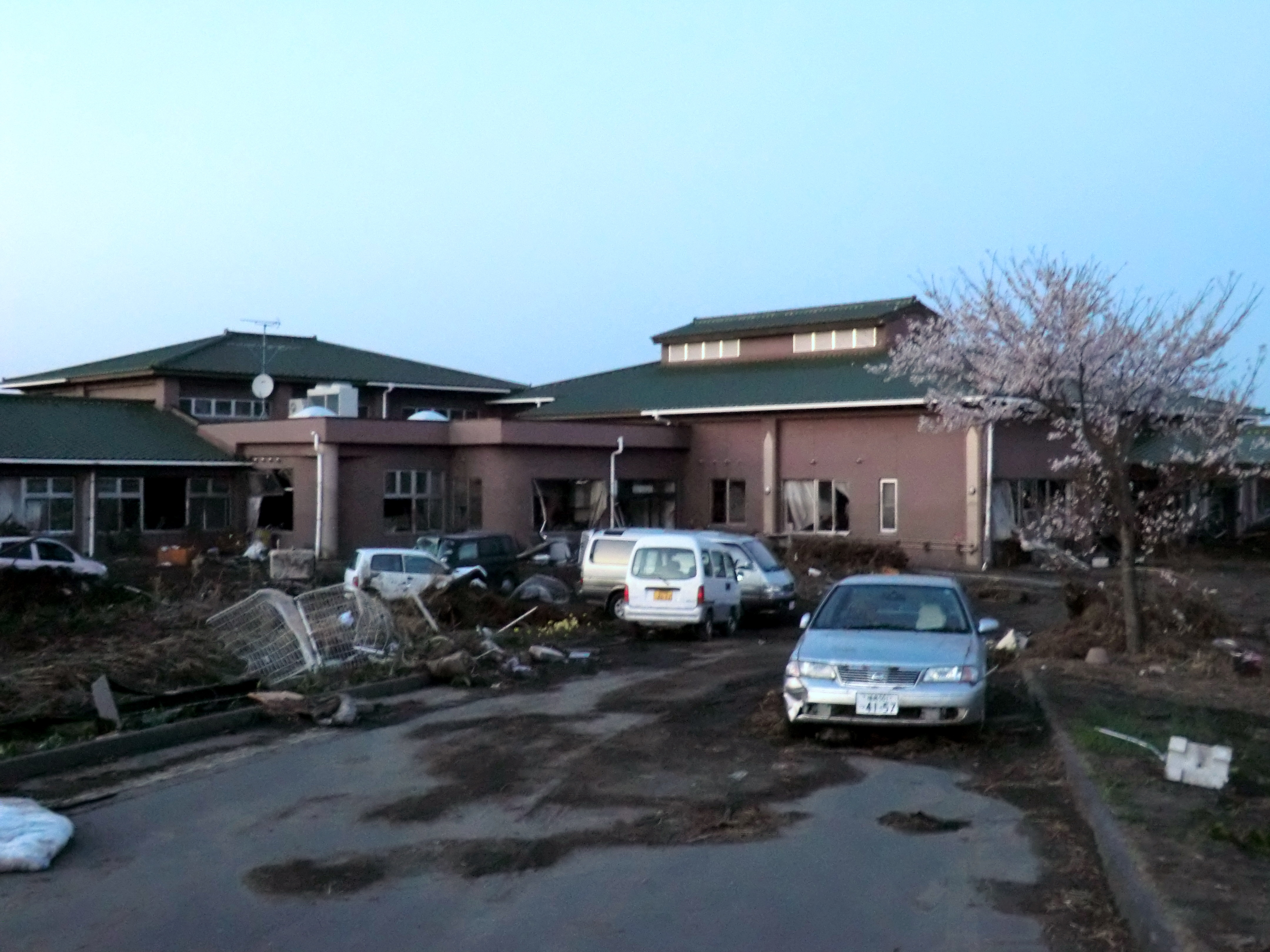
쓰나미로 완파된 양로원의 전경 (후쿠시마현 미나미소마시) (2011년 4월 16일 촬영)
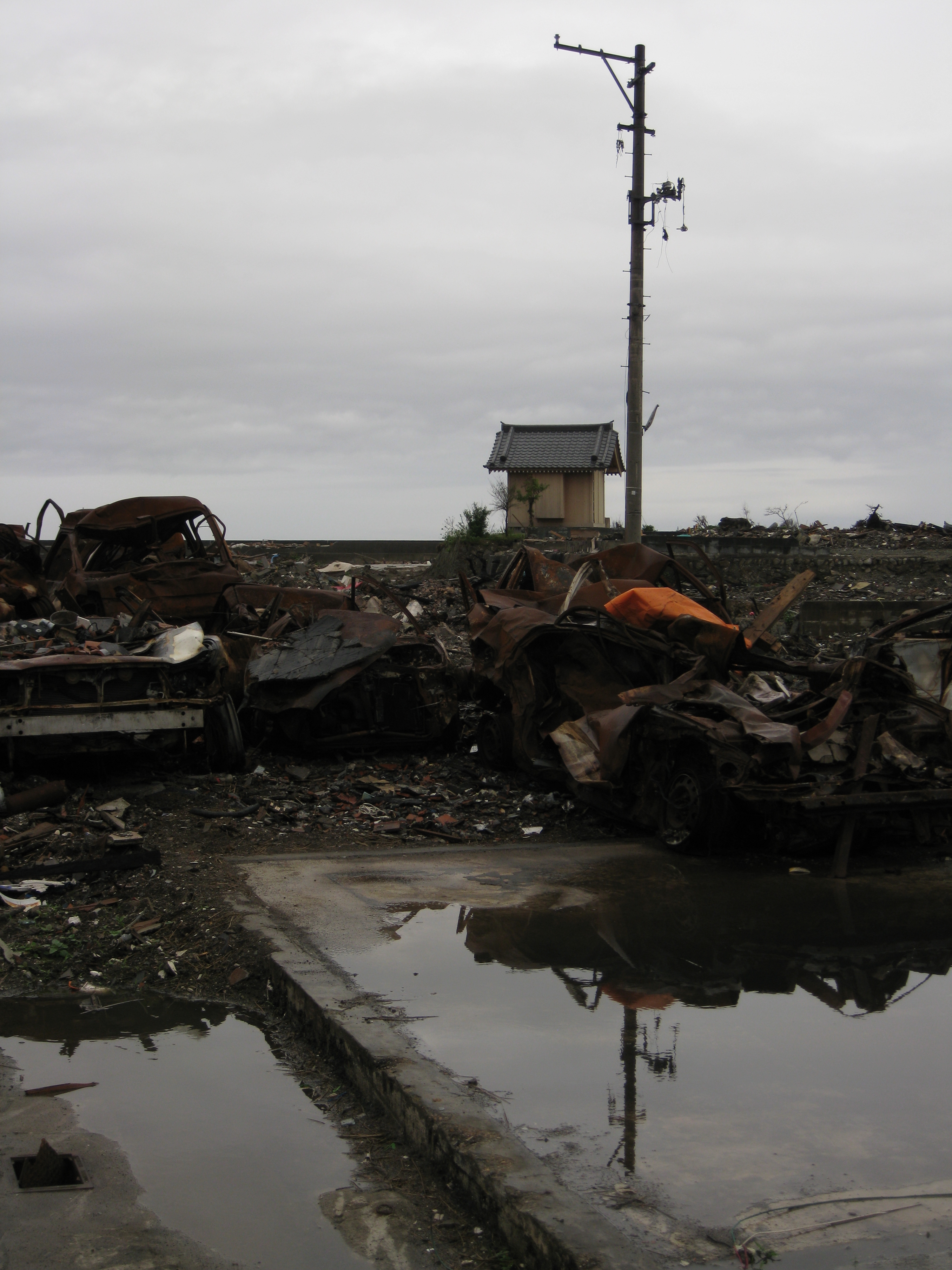
이와키시 히사노하마지구의 피해 상황 (2011년 6월 25일 촬영)
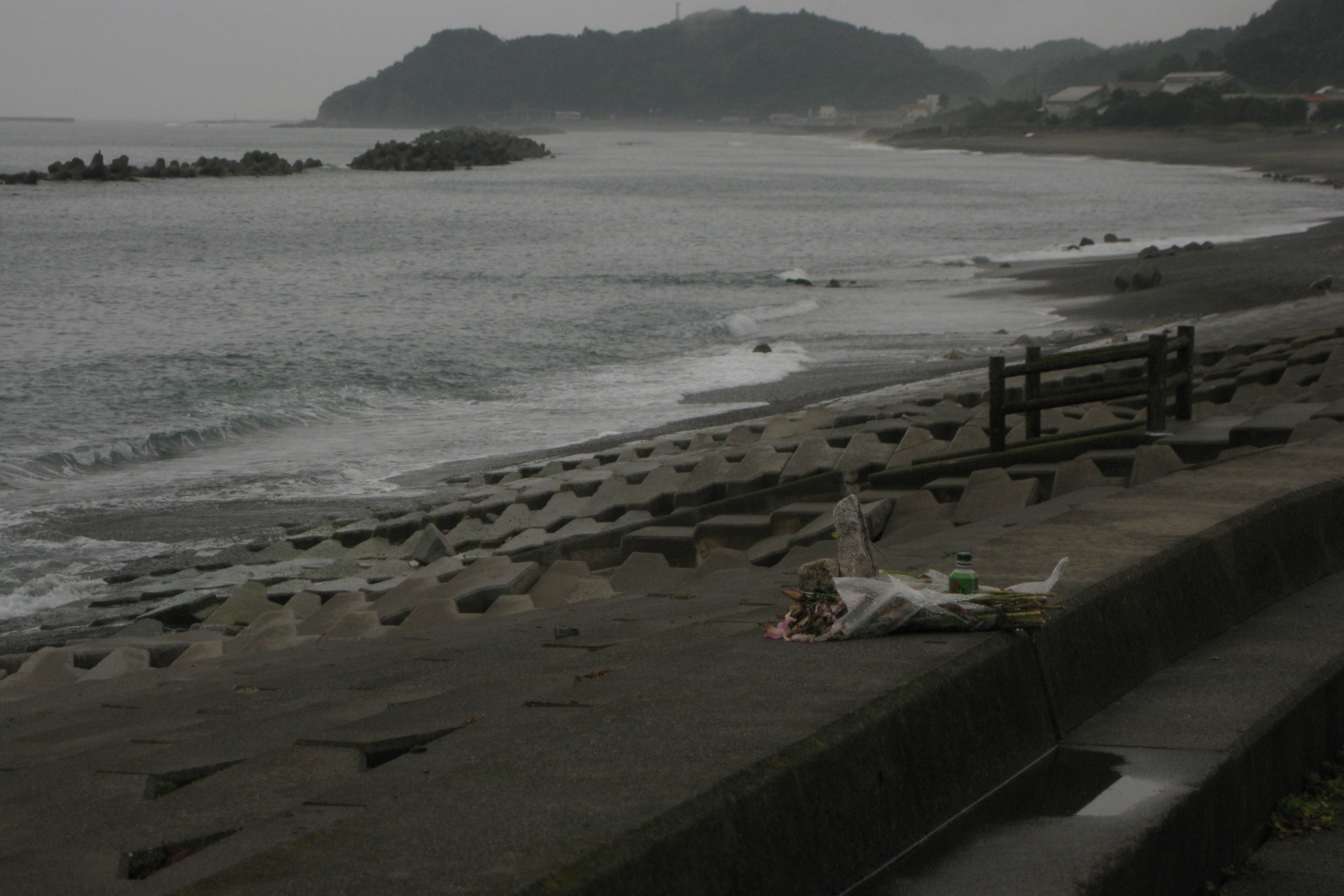
이와키시 히사노하마지구의 피해 상황 (2011년 6월 25일 촬영)

#### 이바라키현
이바라키현 해역은 진원지가 있던 곳으로 간토평야의 약한 지반과 겹쳐 미야기현, 후쿠시마현과 함께 격렬한 지진동을 관측한 곳이다. 지진 흔들림 자체로는 진도 6약 이상을 관측한 시구정촌이 29개 시구정촌으로 미야기현의 26개 시구정촌보다 많고 후쿠시마현의 33개 시정촌과 비슷하다. 동일본 고속도로 회사 소속 고속도로의 각 나들목에 설치한 지진계에서도 진도 6강 이상의 진동을 관측한 곳이 미야기현 6곳, 후쿠시마현 6곳에 이은 이바라키현 3곳으로 3번째로 많은 현이였으며 이중에서도 이바라키현 미토시의 미토미나미 나들목에서 가장 큰 진도를 관측하였다. 또한 지진의 흔들림으로 인한 주택 파손도 후쿠시마현과 미야기현에 이어 가장 많았으며 피해자도 많았다.
도카이촌의 히타치나카 화력발전소 굴뚝 200m 부근에서 근로자 9명이 작업중이었는데, 강철 대들보가 부러져 추락하여 4명이 사망하였다. 나메가타시에서는 롯코 대교가 붕괴하여 1명이 사망하였다.
쓰나미 침수 면적은 23 km2으로 후쿠시마현과 맞닿아 있는 기타이바라키시에서 가장 많은 희생자가 발생했다. 또한 다카하기시, 히타치시, 히타치나카시, 오아라이정, 가미스시 등에서도 시가지가 침수되었다.
액상화현상도 심각하게 일어나 가스미가우라호 남쪽에서 도네강 하류 남쪽 일대의 이타코시, 가미스시, 가시마시, 이나시키시 등에서 큰 피해를 입고 건물 1만여 채가 가라앉았다.
오미타마시 요자와에 있는 이바라키 공항에서는 공항 터미널의 천장 일부가 붕괴하는 피해가 있었다.
- 이바라키현 기타아바라키시 이소하라에서 쓰나미가 덮치는 영상.

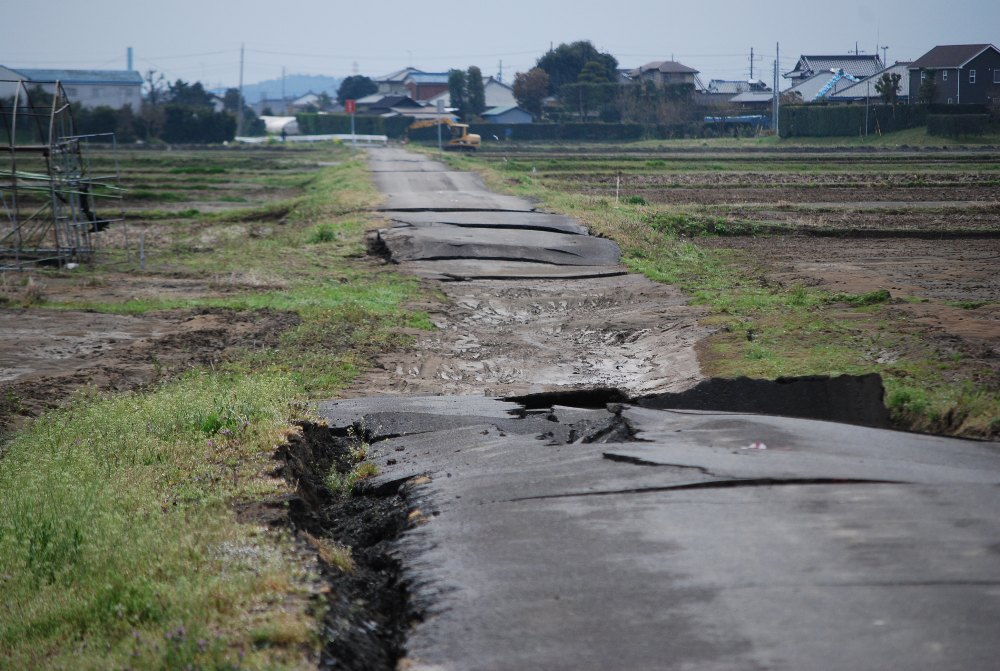
액상화현상으로 파괴된 도로 (이바라키현 이나시키시) (2011년 4월 10일 촬영)
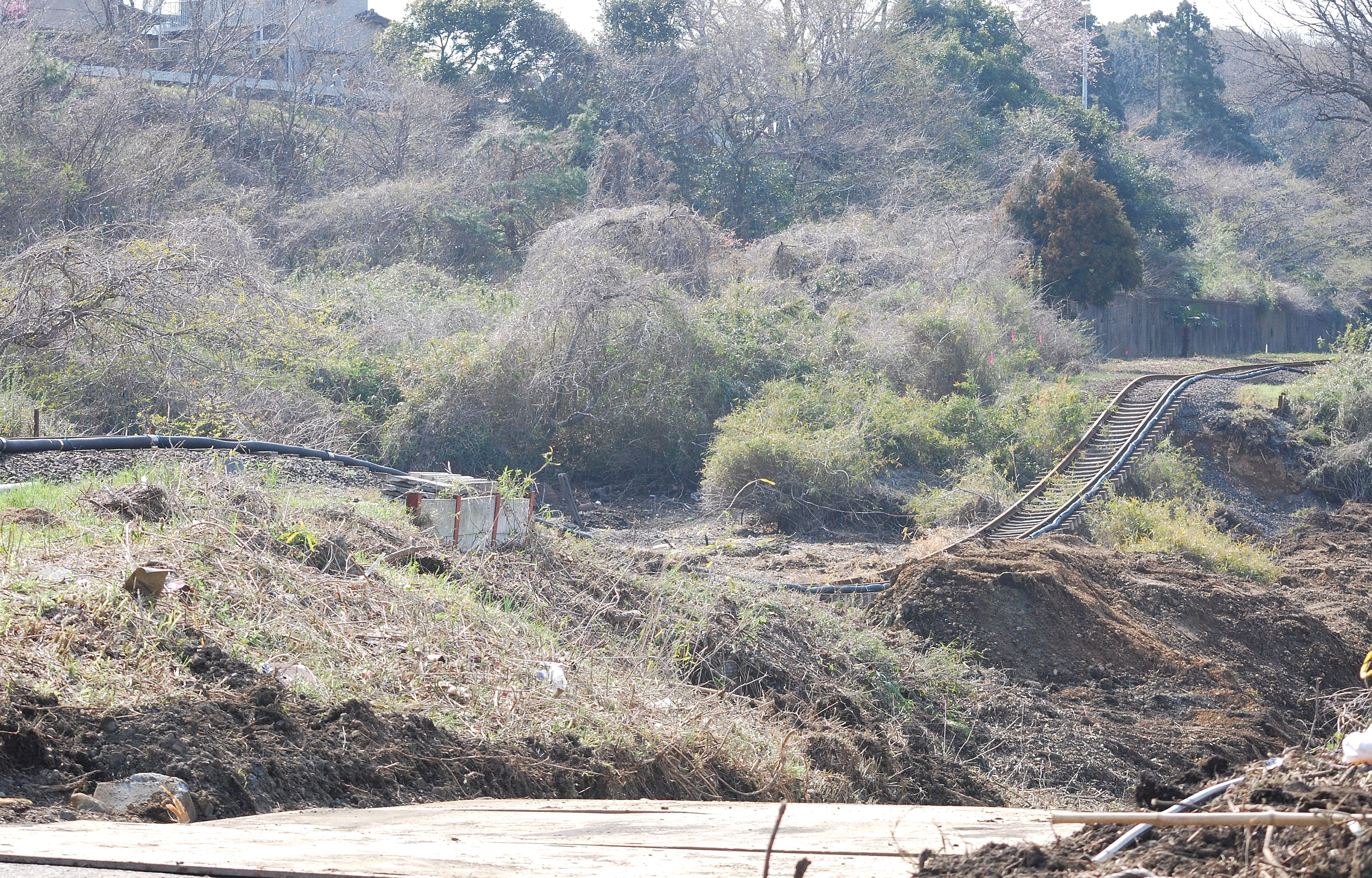
액상화현상으로 침목이 유실되는 피해를 입은 히타치나카 해변철도 미나토선. (2011년 4월 10일 촬영)
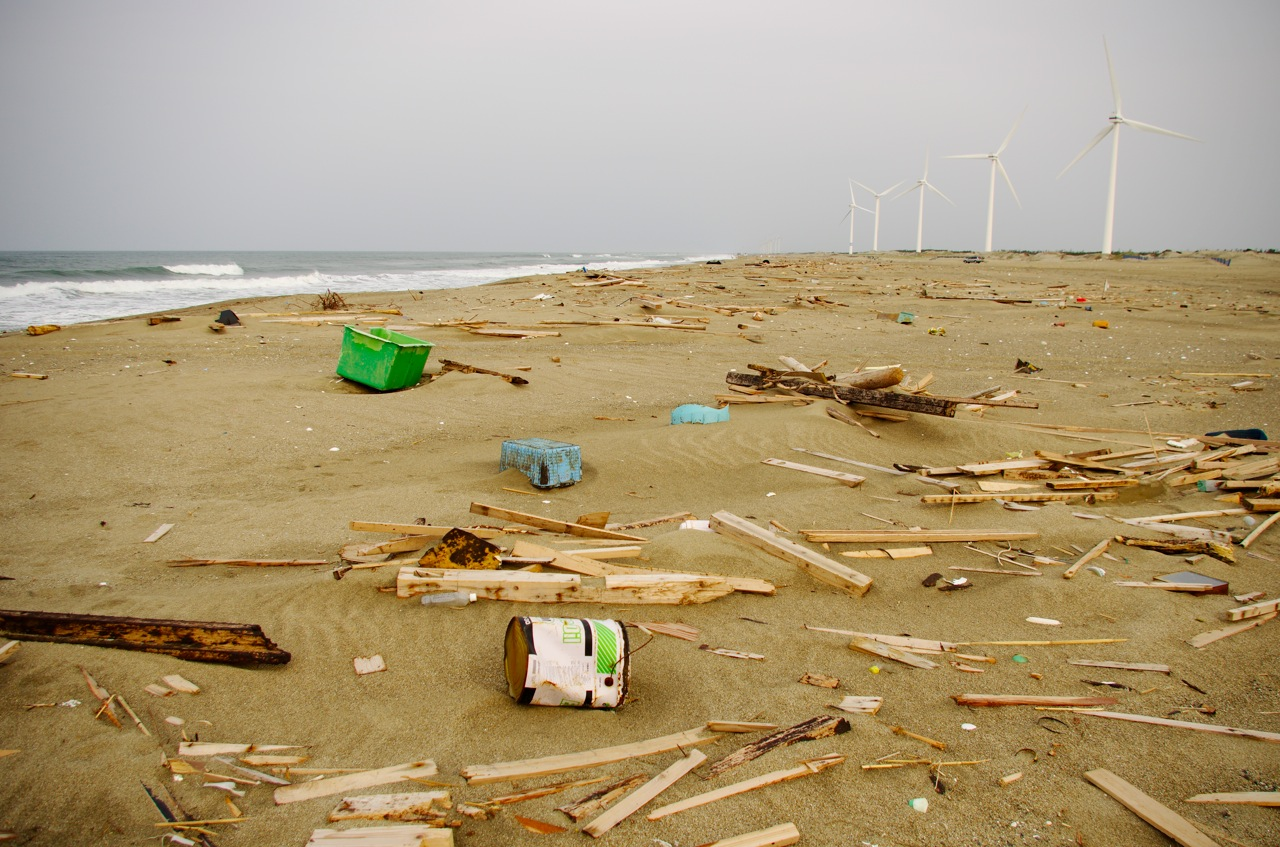
가시마나다 해역을 표류하는 쓰나미 잔해. (이바라키현 가미스시 해역) (2011년 5월 8일 촬영)

#### 지바현
쓰나미로 인한 총 침수 면적은 총 17 km2이며 아사히시에서 사망자 14명, 실종자 2명이 발생했다. 조시시, 산무시 등 동북 연안 지역이 침수되었고 산무시에서는 1명이 사망하였다.
액상화현상도 심해 도쿄만 해안 간척지에서 액상화현상이 잇다라 발생하고 특히 시 대부분이 간척지인 우라야스시는 심각한 피해를 입었다. 지바시에서도 미하마구를 중심으로 1,906채가 액상화 피해를 입었다.
아비코시 후사 동부 지구에 심각한 액상화 현상이 일어나 주택 119채가 완전 파괴되었다. 아비코시 측은 2012년 1월 시점에서 붕괴 우려가 심각한 주택 50채에 철거 요청문을 보냈으나 집을 수리하며 계속 살고 있는 사람도 있다.
가토리시 사와라에 있는 이노 다카타카의 고택도 진도6의 진동으로 피해를 입었으며 역사적 건축물이 늘여져 있는 오노가와 방파제가 일부 무너졌고, 쇼분도 서점(正文堂書店)의 기와 대부분이 떨어지는 등 도네가와 하천 유역 및 가토리시 시내 대부분에서 액상화 피해가 일어났다. 오하라 유가쿠 고택 유적(大原幽学遺跡旧宅)의 땅이 갈라지거나 지반이 침하하는 등의 피해가 있었으며, 사쿠라시의 규호타테이(旧堀田邸)는 석고상에 균열이 갔으며 이치카와시의 호케교지는 법화당 장식물 일부가 떨어졌다.
또한 이치하라시의 코스모 석유의 지바정유소 콤비나트에서 대형 화재가 일어나기도 했다.

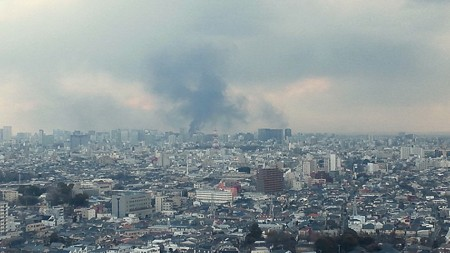
지진으로 화재가 일어난 시가지. (지바현 지바시) (2011년 3월 11일 촬영)
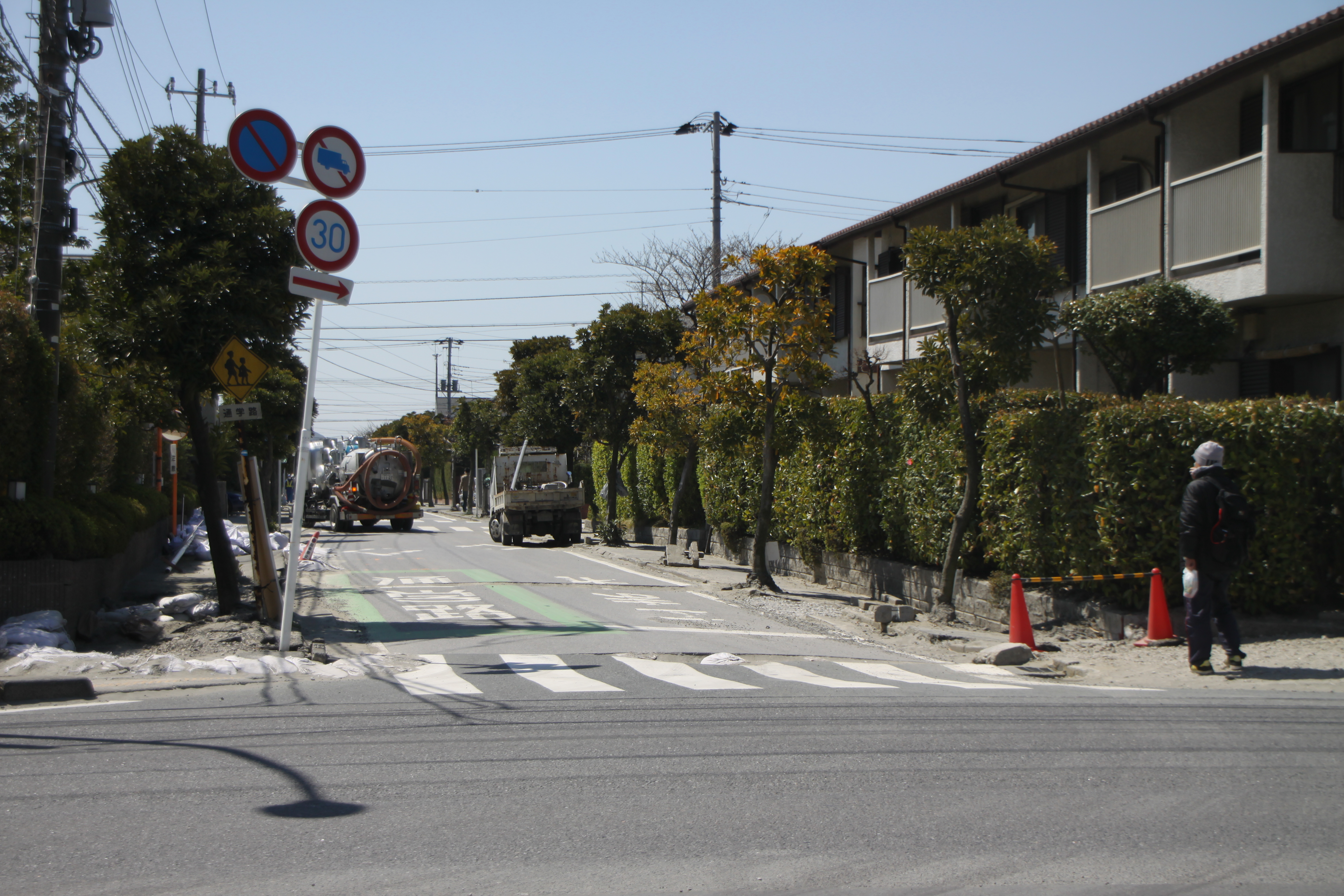
지진으로 기울어진 표지판. (지바현 우라야쓰시) (2011년 4월 4일 촬영)
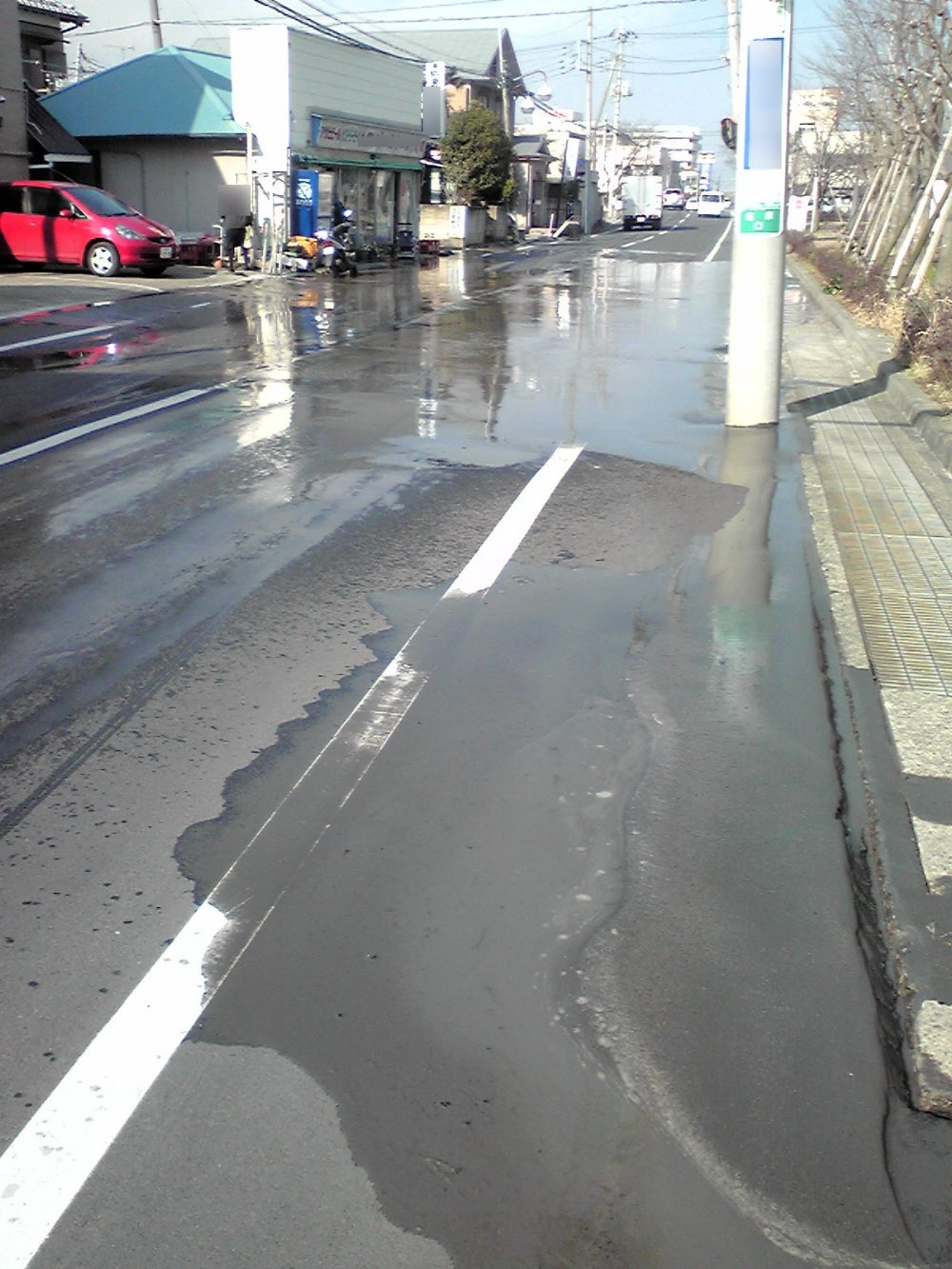
액상화 현상으로 도로가 침수된 모습. (지바현 가토리시) (2011년 3월 11일 촬영)
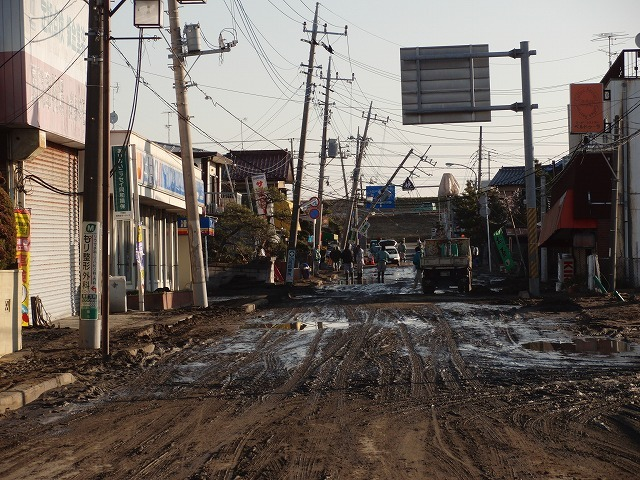
액상화 현상으로 전신주가 기울어진 모습. (지바현 아비코시) (2011년 3월 12일 촬영)

#### 도쿄도

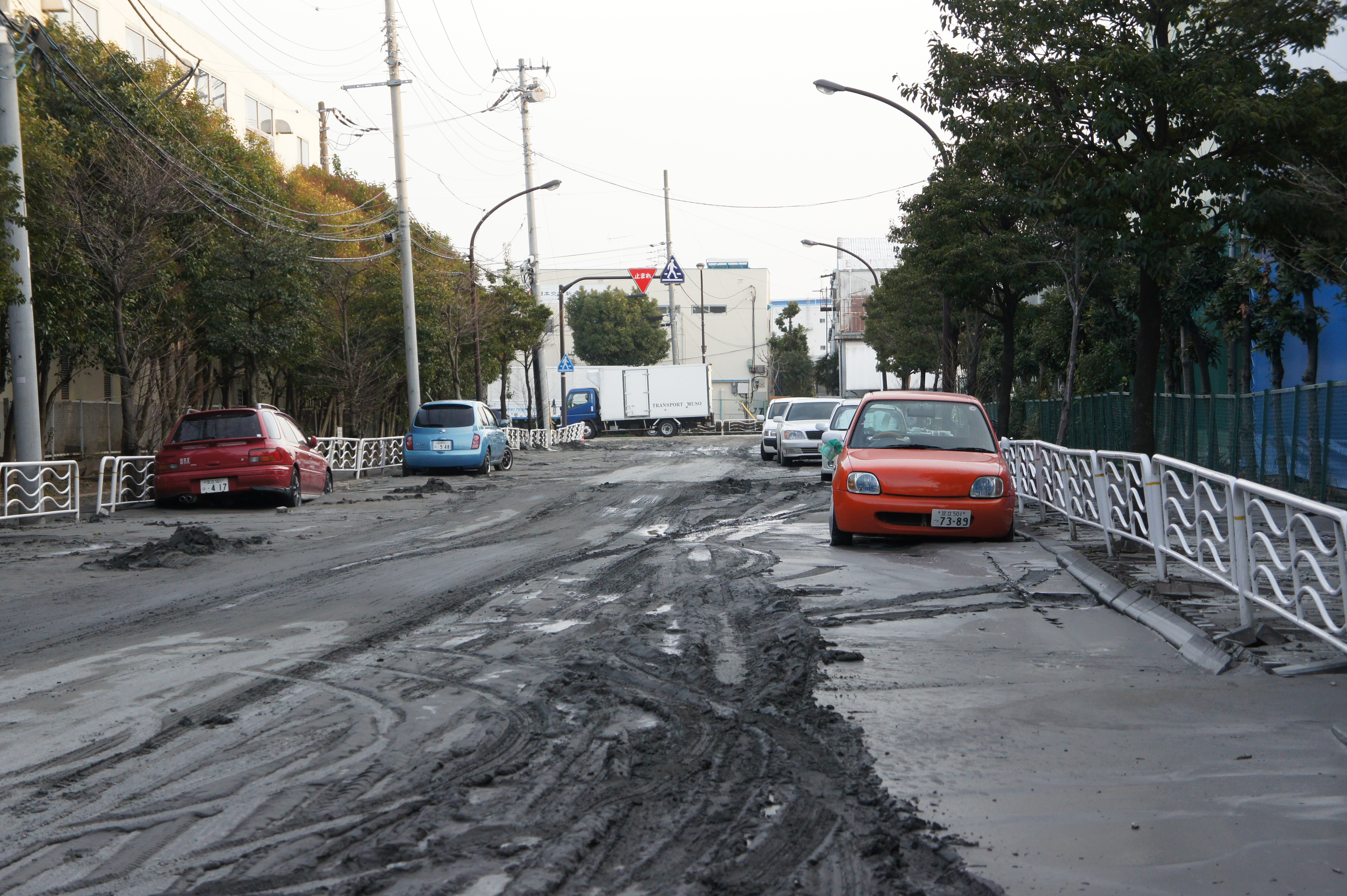
도쿄도 고토구 신키바에서 액상화현상이 일어난 모습. (2011년 3월 12일 촬영)

도쿄도의 지요다구에서는 구단카이칸에서 천장 마감재 일부가 붕괴하여 2명이 사망하였고 고토구의 금속 가공 공장에서는 트라이클로로에틸렌를 포함한 가스가 유출되어 이를 흡입한 직원 2명이 사망하였다. 마치다시의 코스트코에서는 주차장 경사로가 붕괴되어 2명이 사망하였다. 쓰나미로 인한 사망자는 없었다. 미나토구 다이바에서는 국토교통성 청해종합청사에서 화재가 일어났다.

#### 도치기현
도치기현의 하가정에서는 혼다 기술연구소의 벽이 무너져 1명이 사망하였고, 나스카라스야마시 가미나가 지구에서는 부부가 산사태에 휘말려 2명이 사망하고 닛코시에서는 1명이 지붕에서 떨어져 사망하는 등 현내에서 총 4명이 사망하였다.
모카시 소리마치(反町)에서는 지진의 영향으로 액상화현상이 일어나 땅이 갈라진 곳에서 모래가 분출하는 등의 현상이 목격되었다. 액상화가 일어난 지역은 옛날에 하천이었거나 강변이었던 장소로 지반 아래에 모래층이 덮여 있어 모래가 분출한 것으로 추정된다.
우쓰노미야시에서는 이타도 지구에서 국도 제408호선이 있는 지반이 무너져 산사태가 발생해 한때 도로가 폐쇄되었다.
나스시오바라시에서는 국도 제400호선이 지진의 영향으로 산사태가 일어나 돌이 떨어져 한때 도로가 폐쇄되었다.
도치기시 이와후네정에서는 이와후네산 서쪽 봉우리가 V자 형태로 무너저 산맥이 무너지는 일이 일어났으나 인명, 재산 피해는 없었다.
나카가와정에서는 현의 주요 도로 중 하나인 도치기현도 제52호선 야이타나카가와선의 신나카교가 지진으로 교각 10개 중 4개 머리 부분에 균열이 발견되었으며 2개는 연결부가 끊어지고 상부공이 손상되는 심각한 피해를 입어 다리를 완전 철거하였다.
모카시 이가시라 공원의 일만명 풀장(一万人プール)이 지진으로 워터슬라이드를 지지하는 기둥이나 배관 등이 손상을 입어 영업이 중단되었으며 2013년에 재개장하였다.
현 내 문화유산의 피해로는 마시코정의 지조원에 있는 역대 우쓰노미야씨의 묘소에 있는 센코쿠 다이묘인 시모쓰케 우쓰노미야씨 17대 당주인 우쓰노미야 시게쓰나 및 18대 당주인 우쓰노미야 다다쓰나의 오륜탑이 피해를 입은 것과 사쿠라시의 관광 명소인 기쓰레가와성 성터의 오마루야마 공원이 지진으로 부지 내에 700m에 달하는 균열이 생겼으며 공원 내 각종 시설이 파괴되어 출입 금지가 된 피해가 있다. 2013년 3월 복구를 목표로 균열이 간 토지 부분은 정비를 완료하였으나 비용이 매우 많은 스카이타워 등은 복구가 이뤄지지 않고 있다. 닛코시에 있는 닛코 타모자와 황거는 벽돌벽이 손상되는 등의 피해를 입었다.

#### 기타 현의 피해
가나가와현에서는 지진으로 인한 정전으로 산소호흡기 전력 공급이 끊어저 80세 여성 1명이 사망하는 등 현내에서 총 6명의 사망자가 발생했다. 또한 가와사키시에서는 부실공사로 뮤자 가와사키 심포니 홀 대강당의 천정 패널이 무너져 2년 이상 장기 휴관하였다.
군마현에서는 지진으로 1명이 사망하고 국도 제354호선의 고료 다리에서 4 cm 단층이 생겨 틈이 생기는 피해를 입었다.
사이타마현에서는 에도가와의 제방이 50m에 걸쳐 무너져 쓰나미가 역류하였다. 현 내에서 총 1명이 사망하였다.
시코쿠에 있는 도쿠시마현에서도 3 m가 넘는 쓰나미가 덮쳐 해상에 설치한 양식장 뗏목이 떠내려가는 피해가 있었다.

#### 일본 국외

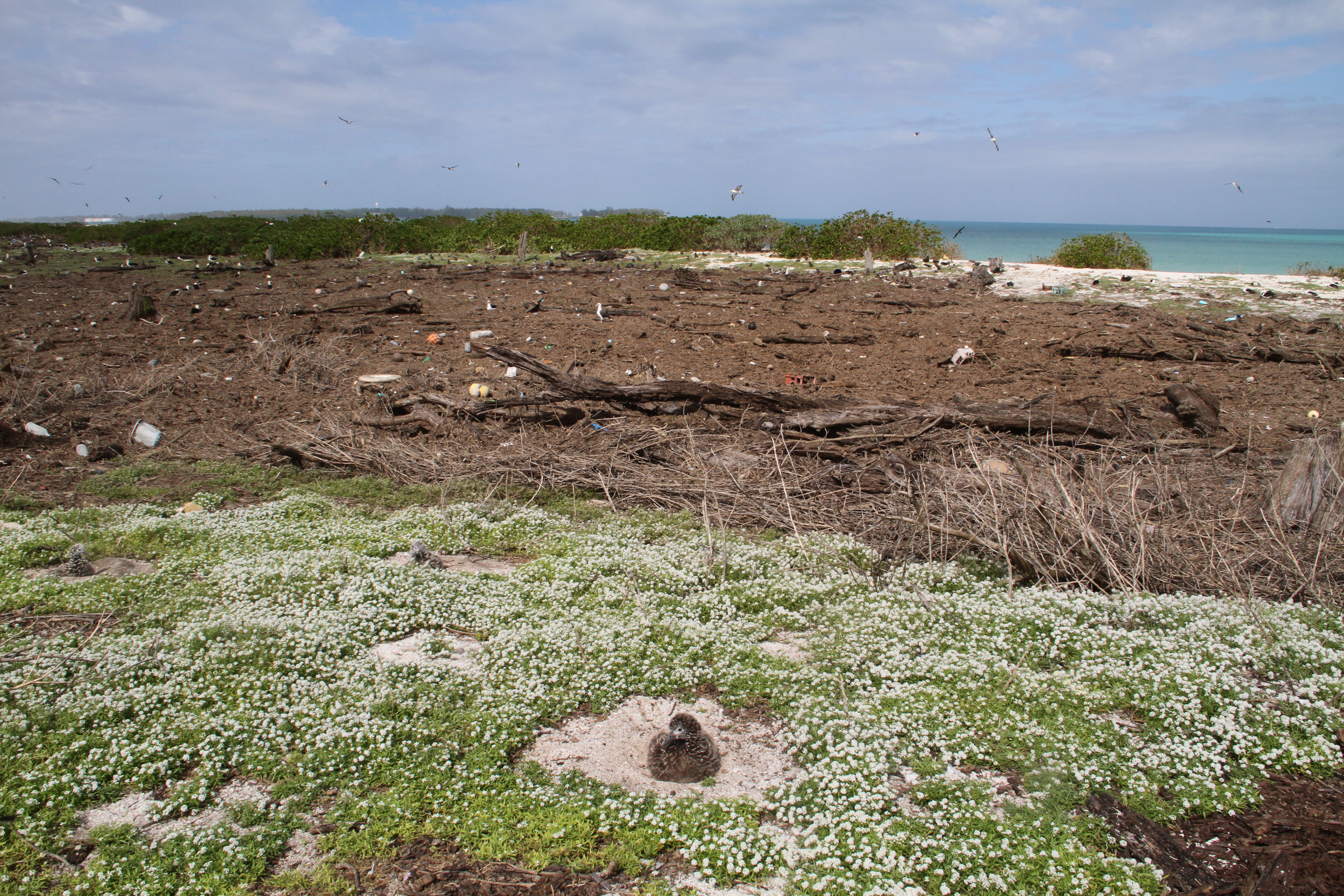
2011년 3월 13일, 미드웨이 환초 동쪽 섬에 1.5 m 높이의 쓰나미가 쓸고 지나간 후 해안가에 쓰래기 더미가 남은 모습.

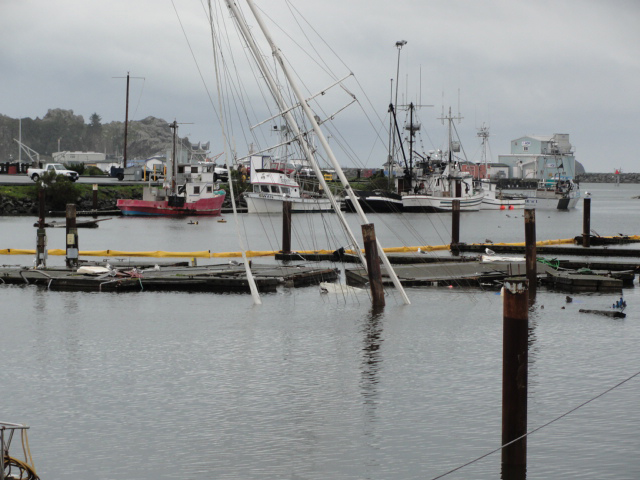
2011년 3월 18일, 미국 캘리포니아주 크레센트시티에서 쓰나미가 항구를 휩쓸고 남은 피해. 배 한 척이 가라앉아 돛 부분만 보인다.

미국 캘리포니아주 크레센트시티에서는 태평양을 건너온 쓰나미에 5명이 휩쓸렸고 이 중 1명이 사망하였다. 오리건주의 커리군은 부르킹스 항구 파괴를 포함하여 700만 달러의 피해를 입었으며 커리군은 미국 연방재난관리청(FMEA)의 백만 달러 긴급 원조금을 받았다. 캐나다의 밴쿠버섬에도 최대 1m의 지진해일이 덮쳐 일부 배가 떠내려가는 피해를 입었으며 긴급 피난이 이뤄졌다.
인도네시아의 파푸아주에선 쓰나미 내습으로 1명이 사망하고 5명이 실종되었다. 자야푸라에선 19명이 집을 잃어 난민이 되었다. 파푸아뉴기니 동세픽주의 주도인 웨와크에선 보람 병원의 환자 100여명이 대피하였으며 400만 달러의 피해를 입었다. 미드웨이 환초엔 1.5m 높이의 해일이 환초 해안가를 덮쳐 미드웨이 환초 국립자연보호구역의 바닷새 11만 마리가 폐사하였다. 에콰도르의 갈라파고스 제도에서는 지진 20시간 후 3m가 넘는 쓰나미가 덮쳐 1명이 부상을 입었다.
태평양 전역에 쓰나미가 도달하여 일본 외의 여러 국가에도 건축물 피해가 일어났다. 하와이 제도에서는 하와이섬 서해안에 쓰나미가 몰려와 3개 호텔이 침수되어 영업 불가능이 되어 수천만 달러에 달하는 피해를 입었다. 캘리포니아의 크레센트시티와 샌타크루즈에서는 항만에 정박하던 선박이 파손되어 1,400만 달러의 피해를 입었다. 칠레에서는 주택 수십채가 파손되고 200명 가까이가 집을 잃었다. 인도네시아 파푸아 주의 요테와만 연안에서는 여러 마을에서 주택 피해를 입었다.

## 영향

### 인구 변화

#### 피난민
이와테현 현내의 모든 대피소는 2011년 10월, 미야기현 현내 및 후쿠시마현 현내의 모든 대피소는 2011년 12월 전부 폐쇄되었다. 사이타마현 가조시와 후쿠시마현 후타바정에 있던 주민 집단피난소도 2013년 12월 문을 닫았다. 한편 재해공영주택 및 임시가설주택의 피난생활은 이보다 더 길어졌다. 지진 직후 추산 피난민은 47만명에 달했으며 2023년 8월 말 기준으로도 30,115명이 피난 상태이다. 2023년 8월 기준 각 현별 현내 피난민수는 후쿠시마현 6,099명, 미야기현 703명, 이와테현 305명이다. 현 외로 피난한 사람들 수도 후쿠시마현 20,704명, 미야기현 1,096명, 이와테현 565명이다. 건설 완료된 공영주택은 10,700호이며 4,700호의 택지 조성을 완료하였다.
동일본대지진 이후 2년째 후쿠시마현 피난민은 17만 5천명에 달한다. 이중 후쿠시마 원전 1차 피난지역에 속한 피난민은 8만 5천명이다.
- 후쿠시마현 현외 피난민 수(2023년 8월 1일 기준, 총 5만명)[233]
  - 야마가타현 - 1,148명
  - 도쿄도 - 2,295명
  - 니가타현 - 1,850명
  - 이바라키현 - 2,472명
  - 사이타마현 - 2,277명
  - 지바현 - 1,304명
  - 도치기현 - 1,150명
  - 가나가와현 - 1,199명
  - 미야기현 - 1,192명
  - 기타 - 5,817명

#### 추산 인구

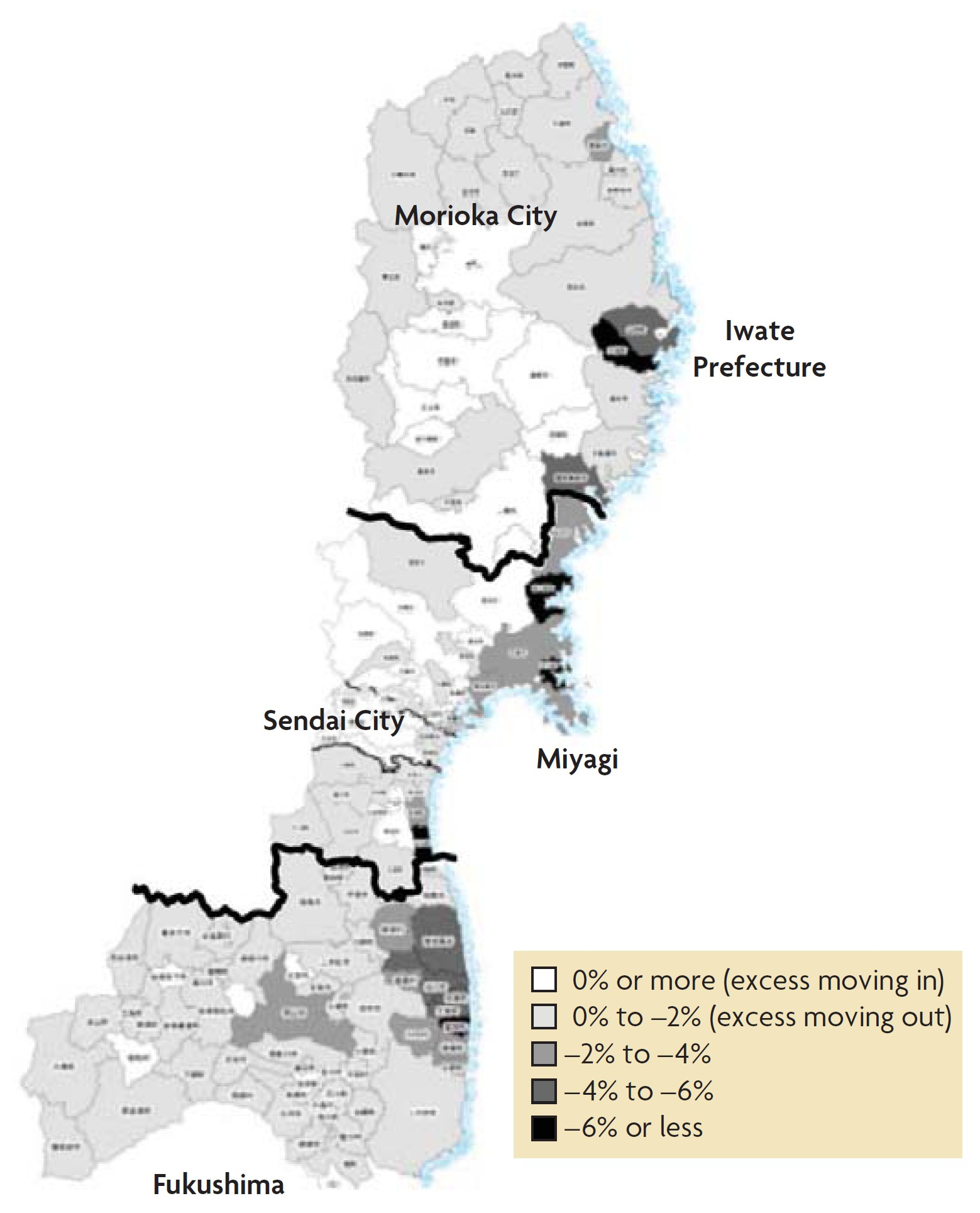
2011년 1월에서 12월, 1년 사이 인구 증감도를 그린 지도.

지진 피해 지역 중 태평양 연안 아오모리현 하치노헤시에서부터 후쿠시마현 이와키시까지의 연안 지역과 원전 사고 피난 지역의 추계인구(2010년 국세조사 기준)를 지진 이전인 2011년 3월 1일과 비교하였다.
아오모리현, 이와테현, 미야기현, 후쿠시마현은 2018년 10월 1일 기준 추계인구를 기준으로 작성하였다. 하지만 2015년 인구 조사 실시 시점에서 행정구역 전체 지역이 원자력 사고로 인한 피난지시구역으로 정해져 있는 나미에정, 후타바정, 오쿠마정, 도미오카정, 이타테촌, 가쓰라오촌 및 2015년 9월 4일까지 전체 구역이 피난지정지역이었던 나라하정 같은 경우에는 후쿠시마현의 최신추계인구에 발표되지 않았으므로 2015년 10월 1일 기준 국세조사속보치에 따른 값을 대신 사용한다.
| 현         | 시정촌                    | 위치 좌표                                                                 | 지진 이전 추계인구 (명) | 최신 추계인구 (명) | 증감 비율 (%) |
| ---------- | ------------------------- | ------------------------------------------------------------------------- | ----------------------- | ------------------ | ------------- |
| 아오모리현 |                           |                                                                           | 1,369,747               | 1,262,823          | -7.81         |
| 아오모리현 | 하치노헤시                | 북위 40° 30′ 44.2″ 동경 141° 29′ 18.2″ / 북위 40.512278° 동경 141.488389° | 237,205                 | 225,463            | -4.95         |
| 아오모리현 | 산노헤군 하시카미정       | 북위 40° 27′ 8.9″ 동경 141° 37′ 15″ / 북위 40.452472° 동경 141.62083°     | 14,655                  | 13,625             | -7.03         |
| 이와테현   |                           |                                                                           | 1,326,643               | 1,229,432          | -7.33         |
| 이와테현   | 구노헤군 히로노정         | 북위 40° 17′ 3.3″ 동경 141° 37′ 29.4″ / 북위 40.284250° 동경 141.624833°  | 17,775                  | 15,398             | -13.37        |
| 이와테현   | 구지시                    | 북위 40° 11′ 25.8″ 동경 141° 46′ 32.1″ / 북위 40.190500° 동경 141.775583° | 36,789                  | 33,607             | -8.65         |
| 이와테현   | 구노헤군 노다촌           | 북위 40° 6′ 36.9″ 동경 141° 49′ 3.6″ / 북위 40.110250° 동경 141.817667°   | 4,606                   | 3,909              | -15.13        |
| 이와테현   | 시모헤이군 후다이촌       | 북위 40° 0′ 18.6″ 동경 141° 53′ 9.2″ / 북위 40.005167° 동경 141.885889°   | 3,065                   | 2,602              | -15.11        |
| 이와테현   | 시모헤이군 다노하타촌     | 북위 39° 55′ 49.6″ 동경 141° 53′ 19.9″ / 북위 39.930444° 동경 141.888861° | 3,838                   | 3,182              | -17.09        |
| 이와테현   | 시모헤이군 이와이즈미정   | 북위 39° 50′ 35.6″ 동경 141° 47′ 47.2″ / 북위 39.843222° 동경 141.796444° | 10,708                  | 9,010              | -15.86        |
| 이와테현   | 미야코시                  | 북위 39° 38′ 29.1″ 동경 141° 57′ 25.7″ / 북위 39.641417° 동경 141.957139° | 59,229                  | 52,782             | -10.88        |
| 이와테현   | 시모헤이군 야마다정       | 북위 39° 28′ 3.5″ 동경 141° 56′ 56.2″ / 북위 39.467639° 동경 141.948944°  | 18,506                  | 14,765             | -20.22        |
| 이와테현   | 가미헤이군 오쓰치정       | 북위 39° 21′ 35.5″ 동경 141° 54′ 24″ / 북위 39.359861° 동경 141.90667°    | 15,222                  | 11,106             | -27.04        |
| 이와테현   | 가마이시시                | 북위 39° 16′ 32.9″ 동경 141° 53′ 8.4″ / 북위 39.275806° 동경 141.885667°  | 39,399                  | 34,289             | -12.97        |
| 이와테현   | 오후나토시                | 북위 39° 4′ 54.8″ 동경 141° 42′ 30.7″ / 북위 39.081889° 동경 141.708528°  | 40,579                  | 35,666             | -12.11        |
| 이와테현   | 리쿠젠타카타시            | 북위 39° 0′ 54.4″ 동경 141° 37′ 46.1″ / 북위 39.015111° 동경 141.629472°  | 23,221                  | 18,567             | -20.04        |
| 미야기현   |                           |                                                                           | 2,346,853               | 2,305,596          | -1.76         |
| 미야기현   | 게센누마시                | 북위 38° 54′ 29″ 동경 141° 34′ 11.9″ / 북위 38.90806° 동경 141.569972°    | 73,154                  | 61,112             | -16.46        |
| 미야기현   | 모토요시군 미나미산리쿠정 | 북위 38° 40′ 38.4″ 동경 141° 26′ 46.8″ / 북위 38.677333° 동경 141.446333° | 17,378                  | 11,259             | -35.21        |
| 미야기현   | 오시카군 오나가와정       | 북위 38° 26′ 43.6″ 동경 141° 26′ 39.8″ / 북위 38.445444° 동경 141.444389° | 9,932                   | 5,870              | -40.90        |
| 미야기현   | 이시노마키시              | 북위 38° 26′ 3.5″ 동경 141° 18′ 9.6″ / 북위 38.434306° 동경 141.302667°   | 160,394                 | 141,725            | -11.64        |
| 미야기현   | 히가시마쓰시마시          | 북위 38° 25′ 34.2″ 동경 141° 12′ 36.8″ / 북위 38.426167° 동경 141.210222° | 42,840                  | 39,236             | -8.41         |
| 미야기현   | 미야기군 마쓰시마정       | 북위 38° 22′ 48.4″ 동경 141° 4′ 2″ / 북위 38.380111° 동경 141.06722°      | 15,014                  | 13,553             | -9.73         |
| 미야기현   | 미야기군 리후정           | 북위 38° 19′ 48.9″ 동경 140° 58′ 32.8″ / 북위 38.330250° 동경 140.975778° | 34,279                  | 35,530             | +3.65         |
| 미야기현   | 시오가마시                | 북위 38° 18′ 51.7″ 동경 141° 1′ 19.3″ / 북위 38.314361° 동경 141.022028°  | 56,221                  | 52,662             | -6.33         |
| 미야기현   | 미야기군 시치가하마정     | 북위 38° 18′ 16.6″ 동경 141° 3′ 33″ / 북위 38.304611° 동경 141.05917°     | 20,353                  | 18,120             | -10.97        |
| 미야기현   | 다가조시                  | 북위 38° 17′ 37.8″ 동경 141° 0′ 15.2″ / 북위 38.293833° 동경 141.004222°  | 62,990                  | 62,435             | -0.88         |
| 미야기현   | 센다이시                  | 북위 38° 16′ 5.5″ 동경 140° 52′ 9.8″ / 북위 38.268194° 동경 140.869389°   | 1,046,737               | 1,089,372          | +4.07         |
| 미야기현   | 센다이시 미야기노구       | 북위 38° 15′ 58.3″ 동경 140° 54′ 35.7″ / 북위 38.266194° 동경 140.909917° | 190,806                 | 196,409            | +2.94         |
| 미야기현   | 센다이시 와카바야시구     | 북위 38° 14′ 39.2″ 동경 140° 54′ 2.7″ / 북위 38.244222° 동경 140.900750°  | 132,159                 | 138,102            | +4.50         |
| 미야기현   | 나토리시                  | 북위 38° 10′ 17.4″ 동경 140° 53′ 30.5″ / 북위 38.171500° 동경 140.891806° | 73,603                  | 78,676             | +6.89         |
| 미야기현   | 이와누마시                | 북위 38° 6′ 15.4″ 동경 140° 52′ 12.5″ / 북위 38.104278° 동경 140.870139°  | 44,160                  | 44,523             | +0.82         |
| 미야기현   | 와타리군 와타리정         | 북위 38° 2′ 15.9″ 동경 140° 51′ 9.1″ / 북위 38.037750° 동경 140.852528°   | 34,795                  | 33,026             | -5.08         |
| 미야기현   | 와타리군 야마모토정       | 북위 37° 57′ 42″ 동경 140° 52′ 40.1″ / 북위 37.96167° 동경 140.877806°    | 16,608                  | 11,912             | -28.28        |
| 후쿠시마현 |                           |                                                                           | 2,024,401               | 1,848,257          | -8.70         |
| 후쿠시마현 | 소마군 신치정             | 북위 37° 52′ 34.8″ 동경 140° 55′ 10.5″ / 북위 37.876333° 동경 140.919583° | 8,178                   | 8,156              | -0.27         |
| 후쿠시마현 | 소마시                    | 북위 37° 47′ 47.9″ 동경 140° 55′ 10.6″ / 북위 37.796639° 동경 140.919611° | 37,721                  | 37,602             | -0.32         |
| 후쿠시마현 | 미나미소마시              | 북위 37° 38′ 31.6″ 동경 140° 57′ 26.2″ / 북위 37.642111° 동경 140.957278° | 70,752                  | 53,775             | -24.00        |
| 후쿠시마현 | 소마군 이타테촌           | 북위 37° 40′ 44.4″ 동경 140° 44′ 6.8″ / 북위 37.679000° 동경 140.735222°  | 6,132                   | 0                  | -100.00       |
| 후쿠시마현 | 후타바군 가쓰라오촌       | 북위 37° 30′ 12.7″ 동경 140° 45′ 51.5″ / 북위 37.503528° 동경 140.764306° | 1,524                   | 0                  | -100.00       |
| 후쿠시마현 | 후타바군 나미에정         | 북위 37° 29′ 40.5″ 동경 141° 0′ 2.3″ / 북위 37.494583° 동경 141.000639°   | 20,854                  | 0                  | -100.00       |
| 후쿠시마현 | 후타바군 후타바정         | 북위 37° 26′ 56.8″ 동경 141° 0′ 44.1″ / 북위 37.449111° 동경 141.012250°  | 6,891                   | 0                  | -100.00       |
| 후쿠시마현 | 후타바군 오쿠마정         | 북위 37° 24′ 15.9″ 동경 140° 59′ 0.2″ / 북위 37.404417° 동경 140.983389°  | 11,570                  | 0                  | -100.00       |
| 후쿠시마현 | 후타바군 도미오카정       | 북위 37° 20′ 43.4″ 동경 141° 0′ 31.6″ / 북위 37.345389° 동경 141.008778°  | 15,959                  | 0                  | -100.00       |
| 후쿠시마현 | 후타바군 나라하정         | 북위 37° 16′ 57.3″ 동경 140° 59′ 36.4″ / 북위 37.282583° 동경 140.993444° | 7,676                   | 0                  | -100.00       |
| 후쿠시마현 | 후타바군 히로노정         | 북위 37° 12′ 52.4″ 동경 140° 59′ 40″ / 북위 37.214556° 동경 140.99444°    | 5,386                   | 3,991              | -25.90        |
| 후쿠시마현 | 이와키시                  | 북위 37° 3′ 1.5″ 동경 140° 53′ 15.6″ / 북위 37.050417° 동경 140.887667°   | 341,463                 | 340,838            | -0.18         |

### 경제
3월 11일 동일본 대지진은 도쿄 증권거래소 폐장을 14분 앞두고 일어났다. 주식 시장은 매도 주문이 쇄도하여 지진 직전 10,350엔이었던 닛케이 평균 주가지수는 전날보다 약 180엔 하락한 저가인 10,254엔 43센으로 마감하였다. 주말이 지나 월요일인 3월 14일 도쿄 증권거래소는 오전 9시부터 정상적으로 개장했으나 개장 직후부터 매도세가 잇달았다. 닛케이 평균의 시작가는 전날보다 240엔 떨어진 10,044엔 17센으로 시작하여 여러 종목에 매도 주문이 계속되자 낙폭은 점점 커져 종가는 633엔 94센 하락(6.18% 폭락)해 1만엔 선 밑으로 붕괴된 9620엔 49센으로 폐장하였다. 다음 날인 15일에는 후쿠시마 제1원전 4호기가 폭발해 화염에 휩싸여 방사는 오염이 광범위해진다는 소식이 퍼짐에 따라 덩달아 닛케이 지수도 폭락해 일시적으로 1,392엔 폭락한 8,227엔 63센까지 내려갔으며 결국 1,015엔 폭락한 8,605엔 15센으로 마감하여 9천엔 대도 뚫려버렸다. 3월 15일의 이 폭락은 -10.55% 폭락으로 닛케이 지수 역사상 3번째로 큰 일일 낙폭으로 기록되었다. 지진 전과 비교하여 단 3영업일만에 2,361엔 87센(22.3% 하락) 하락하였다. 다음 날인 16일에는 3영업일 동안 폭락한 것에 대한 반발로 488엔 상승한 9,093엔으로 마감하였다.
지진 당일 엔화 환율은 달러당 82엔 70센대에서 83엔 20센대로 하락하고, 엔 대 유로 환율은 유로당 114엔 30센에서 115엔까지 하락하는 등 지진의 피해 영향을 받았다. 하지만 부흥 자금 조달을 위해 엔화 가치가 높아질 것이란 전망이 잇다르면서 엔고 현상으로 바뀌어 엔화 환율은 3월 17일 1달러 당 76엔을 찍어 제2차 세계 대전 이후 최고치를 기록하였다. 하지만 일본은행이 G7과의 합의를 통해 협조개입으로 시장 안정화를 도모하면서 3월 20일에는 엔화가 80엔대를 회복하며 엔고에 제동이 걸렸다. 또한 원자력 사고에 대해 대응이 진전된다는 소식으로 일본 내 주가도 반등하여 3월 22일에는 닛케이 지수가 9,600엔 대를 회복하였다.
이에도 불구하고 세계은행이 지진 피해 추정액을 최대 2,350억 달러(약 19조 엔)으로, 일본 정부가 16-25조 엔으로 추정 피해액을 발표하였고 전국 기업 단기 경제 관측 조사와 경기동향지수 발표에서도 체감 경기가 크게 악화되었다는 소식이 전해졌다. 공장이 지진 피해를 입고 물류 대란으로 부품을 공급받지 못해 생산 중단으로 특정 제품의 품귀 현상이 일어나기도 했다. 반면, 지진재해 특수나 '부흥특수' 등으로 일부 산업에선 경기가 좋아지는 현상도 보였다. 다만 2011년 말 기준 지진으로 인한 추정실업자가 12만명이나 되는 등 지진 피해 지역을 중심으로 경제에 미치는 악영향은 오래 지속되었다.
지진 피해 복구를 위한 부흥비용은 2011년 7월 시점 10년간 23조 엔을 투입할 것으로 추정되며 이를 위해 부흥 채권 등도 보전되고 있다.

### 지진의 혼란과 문제 행위

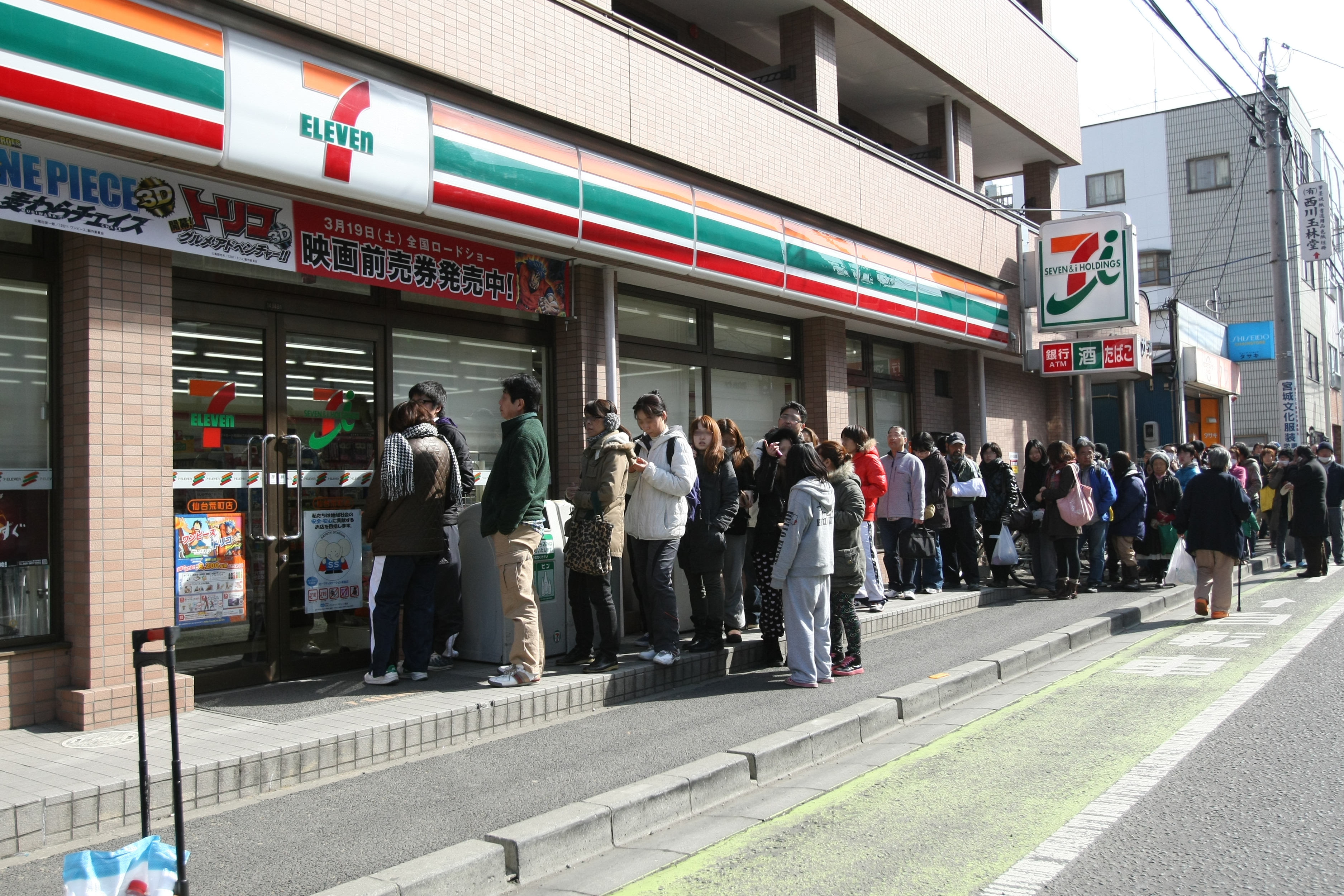
식료품과 전지를 사기 위해 편의점에 몰려들어 줄을 서고 있는 시민들.(2011년 3월 13일, 미야기현 센다이시 와카바야시구 아라마치)

지진 직후 큰 약탈이나 폭동 행위 없이 안정적으로 행정이 유지되었으나 일부 지진 재해에 편승해 여러 범죄 행위가 일어나기도 했다. 또한 일본 수도권 지역을 중심으로 불안을 느낀 시민들이 생활 물자를 비축하기 위해 사재기 하는 움직임을 보여 물류 과정의 복구 이후에도 각 소매점에서는 물건 품귀 현상을 빚었으며 이 현상은 지진의 영향이 없었던 곳으로도 확대되었다. 지진 재해 이외에도 도호쿠 지방의 전력 부족 현상으로 NY지는 일본 전체가 과도한 자숙 현상에 빠져 일본 내 경제에도 악형향을 미쳤다는 분석을 내놓았다.
범법 행위
미야기현에서는 쓰나미로 큰 피해를 입은 센다이시 동부나 다가조시, 이시노마키시 등지의 직원이 없는 상점이나 주택, 주유소, 자동차 등의 가솔린을 노린 절도 사건이 잇달아 일어나 지진 발생 후 26일까지 절도 피해액이 1억 엔에 달했다. 또한 일본 전국적으로 모금 운동이 진행되는 사이 모금 사기가 일어나기도 했다.
일본 경찰청은 이와테현, 미야기현, 후쿠시마현 3개 현에서 3월 11일부터 6월 말까지 일어난 ATM 현금 절도 사건은 총 56건, 피해액은 6억 8,400만엔에 달했다고 발표했다. 이 중 34건이 후쿠시마현에서 일어났으며 대부분이 후쿠시마 원전 20km 내에서 일어난 범행이었다. 2-30km 사이 피난권고지역도 주민 대부분이 피난을 가 절도 및 도난 피해가 있었다. 당시에는 원전 반경 20km 내 출입이 금지되어 있었기 때문에 수 개월 후 순차적으로 시작된 일시귀가조치 이후 도난 피해가 확인되었다.
반려동물 방치 행위
후쿠시마현을 중심으로 피난소 내에서 주인이 반려동물과 같이 들어갈 수 없는 일이 일어나거나, 지진 재해로 주인이 사망하고 나서 보호인이 없어진 반려동물들이 야생화가 되는 일이 빈발했다.
석유제품 공급난
JX센다이정유 및 도쿄만의 각종 석유시설이 정유소의 가동 중단에 따른 공급 부족 및 지진/쓰나미로 인한 시설 파괴 등으로 인해 작동불능이 되어 휘발유, 등유, 경유 등의 공급이 지체되는 일이 일어났다. 이에 일본 정부는 서일본 지역의 민간비축의무재고 70일분 중 45일분만 남긴 나머지 석유재고를 동원하여 정유가동률을 높여 증산시킴과 동시에, 재해지역 내의 거점주유소(SS)를 지정하여 가솔린 공급이 이루어졌다. 하지만 이 때문에 일반 주유소는 가솔린을 제대로 공급받지 못해 주유량 제한이 이뤄졌다. 이러한 석유제품 공급난은 3월 21일부터 서일본 지역에서 탱크로리 300대를 추가 투입하고 정유소/석유저장소가 재가동되며 점차 해소되었다.
건강 악화
2013년 도쿄 대학의 연구진들은 동일본 대지진 이후 컨디션이 급격하게 나빠짐을 호소하고 있는 사람들이 급증하는 현상에 대해 젊은 층을 중심으로 연구하였는데 이 빈도는 흔들림을 느낀 여진 횟수가 많은 지역일수록 더 높아졌고, 본진의 진도나 공간방사선률, 후쿠시마 제1 원자력 발전소와의 거리와는 상관이 없다는 것이 밝혀졌다.
2014년 1월 26일, 일본 후생노동성은 이와테현, 미야기현, 후쿠시마현 3개 현에 당시 보육원에 있던 아동을 대상으로 아동 행동 평가척도(CBCL)을 이용한 조사 결과 아동의 25.9%가 정신적 문제에 대한 의학적 치료가 필요한 상황인 것으로 알려졌다. 또한 조사 대상의 아동 중 43.9%가 쓰나미를 목격했었다고 보고했다.
이중대출 문제

### 재판
지진으로 인해 도쿄도 나카노구 폭력단 조직원 살해 사건의 재판이 중단되는 일이 발생했다.

### 시험 및 고시

#### 고/대입시험
미야기현 교육위원회는 3월 14일부터 18일까지 일시 휴교하며, 15일로 예정되어 있던 고등학교 일반입학시험 합격자 발표도 3월 22일 이후로 연기하기로 결정하였다.
지진 발생 직후인 2011년 3월 12-13일에 국공립 대학 입학시험 후기일정이 잡혀 있었으나 12일 지진 피해 지역에 있던 32개 대학교(사립 대학 포함)의 대입 시험이 중단되었다. 국립대학 36개, 공립대학 15개, 사립대학 7개가 3월 12일 예정되어 있던 시험기간을 늦추거나 지진 피해를 입은 수험생들에게 개별 대응을 시작했으며 긴급하게 추가시험을 편성한 학교도 있다. 일본 문부과학성은 3월 12일 국공립 대학 입학 후기 일정 응시자가 전년 대비 20,604명 감소한 65,667명이라고 집계했으며, 대부분은 지진의 여파로 응시하지 못한 것이라고 발표했다. 같은 날 도호쿠 지방에서 정상적으로 시험이 열린 곳은 아키타 대학, 아키타 현립대학 2곳뿐이었다. 다음 날인 13일에도 6개 대학에서 시험을 중단하였고 5곳에서는 시험을 연기하거나 참여가 불가능한 학생에 대해서 개별 대응을 하였다.
또한 지진 피해로 거주지 파괴에 따라 학비를 면제해 주거나, 대학 건물이 지진 피해를 입어 개학식을 5월로 연기한 학교도 여럿 나타나고 있다.

#### 자격 시험
지진 이틀 뒤인 3월 13일 열릴 예정이었던 제161회 TOEIC 시험이 지진의 영향으로 시험장 확보가 불가능해지는 등 여러 가지 이유로 일본 전국 277개 시험장에서 시험이 중단되었다. 이에 영향을 받은 시험 예정 인원수는 약 16만명이었다.
4월 17일 열릴 예정이었던 2011년 춘계 정보 처리 기술자 시험도 지진의 영향으로 시험이 연기되었다. 연기된 시험은 6월 27일, 7월 10일 "2011년 특별 정보 처리 기술자 시험"으로 대체 시행되었다.

#### 취업 활동
대기업을 중심으로 2012년 봄 입사 예정 학생들을 대상으로 한 채용 활동 시작 시기를 늦추러는 움직임이 있었다. 또한 지진의 영향으로 도호쿠 지방을 중심으로 내정 취소 및 채용 중단 등의 일이 일어나 일본 후생노동성은 집중 지원도 검토하였다.

### 행사 및 스포츠
요코하마 스타디움에서 열리고 있던 요코하마 베이스타스와 도쿄 야쿠르트 스왈로스의 야구 경기가 즉각 중단되었으며, 경기장의 조명이 흔들렸다. 일본 프로 야구 경기를 비롯해 3월 12일과 3월 13일에 치러질 예정이던 J리그 경기가 연기되는 등 일본의 모든 프로 스포츠 경기가 중단되거나 연기되었다.
도쿄 고라쿠엔 홀에서도 천장과 건물이 피해를 입은 것이 확인되어 도쿄 돔의 요청으로 11일 이후로 예정되어 있던 복싱 대회와 13일의 여자 프로레슬링, OZ 아카데미 고라쿠엔 대회의 개최가 중지되었다.
지진으로 인해 11일로 예정되어 있던 음악회 및 연극 등의 예능 공연도 모두 중지되었다. 또한 여진이 계속되는 관계로 12일의 공연도 중지하는 공연도 많았다. 제국 극장에서 이루어지고 있던 무대 《Endless SHOCK》는 막간의 휴식 시간에 지진이 일어 제2부의 공연을 중단하였으며, 관객을 고쿄마에 광장으로 대피시켰다. 또한 일본 무도관에서 3월 11일 ~ 12일에 이루어질 예정이었던 콘서트도 관객의 안전을 고려하여 연기했다. 그 밖에 3월 12일에 전 구간이 개통되는 규슈 신칸센 (하카타역 ~ 가고시마 중앙역)의 기념 행사도 “지진 피해자의 심정을 배려”하는 차원에서 취소되었다.
지진의 영향으로 일본 축구 국가대표팀의 몬테네그로와의 평가전이 취소되었으며, 이때문에 몬테네그로 팀이 극동 방문 일정 자체를 취소하면서 대한민국 축구 국가대표팀과의 평가전도 덩달아 무산되었다. 7월에 예정으로 잡혀있던 일본 축구 국가대표팀의 코파 아메리카 축구 대회 출전도 취소되었다.

## 보도

### 텔레비전 및 라디오
지진으로 도호쿠 및 간토 지방을 중심으로 대규모 정전이 발생했으나 정전 와중에도 방송국은 자가 발전을 통해 방송을 계속했다. 하지만 도호쿠 지방의 정전 복구가 늦어지면서 발전기의 연료가 떨어진 일부 방송국은 방송을 중단하는 일이 일어났다. 주요 방송국 중에서도 TBC 라디오와 히가시닛폰 방송은 모국이 일시적으로 방송을 중단한 사이에 복구 작업을 하였다. 방송사 중계국도 지진 피해를 입어 3월 15일까지 TV 방송 63개국, 라디오 2개국이 방송을 중단하는 피해가 있었다.
간토 지역의 텔레비전 및 라디오 방송국은 지진 직후 임시 뉴스를 편성했다. 대부분의 방송사가 이튿날인 3월 13일까지 긴급 속보 특별 편성을 진행했다. 편성표대로 있던 보도 프로그램들도 특별보도를 내걸고 특별보도 프로그램처럼 진행하는 등 임시 편성으로 진행하였다. 지진 3일 후인 3월 14일부터 지상파 텔레비전 방송 주요국은 임시 편성을 완화하고 일부 정보 프로그램과 뉴스만 놔둔 채 정규편성을 재개했으나 방송시간이 확대된 스페셜 에디션 및 긴급보도편성을 조합한 구성의 프로그램이 주로 방영되었으며 텔레비전 드라마, 애니메이션, 버라이어티 쇼, 영화 등 정규편성 대부분이 방송을 중지하거나 연기하였으며 15일 서부터 순차적으로 버라이어티 쇼, 영화, 드라마 등의 정규편성이 시작되었다.
3월 11일 지진 이후 각 방송사에서는 텔레비전 광고 송출이 장기간 중단되었다. 테레비 아사히는 약 74시간, TBS는 약 62시간, 닛폰 테레비와 후지 TV는 약 61시간 동안 텔레비전 광고가 아에 송출되지 않았으며 일본 CM종합연구소에서는 도쿄 내 민영 방송사만 따질 시 3월 11일 14시 50분 닛폰 테레비에서 광고가 방송된 것을 마지막으로 다음 날인 3월 12일 23시 56분 테레비 도쿄에서 광고가 송출될 때까지 약 33시간 동안 일본 내에 텔레비전 광고 송출이 없었다고 밝혔다.
광고 송출이 다시 시작된 이후에도 많은 기업들이 지진 피해를 고려하여 광고 출연을 자제했기 때문에 빈 광고 시간 대부분을 AC 재팬 공익광고협의회의 공익광고 4종류로만 방영되는 상황이 일어났다. 이 대량의 광고 방송으로 시청자들로부터 AC 재팬에 문의 및 불만이 쇄도하기도 하였고 반대로 일본 CM 호감도 랭킹에서 AC 재팬 광고가 선두를 차지하기도 했다. 이런 광고 자제 현상은 일본 내에서는 지진 이후 생긴 "자숙 분위기"(自粛ムード) 중 하나이나 일본 외 해외에서는 특이 현상으로 지적하는 예도 많았다.
이와테현, 아키타현, 미야기현, 후쿠시마현, 이바라키현에서는 기존 지역 방송국이 임시재해방송으로 출력을 높여 방송하거나 지역 자치단체가 재해FM 방송국을 개설하였다. 그 외에도 간토에 있는 5개 방송국이 최초로 협력해 라디오 재해 정보 교차로를 개설했으며 3월 17일 17시부터 인터넷 동시 송출 서비스인 radiko가 지역제한을 해제하여 일본 전역에서 간토 및 간사이 지방 13개 라디오를 들을 수 있게 되었으며, 3월 25일 10시부터는 주고쿠 지방의 6개 방송국도 추가되었다. 주고쿠 및 간사이 지방 12개국은 3월 31일까지, 간토 지방 7개국은 4월 11일까지 서비스를 하였다. 도호쿠 6개 현 및 간토 지방의 일부 민영 FM 라디오 방송국은 라디오 방송을 PC나 스마트폰으로도 들을 수 있는 서비스를 제공하기 시작했다. 민영 AM 방송국의 경우에는 지진 후 1주일동안 Ustream이나 니코니코 동화(니코니코 생방송), 방송국 웹사이트 등을 통해 동시송출을 하였다. 지진 피해 지역의 단파 지역방송국 일부는 전국방송 체제로 전환하기도 했다.
이 밖에도 아마추어 무선에서는 많은 통신사들이 연락을 하여 7.030 MHz(일본 비상용 통신주파수)로 정보를 수집하고 7.043MHz로 각자의 안부를 확인하는 등 주파수를 나눠 통신을 했으며 이를 통해 고립된 마을의 상태를 확인한 경우도 있었다.
보도 관련한 문제도 여럿 지적되었는데, 이바라키현과 지바현 지역은 지진과 쓰나미, 액상화 현상으로 광범위한 피해를 입었는데도 불구하고 지진 직후 계획정전지역에 주요 피해지역인 이바라키현 이타코시와 지바현 아사히시가 들어갔는데 재해 상황이 제대로 보도되지 않은 것이 그 원인으로 꼽혔다.
지진으로 피해 지역의 공동 안테나가 손상되고 지상파 텔레비전 방송 보급이 중단되어 이 대신 임시 위성 방송 안테나를 설치하였으며 원래 2011년 7월 24일로 예정된 디지털 방송 전환을 이와테현, 후쿠시마현, 미야기현에서는 2012년 3월 31로 연기하였다.
일본 국외에서도 여러 미디어가 동일본대지진에 대한 소식을 전했다.

### 신문

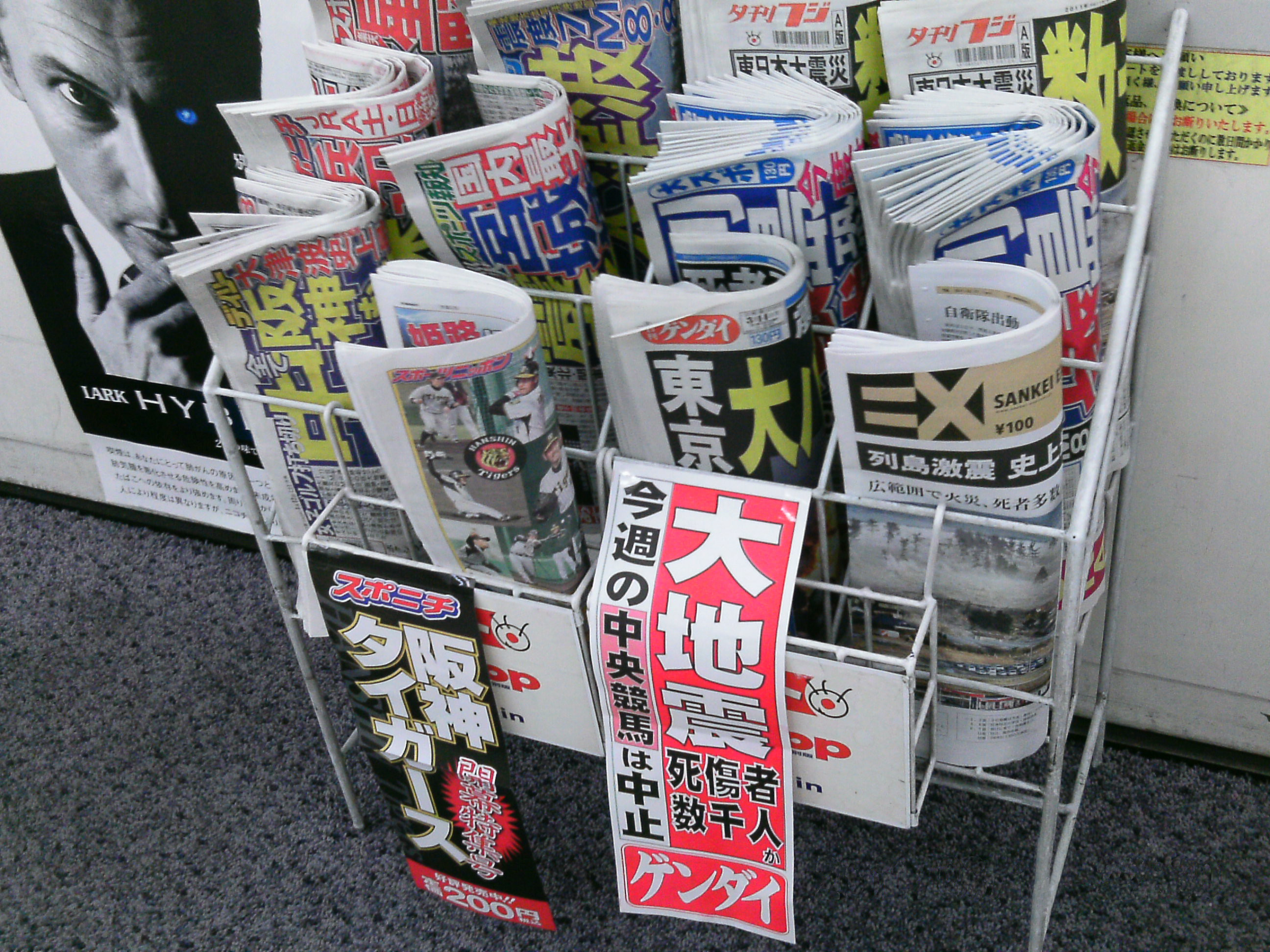
2011년 3월 12일 오사카부 오사카시, 지진을 알리는 신문.

지진 직후 전국지와 블록지, 지방지 모두 일제히 호외를 발표했다. 주니치 신문의 경우에는 3월 11일 석간호 최종판인 E판(2)에 1면 톱기사로 짧게 지진 발생 사실을 다루었다. 3월 12일에는 스포츠신문을 포함한 거의 모든 조간지가 1면부터 끝면까지 큰 제목과 사진으로 지진 상황을 전달하였다. 일요일에는 석간지가 보통 휴간하나 3월 13일 일요일 요미우리 신문과 아사히 신문은 "특별석간지"를 출간했다. 3월 12일부터는 일본의 일부 신문사가 보통은 맨 마지막 면에 실리는 방송국 편성표를 중간으로 옮기고 지진 보도를 늘린 신문사도 존재했다. 전국지의 경우에는 3월 말까지 편성표를 중간 면에 싣었다. 지진 직후 발행된 신문들은 지면 대부분이 지진 보도만 실린 것 외에도 페이지 수가 절반 가까이 줄어들었으며 신문 광고도 거의 없어졌다.
지진 피해 지역에 있던 신문사는 인근 지역의 신문사와 재해원조협정을 체결하여 신문 제작, 인쇄를 의뢰하는 식으로 발간을 계속했다. 이와테현 모리오카시에서 발간하는 이와테 일보가 가호쿠 신문을 제외한 도호쿠 지역 6개 신문사와 함께 재해상호지원협정을 체결해 자가발전기가 있는 아오모리현의 도호 일보 사에서 4개면으로 대리 간행하였다. 미야기현 센다이시에 있는 블록지인 가호쿠 신문은 면진 구조의 윤전기에서 지진 발생 당일 23시경에 2면의 호외를 발간해 각 대피소로 배달하였다. 지진 다음날에 조간신문사들이 상호지원협정을 맺어 니가타 일보에 신문 제작을 위탁하는 식으로 8면의 조간신문을 발행했다. 이를 통해 정전으로 영상으로 알려지지 않았던 해안 지역의 심각한 쓰나미 피해 내용이 널리 알려졌다. 이시노마키시의 일간지인 이시노마키 일일신문은 본사가 쓰나미로 완전히 침수되어 윤전기 및 편집작업 용 컴퓨터가 완전히 파괴되었다. 물에 잠기지 않았던 인쇄용 롤을 잘라 종이에 유성 사인펜으로 수집한 정보를 적은 대자보를 만들어 지진 다음날부터 시내 각지의 대피소에 붙이는 식으로 6일간 정보를 전달하였다. 지진 7일 후부터는 공수한 복합 인쇄기를 이용하여 인쇄신문을 배포하기 시작했고, 2주 후엔 긴급하게 복구한 윤전기로 정식 인쇄를 시작했다. 지진 당시 6일간 붙였던 대자보들은 미국 뉴스박물관인 뉴지엄에 전시되어 있다.
도호쿠 및 간토의 지진 피해 지역에선 교통시설이 파괴되거나 연료 부족 사태 등이 일어나 4-5일간 신문 배송을 하지 못하는 일이 일어났다. 이와테현 가마이시, 미야코시 등을 중심으로 발간하는 석간신문인 이와테 도카이 신문의 경우에는 쓰나미로 본사에 있던 유일한 윤전기가 침수되었고 독자들도 많은 피해를 입어 3월 29일부로 모든 직원을 해고하고 휴간하였다. 현재까지도 휴간한 채 종이신문 발간은 무기한 중지되었다. 이와 비슷하게 후쿠시마현 이와키시의 석간지인 이와키 민보, 일본공산당 기관지인 신문 아카하타 도호쿠, 미야기현 오사키시의 일간지인 오사키 타임스, 미야기현 게센누마시의 일간지인 산리쿠 신보도 며칠간 휴간하였다. 반면 이와테현 오후나토시의 일간지인 도카이 신보처럼 자가발전기로 윤전기를 돌려 임시 발행을 한 곳도 있었다.

### 출판 및 인쇄

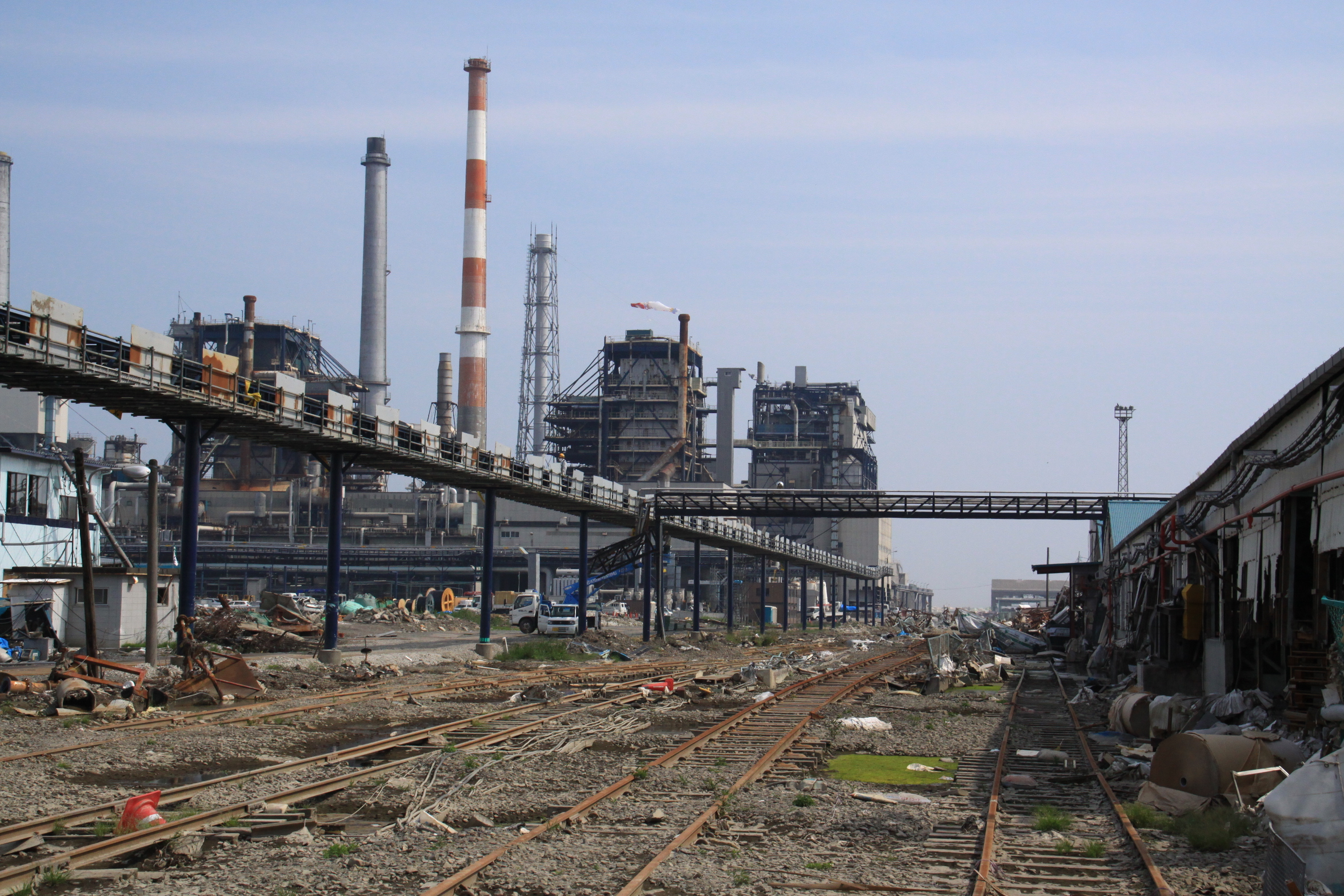
2011년 6월 27일, 쓰나미 피해를 입은 미야기현 이시노마키시의 일본제지 공장.

해안가에 있던 미야기현 이시노마키시 일본제지 공장과 하치노헤시의 미쓰바시 제지 공장이 쓰나미 피해를 입었으며 내륙의 이와누마시 일본제지 공장과 나코소의 공장은 쓰나미 영향은 받지 않았지만 태평양 연안의 일본 제지공장 생산설비 및 제품 대다수가 파괴되는 피해를 입었다. 연료 부족 사태도 겹쳐 일본 전국적으로 인쇄용지 공급이 부족해졌다. 일본잡지협회에서는 3월 18일까지 발매 중단 또는 연기를 결정한 잡지가 주간 소년 점프를 포함해 191개 지에 이른다고 발표했다. 결국 슈에이샤를 비롯한 일본 각지의 출판사들은 긴급결정을 내려 주간 소년 점프 나 주간 아스키 등 일부 잡지 최신호를 인터넷에 무료로 배포했다. 지진 후 종이 부족 사태가 계속 이어져, 일부 일본 잡지사는 페이지 수 감소나 종이재질을 바꾸는 임시 조치를 취했다. 중소 인쇄회사 중에서는 종이 부족으로 영업을 못해 단기간에 도산하는 기업도 여럿 나타났다.

### 인터넷
일본 내에서 정보제공을 위해 인터넷을 적극적으로 이용하고 있다. NHK와 민영 방송국을 비롯한 텔레비전 방송국들은 정전으로 TV를 볼 수 없는 사람들을 위해 니코니코 동화, Ustream, Yahoo! JAPAN 등 사이트에서 생방송 중계를 했다. 니코니코 동화 홈페이지에서는 NHK, 후지 테레비, TBS 뉴스버드의 허가를 받아 NHK 종합 및 NHK 월드 뉴스 등의 라이브 스트리밍하거나 자체 긴급 생방송 특별 프로그램도 송출했으며 별다른 결재 없이 이들을 볼 수 있게 풀었다. Ustream은 NHK(NHK 종합 및 NHK 월드TV), TV 아사히, TBS, 후지 테레비, TV 가나가와를 스트리밍하였고 야후 재팬에서는 NHK(NHK 종합 및 NHK 교육)을 스트리밍하였다. 인터넷으로 텔레비전 방송 생중계는 지진 발생 17분 후 일본의 한 중학생이 NHK 임시뉴스를 무단 배포한 사건에서 아이디어를 얻어 시작되었다.

## 재해 대응 활동
일본 정부는 지진 28분 후인 15시 14분 최초로 긴급재해대책본부를 설치하였다. 3월 12일 열린 각의에서 정령으로 "헤이세이 23년(2011년) 도호쿠 지방 태평양 해역 지진 등에 의한 재해(平成23年（2011年）東北地方太平洋沖地震等による災害)를 격심재해에 대처하기 위한 특별재정지원 등에 관한 법률(격심재해법)에 따른 격심재해로 지정하였고, 특정비상재해의 피해자 권리이익보전 등을 도모하기 위한 특별조치법률에 따른 특정비상재해로 지정하였다. 또한 아오모리현, 이와테현, 미야기현, 후쿠시마현, 이바라키현, 도치기현, 지바현, 도쿄도를 재해구조법에 따른 재해지역으로 두었다(각 도도부현별 시정촌을 전부 지정). 3월 22일에는 내각부가 아오모리현, 이와테현, 미야기현, 후쿠시마현, 이바라키현, 지바현을 도호쿠 지방 태평양 해역 지진 및 쓰나미의 피해에 따른 이재민생활재건지원법의 적용지역으로 두기로 하였고, 실제 적용지역은 여기에 도치기현이 추가되었다. 하지만 후쿠시마 원자력 발전소 사고에 따른 장기피난민은 이재민생활재건지원법에 따른 장기피난가구로 적용받지 못했다.

### 구조 및 지원 활동

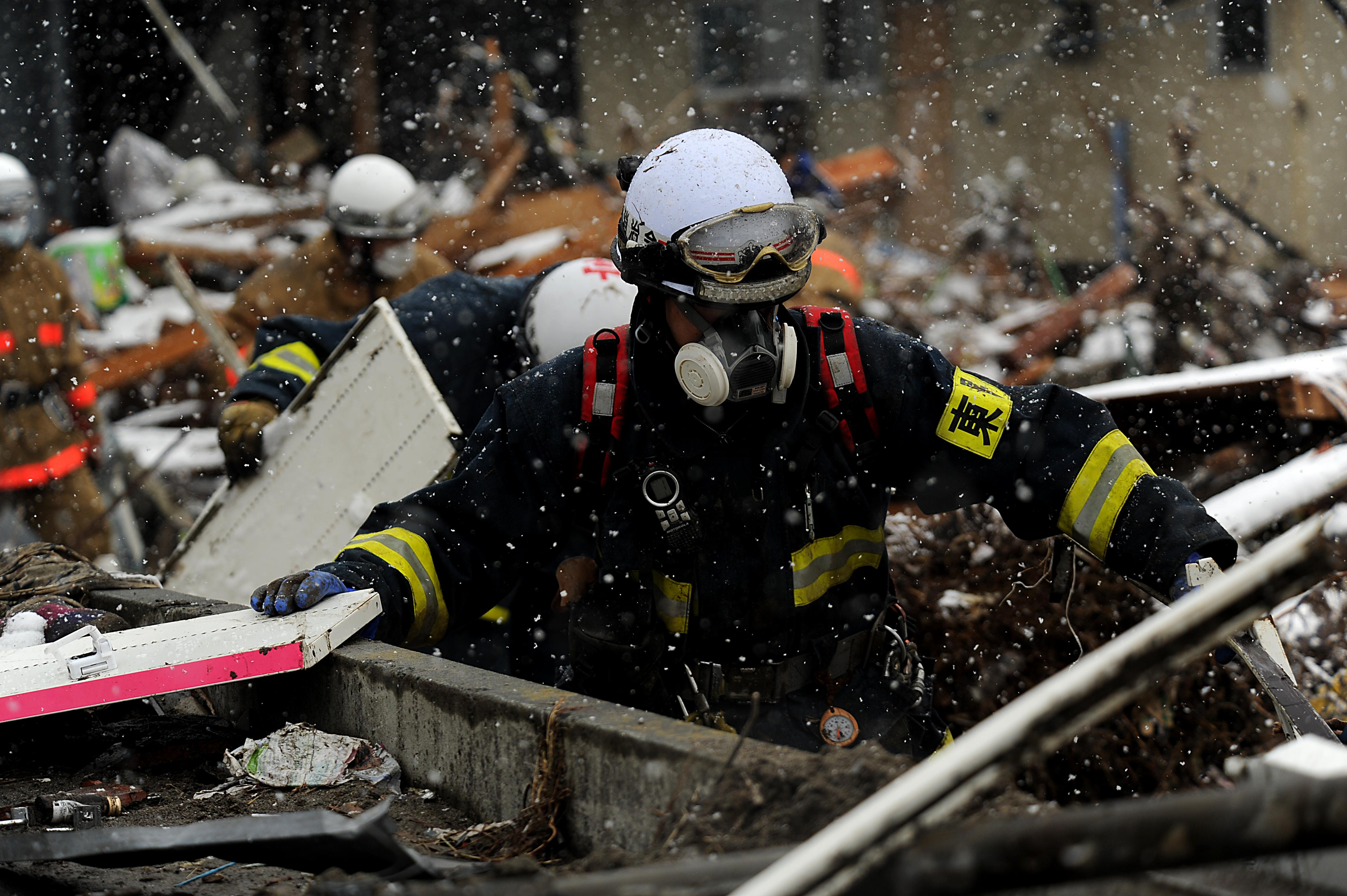
2011년 3월 17일, 미야기현 가마이시에서 생존자를 수색하는 에히메현 이마바리시 소방본부 대원.

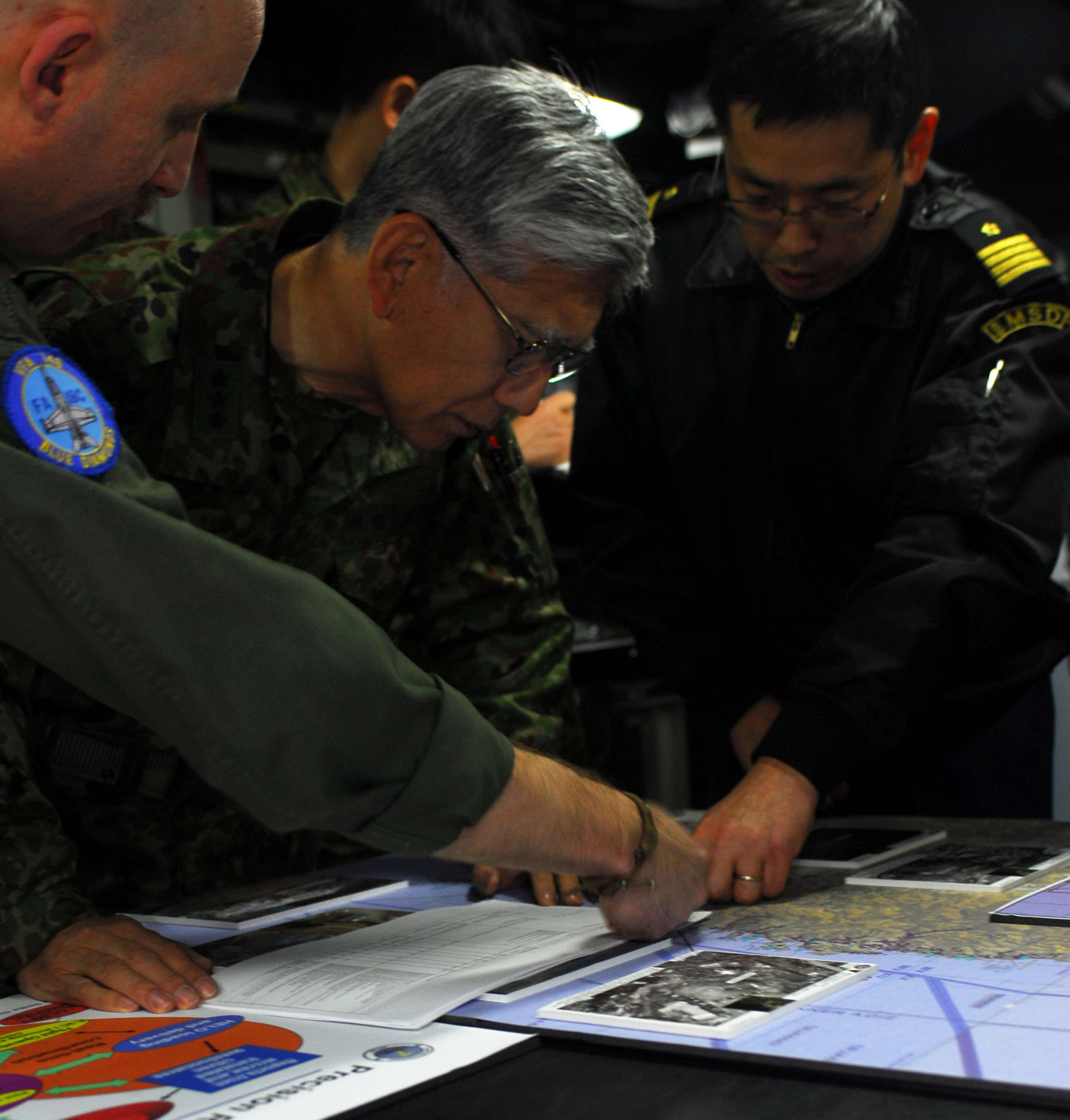
2011년 3월 31일, 미국의 항공모함 USS 로널드 레이건의 함내에서 지원 상황을 확인하는 일본 육상자위대 동북방면대 장군 기미즈카 에이지.

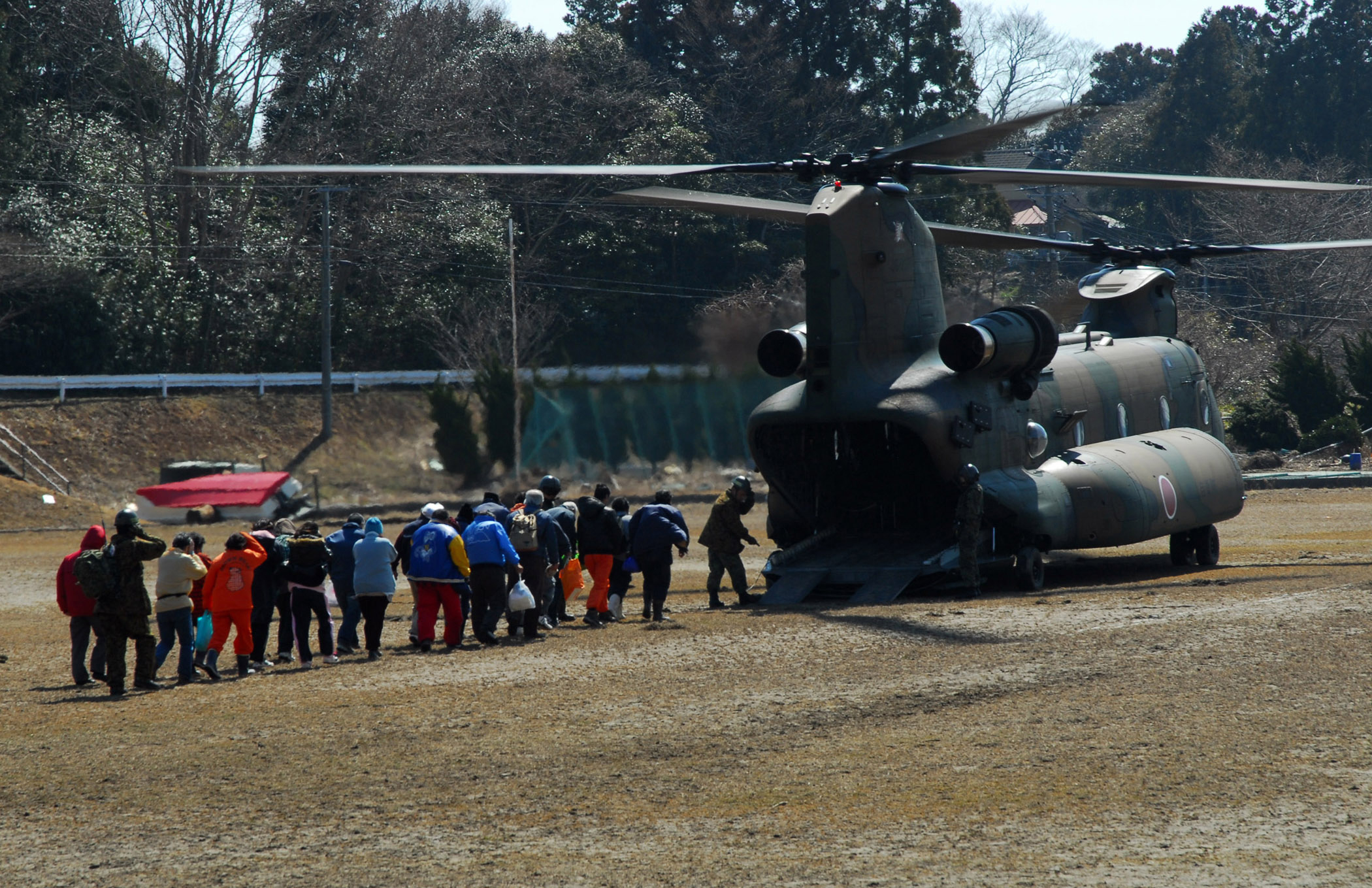
2011년 4월 1일, 미야기현 오시마섬에서 고립된 주민들을 위해 목욕지원을 하는 DDH-181 휴가에서 발진한 일본 육상자위대 헬리콥터.

지진 발생 직후 15시 14분에 설치된 일본 내각부 긴급재해대책본부는 2011년 5월 17일까지 일본 경찰청, 소방청, 해상보안청, 자위대 파견부대에게 구출된 주민이 26,708명이라고 발표했다. 기관별로는 자위대 19,286명, 소방청 5,604명, 경찰청 3,749명이었다.
또한 일본 국외 156개국 국가/지역과 41개 기관이 지원을 표명했으며 28개 국가/지역/기관에서 구조대를, 53개 국가/지역/기관에서 지원 물자를 보냈다.
피해 지역 내의 현과 시에서 물류 거점까지 배송된 식량, 연료, 물, 약품 등의 물자가 요구 지역 구석구석까지 닿지 못해 한신-아와지 대지진 발생 때와 비교해 현지에서 물자가 크게 부족했다. 피해 지역 각지의 항만이 파괴되거나 도로망이 붕괴되었고 시정촌에서 물류를 담당해야 할 사람들이 지진으로 사망하는 등의 일이 일어나 재해 지역의 대응이 힘들어졌고 수송차량의 연료가 부족하거나 피해가 광범위해 피난민이 지정대피소 외에 여러 지역으로 분산된 것 등등이 겹쳤다. 특히 연료 부족으로 자동차로 이동하기도 어령누 상태가 수 일간 계속되었다. 후쿠시마현에서는 원전 사고로 인한 방사능 노출 우려로 수송 차량이 접근하지 못해 해안지역의 물자 부족이 더 극심하였다. 오우산맥을 넘는 국도 제347호선을 비롯한 일부 도로는 동계폐쇄 상태였으나 이 정보를 모른 채 폐쇄된 도로를 지나가러다 되돌아간 경우도 있었다.
한편 로이터 지의 편집자인 펠릭스 샐먼은 일본에 의연금을 보내면 안 된다고 주장하였다. 일본은 부유국으로 수천 억 달러에 달하는 돈을 발행해 재원으로 쓸 수 있기 때문이라고 말했다. 국제적인 자금 원조는 개발도상국에 해야 하는 것이며, 대외순자산 최고액인 일본에는 국제원조모델을 적용할 필요가 없다고 말했다.

#### 구호 물자

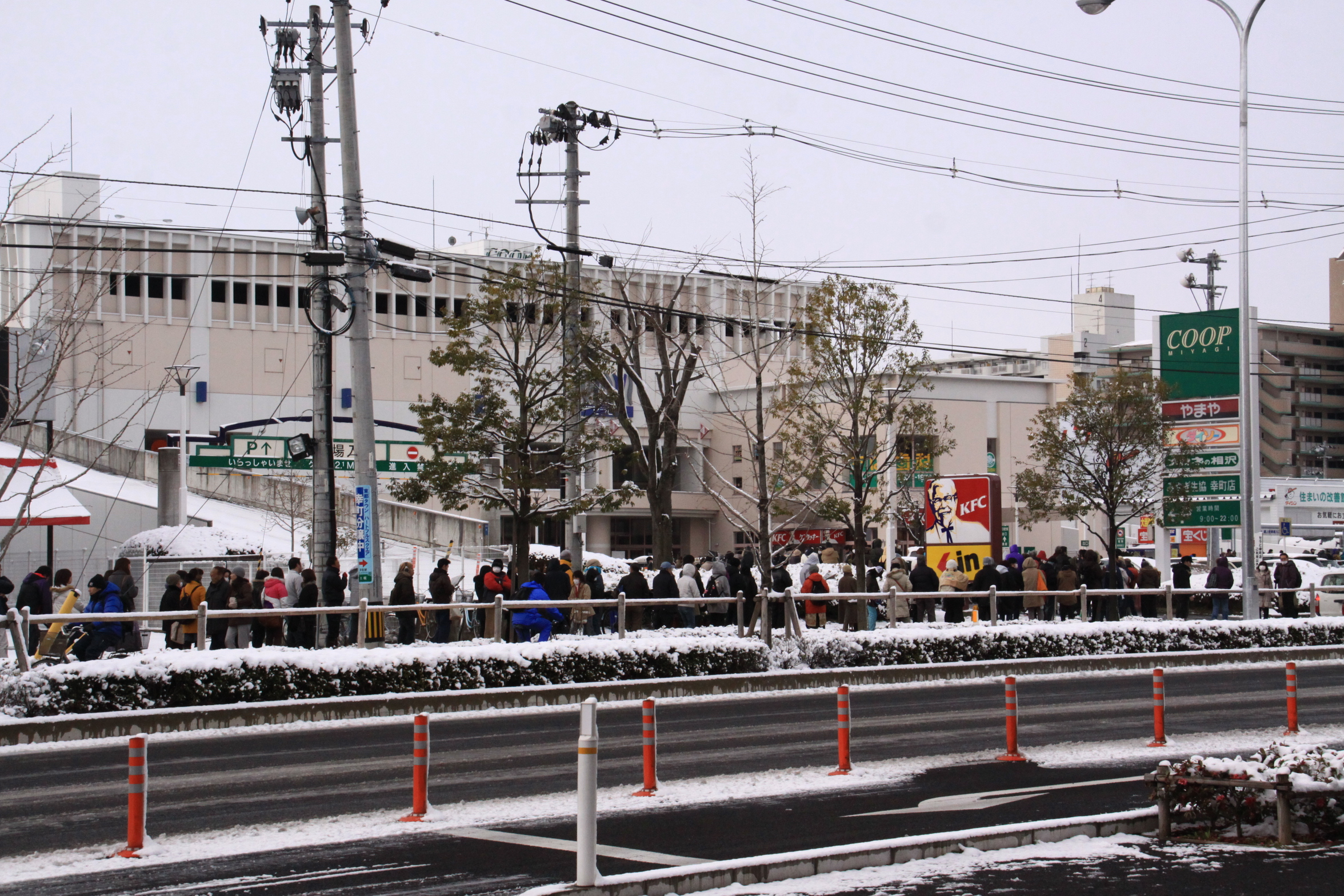
2011년 3월 18일, 미야기현 센다이시 미야기노구 앞 쇼핑센터에서 긴 줄을 늘여선 사람들.

구호 물자 조달은 일본 각 부처별로 나누어서 진행되었는데 물이나 식량은 일본 농림수산성에서, 일용품 및 연료는 일본 경제산업성에서, 의약품은 일본 후생노동성이 주도하여 각 업체로부터 조달받았고 이렇게 모은 물자를 자위대나 일본 국토교통성이 의뢰한 운송업자인 일본통운 및 전일본 트럭 협회 등이 수송하는 체제로 움직였다. 이렇게 수송된 물자는 일본 각지의 자위대 및 주일미군의 기지와 주둔지로 분배되어 항공자위대의 마쓰시마 공군기지나 미군이 복구한 센다이 공항, 후쿠시마 공항, 이와테현 하나마키 공항 등으로 공수되어 육로로 현의 1차물자직접거점으로 모여들며, 민간업자가 이를 하역, 구분, 반출하여 시정촌 2차직접소로 이동된 후 육상자위대 트럭으로 각 대피소에 물자를 보급하는 방식이다.(이와테 방식이라고 부름) 자위대 이외에도 일본 해상보안청의 순시선이나 항공기로 물자 수송이 이루어졌으며 국토교통성의 대형준설겸유회수선인 세이류마루, 가이쇼마루, 하쿠야마도 긴급수송을 했고 일본 항해훈련소 소속 연습선인 긴가마루 및 가이요마루로 의약품 등을 긴급수송하였으며 포경선 닛산마루, 일본 수산청 소속 어업단속선, 일본 수산공사 소속 조사선도 이용해서 물자를 공급하였다. 또한 3월 13일 해외 쌍끌이 어업 협회 소속 쌍끌이 어선 26척을 동원해 배에 있는 소형정을 이용하여 대형 선박이 접안할 수 없는 지역에 식량, 연료, 담요 등을 보급하였다. 전일본 해원 조합은 전세낸 200t 오징어 어선을 이용하여 하코다테항에서 미야코항, 게센누마항, 이시노마키항 등으로 물자를 보급하였다.

#### 자위대
일본 방위성은 지진 발생 4분 후인 3월 11일 14시 50분 재해대책본부를 설치하고 52분 자위함대 사령관인 구라모토 겐이치가 가용 가능한 전 함대에 대해 출항 명령을 내렸으며 14시 57분 해상자위대 오미나토 항공 기지에서 UH-60J가 발진한 것을 시작으로 육해공 자위대가 구조나 정찰을 위해 헬리콥터와 전투기 및 초계기 등을 스크램블 발진하였다. 육상자위대의 UH-1 이로쿼이가 촬영한 쓰나미가 해안을 덮치는 영상은 일본 언론사를 통해 전국으로 생중계되었다. 또한 신속하고 효과적인 구조 및 지원 활동을 진행하기 위해 3월 14일 육해공 자위대의 각 부대를 통합임무부대로 묶고 동북방면대 지휘관 기미즈카 에이지가 지휘하는 재해통합임무부대(JTF-TH)가 수립되었다. 이는 자위대 창설 이래 최대 규모의 재해파견이었다. 3월 27일 기준 106,900명(육자대 7만여명, 해공자위대 36,000명) 및 회전익기 217기, 고정익기 326기, 함선 53척이 파견되어 구조 활동을 하였다. 또한 후쿠시마 제1 원자력 발전소 사고의 대처를 위해 중앙특수무기방호대를 중심으로 한 중앙즉응집단이 전임해 재해통합임무부대와는 별도의 지휘계통으로 수습 작업을 하였다.
시간이 지날수록 피해 규모가 점차 커지자 3월 16일 방위성은 자위대 창설 이래 처음으로 즉응예비자위관 및 예비자위관의 재해긴급소집명령을 내렸다. 2011년동안 동원한 총 자위대원은 106,600명 규모였다. 육상자위대 병력 23만명의 거의 절반이 투입되었다. 재해 발생 후 2개월간은 투입 인력 10만명 체제로 복구 지원을 하였으나 2011년 5월 2일 국제적 테러조직인 알카에다의 최고 지도자인 오사마 빈 라덴이 사망하면서 일본 내 테러리즘 저지를 위해 단계적으로 재해 지역 파견 규모를 줄이기로 결정하였고 항공자위대의 경우에는 투입 규모를 절반으로 줄였다.
최대 시점에서 파견 인력은 107,000명으로 육상자위대 7만여명, 해상자위대 15,000명, 항공자위대 21,600명, 후쿠시마 제1원전 대처병력 500여명, 항공기 540기, 함선 59척 규모였다. 지진 발생 시점부터 6월 11일까지 3개월간 연인원 약 868만 7천명, 항공기 41,000기, 함선 4,100여쳑에 이렀다. 이 정도의 인력 파견으로 19,286명을 구조하였고 시신 9,487구를 수습하였다. 물자 수송은 총 11,500t, 의료진 호송 18,310명, 환자 호송 175명도 이루어졌다. 또한 이재민의 생활 지원을 위해 급수 지원 32,820t, 급식 지원 4,477,440식, 연료 지원 1,400kL가 이루어졌다. 지진 재해를 목격한 미 해병대 간부들은 만약 일본에 미국 해병대와 같은 조직 능력을 가진 단체가 있었다면 수천 명의 목숨을 구할 수 있었다고 발언하기도 했다.
재해 발생 후 총 4개월간 10만명 규모의 통합임무부대로 대민지원을 했던 방위성은 2011년 7월 1일 재해통합임무부대를 해산하였다. 남은 인원은 향후 도호쿠 지역 육상자위대 부대를 중심으로 지원활동을 계속하였다.
7월 1일 당시 방위대신이었던 기타자와 도시미가 당시 도호쿠 방면 지휘관인 기미즈카에게 재해통합임무부대 지휘관에 내리고 해산하는 명령서를 교부하였다. 재해통합임무부대 해산 후 현지에서 재해지원을 했던 이와테현의 제9사단은 7월 26일, 미야기현의 제6사단은 7월 31일 각각 지원 임무를 종료하였다. 중앙즉응집단사령관을 중심으로 후쿠시마 제1 원자력 발전소 사고를 대응하던 부대들도 2011년 12월 26일일부로 완전 철수하면서 방위성과 자위대의 모든 파견 활동이 종료되었다.

##### 자위대의 피해
육상자위대 동북방면대 관할인 다가조 주둔지와 항공자위대의 마쓰시마 기지가 지진 이후 쓰나미로 침수되어 시설과 장비에 큰 피해를 입었다. 기타 도호쿠 지방의 육해공 자위대 기지 및 주둔지도 시설과 장비가 여럿 피해를 입었다.
마쓰시마 기지에서는 주기장 및 격납고에 있던 미쓰비시 F-2 18기, T-4 연습기 4기, U-125 수색기 2기, UH-60J 구난헬기 4기 등 28기 전부가 물에 잠기는 피해를 입었다. 이 피해로 제4항공단은 구조 활동을 하기도 어려운 상황에 처했다.
또한 센다이 공항에 정비중이던 제1헬리콥터단 특별수송헬리콥터대 소속 유로콥터 EC225 1기가 쓰나미로 인한 공항 침수로 전손되는 피해를 입었다.

##### 자위대원의 재해연루사
2011년 4월 1일, 지진 발생 다음 날인 3월 12일 주둔지를 출발해 15일부터 구조 작업을 하던 육상자위대 소속 50대 조장이 사망하였다. 사인은 과로사로 추정된다고 한다. 조장이 소속되어 있던 제2특과연대 연대장은 조장의 사망에 대해 "진심으로 명복을 빌며 재해 파견 활동과 사망간의 인과관계를 조사해 원인을 규명하고 싶다"고 말했다. 4월 2일 방위성은 사망한 조장을 1일자로 준위로 특별승임시키기로 결정하였다. 또한 15일에는 도노시의 지휘소에서 운용조정을 담당하던 제9시설대대 소속 1등육조가 뇌출혈로 사망하였다. 방위성은 이 날 사망한 1등육조를 육조장으로 특별승임하였다. 1조가 소속되었던 제9시설대 대대장도 위로의 말을 전하며 건강 관리에 다시 힘쓰겠다고 말했다. 5월 27일 새벽에는 제18보통과연대 소속 3등육조가 사망하였다. 도호쿠 지방 태평양 지진으로 재해연루사한 자위대원은 총 3명이 되었다.

#### 긴급소방원조대
일본 소방청의 지시로 전국의 소방본부에서 긴급소방원조대 총 109,919명이 파견되어 5,064명을 구조하였다.
- 파견 기간 : 2011년 3월 11일-6월 6일 (88일간)
- 부대 및 대원 수 : 1도 1도 2부 40현 총 인원 30,684명(8,854대) 연인원 109,919명(31,166대)
- 활동 지역 : 이와테현, 미야기현, 후쿠시마현, 지바현
- 환동 내용 : 항공부대는 인명구조, 공중소화, 정보수집 등을, 육상부대는 소화, 구조, 구급활동 등을 수행하였다.

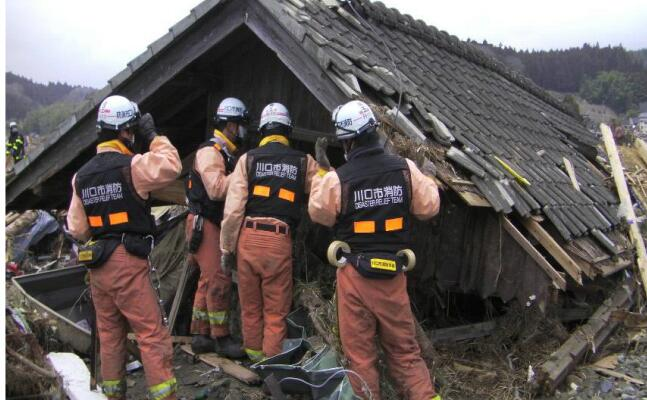
동일본대지진 피해지역에서 활동하는 사이타마현 가와구치시 소방국 구조부대.
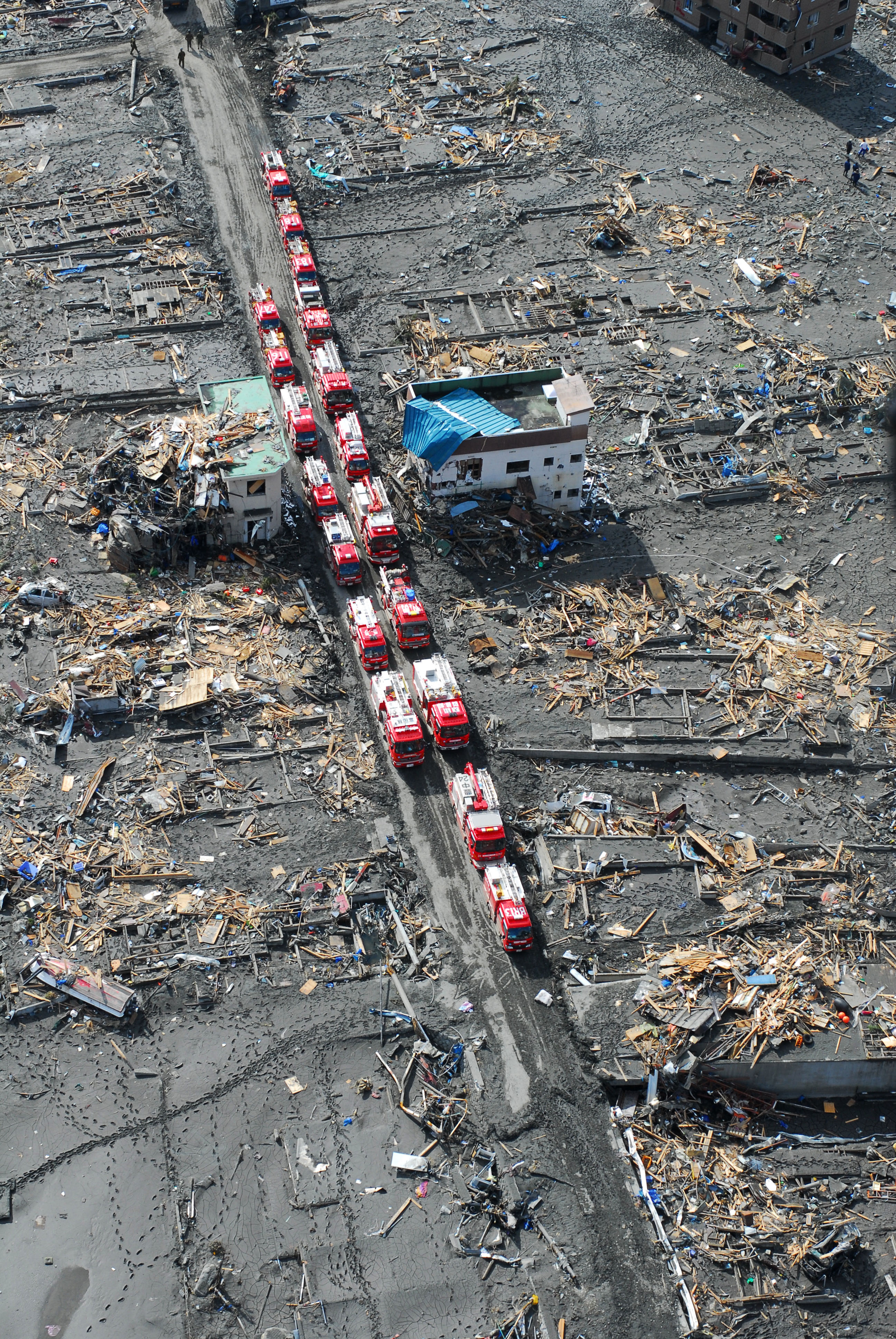
동일본대지진 피해지역에서 활동하는 오사카 소방대 차량 행렬.
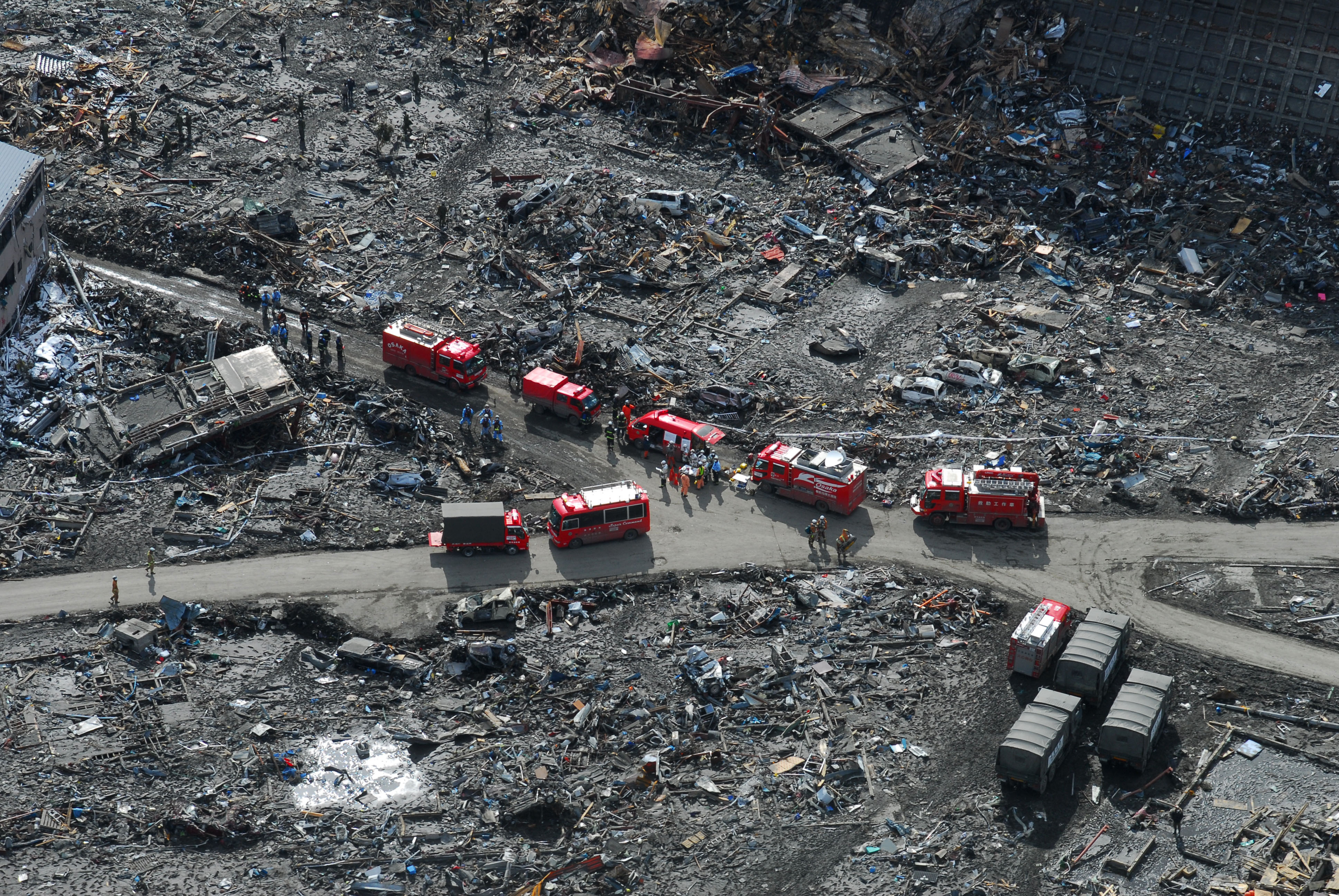
동일본대지진 피해지역에서 활동하는 긴급소방원조대 오사카부 부대.

### 정치 및 행정

#### 중앙 정부
지진 발생 당일 간 나오토 총리는 본부장을 자신으로 하는 긴급재해대책본부를 설치하였다. 이 기관은 대규모 재해가 발생했을 때 내각부 내에 설치하는 것으로 법률에 있는 임시기관이지만 설치된 예가 없었으며 동일본대지진이 일어나면서 처음으로 설치되었다.
간 제2차 개조 내각은 2011년 본예산안을 중의원 본회의에서 찬성 다수고 가결시켰으나 예산 관련 법안에 의견차가 커 여당과 야당간 대립도 격렬해졌지만 지진 발생 후에는 재난 발생 후 얼마 되지 않아 간 나오토 수상이 총리대신 관저에서 여야 당수 회담을 열고 '구국'을 위한 협력을 요청하였다. 야당도 대립하는 모습을 자제했다. 14일에는 여야 내에서 지진재해대응특별조치법의 조기성립을 합의하였다.
2011년 4월 1일 각의 결정에 따라 동일본대진재 부흥구상회의가 설치되었다. 같은 해 6월 24일에는 동일본대진재 부흥기본법이 공포, 시행되어 내각 내에 동일본대진재 부흥대책본부가 설치되었다. 7월 25일 동일본대진재 복구 및 부흥 관련 비용을 포함한 2011년 제2차 보정예산안(1조 9,988억 엔)이 통과되었다. 11월 20일 동일본대진재 관계정비 11조 7,335억 엔 등을 중심으로 한 2011년 제3차 보정예산안(12조 1,025억 엔)이 통과되었다. 12월 7일에는 동일본대진재부흥특별구역법이 통과되었다. 12월 9일에는 부흥청설치법이 통과되어 지진 재해의 부흥을 목적으로 기간을 정해 설치하는 부흥청의 소관 사무, 조직이 구체화되었다. 2012년 2월 10일에는 부흥청이 발족되었다.
2012년 1월 27일, 동일본대진재와 관한 15개 조직 중 원자력재해대책본부, 정부·도쿄전력 통합대책실, 원전사고 경재피해대응팀, 긴급재해대책본부, 이재민 생활지원팀, 관저긴급집합팀, 각 부성간 연락회의, 경제정세에 대한 검토회의, 전력수요에 대한 검토회의, 전력개혁 및 도쿄전력에 대한 각료회의 등 10개 조직이 공문서관리법에 따른 회의록을 작성하지 않았으며 이 중 5개 조직은 의사개요도 미작성했거나 일부만 작성했다는 조사 결과가 발표되었다. 노다 요시히코 총리는 당일 오전 참의원 본회의에서 "문서가 수시로 기록되지 않았던 것은 유감이다. 회의의 의사결정을 파악할 수 있는 문서 작성은 국민에 대한 설명 책임을 다하기 위해 매우 중요하다"고 말했다.

#### 각 정당의 움직임
- 민주당은 3월 11일 간사장 오카다 가쓰야를 본부장으로 하여 당 산하 "민주당 도호쿠 지방 태평양 해역 지진 대책본부"를 설치하였다.[383]
- 자유민주당은 3월 11일 총재 다니가키 사다카즈를 본부장으로 하는 "헤이세이 23년 3월 11일 지진긴급대책본부"를 설치했다.[384]
- 공명당은 3월 11일 오후 대표 야마구치 나쓰오를 총본부장으로 하는 "도호쿠 지방 태평양 해역 지진 대책본부"를 설치하였다.[385]
- 모두의 당은 대표 와타나베 요시미를 본부장으로 하는 "지진 피해 대책본부"를 설치했다고 발표했다.[386]
- 일본공산당은 위원장 시이 가즈오를 본부장으로 하는 "일본공산당 도호쿠 지방 태평양 해역 지진 대책본부"를 설치하였다.[387][388]
- 일어나라 일본은 3월 12일 대표 히라누마 다케오가 긴급기자회견을 열어 "도호쿠 지방 태평양 해역 지진 대책에 관해"라는 주제로 발표하였다.[389]
- 국민신당 및 신당일본은 공동으로 3월 11일 17시 국민신당 대표 가메이 시즈카를 본부장으로, 신당일본 대표 다나카 야스오를 본부장 대행으로 하는 "도호쿠 지방 태평양 해역 지진 대책본부"를 설치하였다.[390]
- 오키나와 사회대중당의 위원장 이토카즈 게이코는 이재민에게 조문과 위로를 전했다.[391]
- 신당대지의 대표대행인 아사노 다카히로는 3월 11일 자신의 블로그에 정부의 신속하고 정확한 대응을 요구하는 동시에 이재민에 대한 위로의 말을 올렸다.[392] 신당대지의 대표 스즈키 무네오는 당시 수감중이었다.
- 일본창신당의 당수 야마다 히로시는 3월 12일 당수 성명을 내고 이재민과 모든 국민에 대해 조의를 표했다. 또한 당으로써 이재민 지원에 전력을 다하겠다고 말했다.[393]

#### 지방 행정
이와테현 리쿠젠타카타시나 미야기현 미나미산리쿠정, 오나가와정 등 일본 각지에서 관공서와 사무소가 쓰나미로 물에 잠겨 침수되거나 손상을 입었고 이와테현 오쓰치정에서는 촌장이 사망하는 등 쓰나미 피해를 입은 도호쿠 지방 태평양 연안 지역과 원전 사고가 있던 후쿠시마현 하마도리에서는 공무원 대부분이 재해 때문에 일손 부족에 빠지거나 정사무소/의회 행정 서류가 없어지는 등 행정 기능 자체가 마비된 지자체가 생겼다.
2011년 4월 제17회 통일지방선거가 열렸지만 재해를 입은 지역은 재해지 선거연기법으로 선거가 연기되었다.
- 지바현 우라야쓰시에서는 시내의 3⁄4 정도를 차지하는 매립지에서 액상화현상으로 막대한 피해를 입었음에도 불구하고 지바현이 선거를 예정대로 실시한다고 하면서 해당 시에서는 최대 2개월간 선거를 연기해야 한다고 주장했다. 사전투표[397]를 포함한 모든 투개표 사무가 중지되면서 5월 재선거를 실시할 때까지 현의회 의원 2명이 결원된 상태로 개회하였다.[398][399][400][401][402]

또한 간접적인 영향으로 3월 27일 독일 바덴뷔르템베르크주에 열린 주의회 선거에서 후쿠시마 원자력 발전소 사고로 탈원전 운동이 고조되면서 동맹 90/녹색당이 제2당으로 약진하고 독일 사회민주당과 연립정당을 구성하는 등 일본 국외 정계에서도 일본의 지진 영향을 받았다.

### 해외 기업 및 공관의 반응
원전 피해 등으로 인해 이탈리아와 프랑스, 미국과 오스트레일리아 정부가 일본에 주재하고 있는 외교관 및 학생, 비즈니스맨이나 여행자 등 자국 국민들을 일시적으로 국외로 대피하기 위해 정부전용기 및 민간 전세기를 일본 내 공항으로 보내 무상으로 자국민을 대피시키는 동시에 방사능의 영향을 받지 않는다고 추정되는 지역에 대해 일시피난을 권고하였다. 또 재일 외국인 중 본국 정부나 소속 기업의 피난 권고가 나오지 않았음에도 불구하고 자체적으로 국외로 대피하는 사람들도 있었다.
이들 재일외국인의 피난이나 도피로 이들 국가의 일본 법인이나 지점에서는 통상적인 업무에 장애가 생기거나 조업을 일시적으로 중지한 곳도 있었다. 이후에도 일부 해외 기업들 중 일본 법인의 본사나 지점을 원전 피해의 영향권에 먼 간사이나 규슈 지방으로 일시적으로 이전하는 것을 검토하거나 실제로 아리코재팬 생명보험 등 일시적으로 본사를 지방으로 이전시킨 법인도 있었다.
또 비슷한 이유로 루프트한자나 에어 프랑스 등은 원자력 발전소 사고가 어느 정도 진정되어 방사능 피해가 영향을 미치지 않는 것이 확인될 때까지 나리타 국제공항으로 가는 노선을 일시 정지하거나 간사이 국제공항 등으로 목적지를 옮겼다. 이 외에 간사이 국제공항이나 대한민국을 경유해 나리타 국제공항으로 운항한 뒤 하루 안에 다시 이전 공항으로 회항하여 나리타 국제공항에서 승무원 숙박 및 기내식 승적이 일어나지 않게 조치한 항공사들도 있었다.

## 부흥
- 2011년 4월 - 도호쿠 신칸센 전선 재개
- 2012년 2월 - 일본 부흥청 발족
- 2014년 3월 - 이와테현, 미야기현의 잔해 처리 완료
- 2014년 4월 - 산리쿠 철도 전선 재개[406]

이와테, 미야기, 후쿠시마 3개 현 연안에 발생한 대량의 콘크리트 더미 같은 재해폐기물과 토사 등의 쓰나미 퇴적물을 처리하고 있으며 부흥청은 2014년 3월 말까지 재해폐기물 처리를 전부 끝내기로 하였다. 2012년 11월 말 시점에서는 3현 37개 시정촌의 재해폐기물이 1,802만 t으로 추정되며 이 중 86%가 철거 완료, 34%가 처분 및 처리가 끝난 상태이며 쓰나미 퇴적물은 956만 t으로 추정되어 이 중 60%가 철거 완료, 15%가 처분 및 처리가 끝난 상태이다. 가능한 한 재해지 내에서 폐기물 처리를 하기로 했지만 가설소각로 증설 계획으로도 달성이 어려워 재해지 이외 지역에서 광역처리도 검토되고 있으나 방사성 물질 문제로 조정이 어렵다.
쓰나미로 시가지 혹은 마을 단위로 건물과 인프라가 파괴되어 도시 기능이 상실된 이와테, 미야기, 후쿠시마 3개 현 연안 지역에서는 부흥 방향성을 둘러싼 논의가 이뤄지고 일부는 사업이 이뤄지고 있다. 구체적인 안은 다음과 같다.
- 고지대로 이전 - 완전히 소실된 시가지나 마을을 이전에 쓰나미로 침수되었던 곳에서 더 높은 지대로 완전 이전해 재건하는 방안이다. 재해지의 토지를 국가나 지방자치단체가 매입하는 형태로 집단 이전을 계획하고 있다.[407]
- 지반을 높혀 현지에서 재건 - 원래 쓰나미로 침수되었던 곳을 지반을 토대부터 아에 높혀 쓰나미 위협을 줄이고 나서 개전하는 방안이다. 구획 정리 방식이나 거점이 되는 시가지 및 마을을 국가나 지방자치단체가 매입해 일괄 정비하는 사업을 계획하고 있다.[407]
- 시설과 주거지 분리 - 주택, 행정청사, 고층 건물, 병원 등은 고지대와 지반을 높힌 곳으로 이전하며 대신 산업시설은 원래 쓰나미로 침수되었던 지역에 남기는 방안이다. 수산업 및 관광업을 주산업으로 해 전면 이전이 어려운 곳에서 진행되는 계획이다.[408]
- 부흥 산업을 기회로 하는 신산업 전개 - 어업과 양식 수산업의 협업화나 농업의 민간 투자, 에너지 절약 및 재생 가능 에너지나 스마트 그리드 등을 도입하는 방안이다.[408]
- 쓰나미 방어 시설 강화 - 방조제의 복구와 강화 외에도 간선도로나 철도를 높은 성토로 만들어서 제방 기능을 하게 만들고 방조림이나 녹지 등의 방재 용지를 따로 만드는 방안이다. 미야기현 부흥 계획에서는 센다이만 남부는 해안가에 방조제를 설치하며 그 안쪽에 방재림, 녹지, 농토, 성토도로, 산업용지, 성토철도, 주택지 순으로 띠 모양으로 다중방어를 하도록 구성되어 있다.[408]
- 쓰나미 피난 시설 강화 - 쓰나미 시 긴급피난을 위한 빌딩이나 타워를 건설하며 피난을 위한 도로, 1차, 2차, 수용피난소를 복구 및 강화하는 방안이다. 미야기현 부흥 계획에서는 특히 시설과 주거지가 분리된 지역에서 저지대인 산업지대에 긴급피난시설을 강화하는 안을 구상하고 있다.[408]
- 쓰나미 피난 행동 지원 강화 - 쓰나미 발생 시 피난을 위한 방재 교육 및 지진 재해 경험 계승 등의 사업을 진행한다.[408]

후쿠시마현은 2012년 7월 후쿠시마 관광부흥지원센터를 설립하고 구연자(이야기꾼, 2014년 9월 기준 176명), 시찰지, 자원봉사자, 시범코스 소개 등을 지원하고 있다. 2013년 센터가 중개한 구연자는 13,000명이다.
- 주요 시찰지 지원 사업 목록[410]
  - 후쿠시마시 - 대피소 배식 지원 및 교류
  - 소마시 - 쓰나미 체험 및 교훈
  - 아이즈와카마쓰시 - 오쿠마정 시민의 피난 생활 및 가설주택 생활 지원
  - 이와키시 - 방재 및 감재 학습 투어
  - 가와우치무라촌 - 마을 전체 피난에서 다시 돌아오기까지의 대처
  - 미나미아이즈정 - 피난민 수용 체험
  - 스카가와시 - 직판장의 허위 소문 피해 대처
  - 니혼마쓰시 - 원전 사고 피해자 수용 지원 및 교류

지진 3년 9개월 후인 2014년 말 사업 완료 집계율은 다음과 같다.
부흥주택 100%(용지확보 100%), 해안 공사 85%, 고지대 이전 100%, 도로 복구 100%, 어항 97%, 농지 94%, 철도 100%, 학교 99%, 하천 공사 99%, 수도 99%, 하수도 100%, 재해 폐기물 처리 100%(1,843만 t)

## 재해 후 여러 움직임

### 추모 및 위령제
피해가 컸던 도호쿠 3현은 부흥기원공원을 정비해 정부가 국영추도시설을 마련하였다. 이와테현 리쿠젠타카타시, 미야기현 이시노마키시, 후쿠시마현 나마에정(부흥기념공원은 후타바정에 걸쳐 있다)에 추도 시설을 건립하는 안이 2017년 9월 1일 내각에서 각의되었다.
정부와 재해를 입은 지자체 상당수는 매년 3월 11일마다 지진 재해 피해자 추도식을 열고 있다.

### 지진 잔존물
쓰나미 물이 빠진 자리에 반쯤 파괴되고 남은 건물 잔해가 피해 지역 연안 곳곳에 있다. 이 중 지진 잔존물 또는 진재유구(일본어: 震災遺構)로 인정받은 잔해들은 지진 교훈을 위해 지방의 비용 보존으로 보존된다. 지자체 비용 투입은 "1지자체 1시설"이 원칙이기 때문에 공식적인 잔존물 인정은 공공시설이 대부분이며 2017년 12월까지 민간건물은 이와테현 미야코시의 다로 관광호텔 하나뿐이다. 소유자가 자비로 보존을 결정한 것 이외의 민간 건물 잔존물에는 철거가 우려되는 건물들도 있다.
아래는 주요 지진 잔존물들이다.
- 센다이시
  - 센다이 시립 아라하마 소학교[419] - 2015년 5월 보존 결정.[주해 14][420] 2017년 4월 30일부로 일반인 공개 시작.
- 가마이시시
  - 우노스마이 지구방재센터 - 2014년 2우러 해체 종료[421]
- 리쿠젠타카타시
  - 기적의 외 소나무 - 복원 및 보존
- 미나미산리쿠정
  - 미나미산리쿠정 방재대책청사 - 미나미산리쿠정 측에서는 2013년 말까지 해체하기로 내세웠지만 2014년 중 미야기현의 유식자회의가 끝날 때까지 해체되지 않았다. 이후 2015년 6월에 2031년까지 현 소유로 두기로 결정했다.
  - 다가노 회관(민간 소유)[422][주해 15]
- 이시노마키시
  - 이시노마키 시립 오카와 소학교 - 2016년 3월 이시노마키시는 피해를 입은 오카와 초등학교 옛 건물을 존치하는 형태로 전체를 보존하였다.[423] 유족들 중에는 "남아있는 건물이 보기 싫다"라는 의견도 있어 주변을 공원화해 나무 등으로 둘러싸게 하는 방안도 검토되고 있다.[423]
  - 이시노마키 시립 가도와키 소학교 - 학교 건물을 지진 잔존물로 지정하여 부분적으로 보존하기로 결정하였다. 원래 있던 학교 터나 미나미하마 지역에 정비될 예정인 부흥기념공원 등에 잔해를 보존할 예정이다.[424][425] 교정은 인근 학교가 운동장으로 사용하기 위해 2013년 기준 정비 작업을 하고 있다.
- 오쓰치정
  - 정사무소 옛 청사 - 일부 보존 방침을 검토하고 있다.[주해 16] 정장실이 있던 부분은 2014년 4월부터 해체 예정이다.[426] 2014년 6월 4일 보존검토가 진행중인 본청사 외의 건물을 해체하기 시작했다.[427] 2016년 12월, 정의회 내 동일본대진재 부흥 마을 조성 특별위원회는 최종보고서에 의거한 의견서를 발표하였다. 이 의견서에서는 보존 또는 해체해야한다고 확실하게 밝히지 않고 방재 교육이나 도시 재건을 진행하는 가운데 구 청사도 이를 포함해서 생각해야 한다고 결론내렸다.[428]
  - 유람선 하마유리호 - 이미 해체되었으나 복원하기 위한 기부를 모으고 있다.[429]
- 게센누마시
  - 어선 제18 도코도쿠마루 - 2013년 10월 24일 완전히 해체하였다.[430]
  - 미야기현 게센누마 고요 고등학교
- 오나가와정
  - 구 오나가와 파출소 - 보존을 위해 2011년 6월부터 기부를 모집받고 있다. 공원으로 정비하자는 안이 있다.[431] 2018년부터 공사를 시작하였다.[432]
- 미야코시
  - 다로 관광호텔 - 보존
  - 방조제 - 보존하기로 결정[433]
- 히가시마쓰시마시
  - JR 구 노비루역
- 후쿠시마현 도미오카정
  - 도미오카역 - 해체 후 일부 보존되었다.
  - 쓰나미 피해를 입은 경찰차 - 이동 후[434] 보존되었다.[435]

지진 재해 3년 후 보존이 검토되는 잔존물은 미야기현 15곳, 이와테현 8곳이 있다. 2014년 5월 시점 미야기현에서는 7개 시정 12개 시설이 보존검토대상이다.

### 소행성 명명
지진 재해 부흥을 기념해 국제천문연맹에서 2012년 5월 일본 니가타시에서 열린 "소행성·유성·혜성 2012"를 계기로 소행성에 재해지 이름들이 붙여졌다. 이는 일본 국립천문대가 로웰 천문대에 의뢰해 지은 이름들이다.
- 현 이름 - 19534 미야기, 19691 이와테, 19701 아오모리, 19713 이바라키, 19731 도치기, 20613 지바현
- 후쿠시마현 내 지방 명칭 - 14701 아이즈, 21966 하마도리, 22719 나카도리
- 재해를 입은 지자체 이름 - 22745 리쿠젠타카타(이와테현 리쿠젠타카타시), 22885 사카에무라(나가노현 사카에촌)[주해 17] 22914 쓰난마치(니가타현 쓰난정)[주해 17]

그 외 지진 재해에 관련된 명칭이 붙은 소행성은 다음과 같다.
- 23649 도호쿠, 29157 히가시니혼(동일본), 31152 다이신사이(대진재)

## 같이 보기
- 도호쿠 지방 태평양 해역 지진에 관한 문서 목록
- 재해복구
- 진재부흥재개발사업
- 재해대책기본법
- 재해지원경주
- 방사성 오염 물질 대처 특별조치법
- 사전부흥
- 재해기념비 - 조간쓰나미비(미야기현 히가시마쓰시마시 미야토지마섬) - 사쿠라 레인 311(이와테현 리쿠젠타카타시)
- 조간지진(869년) - 게이초 산리쿠 지진(1611년) - 미야기현 해역 지진
- 오나가와 생명비
- 도모다치 작전
- 일본의 지진 목록

### 내용주
1. ↑  귀환 곤란 지역(帰還困難区域) 설명은 링크를 참조. 연간 방사선량이 50mSv를 초과하며 5년 이후에도 50mSv를 넘길 우려가 있는 지역이다.
2. ↑  거주제한구역(居住制限区域) 설명은 링크 참조. 연간 방사선량이 20mSv를 초과하여 지속적 제염 작업이 필요한 구역이다.
3. ↑  다른 냉각 수단이 끊길 경우 최후의 수단이다.
4. ↑  긴급 교통로로 지정하러던 수도 고속도로 6호 미사토 선 야시오미나미 나들목-미사토 분기점(하행), 미사토 분기점-야시오 나들목(상행) 구간을 포함한다.
5. ↑  지진 발생 직후엔 정기 출발 항공편의 이륙 시각이 넘은 시각이어서 이착륙중인 항공기는 없었으며, 이에 따라 승객 및 승무원 피해는 없었다.
6. ↑  동일본대지진 5일 후인 3월 16일 하나마키 공항이 재개항하며 이 공항으로도 운행이 재개되었다.
7. ↑  도네강 유역 매립지인 지역이다.
8. ↑  이 중 7채가 아키타시로 옮겨저 그룹 홈으로 바뀌었다.
9. ↑  철근 콘크리트로 지은 이노 다카타카 기념관이 1998년 개장되어 2,345개의 국보급 자료가 기념관으로 이장되었기 때문에 자료 손실은 없었다.
10. 1 2 3 4 5 6 7  2015년 일본 국세청의 국세조사 속보치 값이다.
11. ↑  테레비 도쿄를 제외한 민영 방송국이 1980년대 이후 텔레비전 광고를 전면 송출 중단한 예로는 1989년 1월 7일 쇼와 천황의 사망 당시 1월 7일 오전 5시부터 1월 9일 자정까지 약 42시간이 최장 시간이었으며, 도호쿠 대지진이 이를 경신하였다. 이보다는 시간이 짧긴 하나 1995년 1월 17일 효고현 남부 지진(한신-아와지 대지진) 때에도 2시간 가까이 전면적으로 광고가 없던 시간도 있었으나 이는 간사이 지방 텔레비전 방송국에 한정된 것으로 전국적으로 송출이 중단되진 않았다.
12. ↑  아사히 신문 도쿄 버전은 보통 40면으로 발간되나 지진 직후엔 20-24면으로 줄어들었다.
13. ↑  한신-아와지 대진재 당시 22만 5천명보다는 적다.
14. ↑  구 주소 센다이시 와카바야시구 아라하마지 신호리바타 32-1(荒浜字新堀端32-1)
15. ↑  노인 원예 대회 참가자 300명 등이 직원들의 판단으로 귀가하지 않고 지상에서 높이 17m의 옥상으로 대피했으나 옥상 너머로 쓰나미가 덮쳐 옥상 위 비상공간으로 대피해 목숨을 건졌다. 이후 하루에 물병 10개씩을 나눠 가지는 등으로 구조되었다.
16. ↑  전부 보존시 3-8억 엔이 들기 때문에 벽 일부를 남겨 1억 6,500만 엔을 쓰기로 하였다.
17. 1 2  대지진 다음 날인 2011년 3월 12일 나가노현 북부 지진이 일어난 곳이다.